# 竹久夢二
竹久 夢二（たけひさ ゆめじ、1884年〈明治17年〉9月16日 - 1934年〈昭和9年〉9月1日）は、日本の画家・詩人。本名は竹久 茂次郎（たけひさ もじろう）。
数多くの美人画を残しており、その抒情的な作品は「夢二式美人」と呼ばれた。大正ロマンを代表する画家で、「大正の浮世絵師」などと呼ばれたこともある。また、児童雑誌や詩文の挿絵も描いた。文筆の分野でも、詩、歌謡、童話など創作しており、中でも、詩『宵待草』には曲が付けられて大衆歌として受け、全国的な愛唱曲となった。また、多くの書籍の装幀、広告宣伝物、日用雑貨のほか、浴衣などのデザインも手がけており、日本の近代グラフィック・デザインの草分けの一人ともいえる。

## 概要
彼自身の独特な美意識による「夢二式美人画」と呼ばれる作品の多くは、日本画の技法で描かれ（軸物や屏風仕立てで遺る）、また、洋画（キャンバスに油彩）技法による女性像や風景画ものこされている。好んで様々な表現形式を試みたが、むしろ、それらは後世になってから評価されたもので、当時の時点においては、印刷された書籍の表紙や広告美術などが多くの目に触れ、大衆人気という形で脚光を浴びたのであった。一時は中央画壇への憧れもあったようだが受け入れられず、終生、野にあって新しい美術のあり方を模索した。
彼の描く美人画は男性だけでなく女性からも非常な人気を博した。それは図式化され、必ずしも現実の顔をリアルに描写したものではなかったが、それまで江戸期浮世絵以来の美人画の定番であった、細い目で吊り目の顔ではなく、愁いを帯びた大きな瞳で、新しい美人像の流行を作ったともいわれる。
世の動きとしてみた場合、当時の画壇では様々な芸術思潮が交錯し、ある意味で胎動期の不定のさなかである。都市における大衆文化の開花による消費生活の拡大を背景とした、新しい応用美術としてのデザインというものの黎明の時代であり、夢二もこれに着目した。生涯の後期にいたっては、彼の図案家としての才能の実績において、生活と結びついた美術を目指し、あるいは産業と融合すべきとの理念を持ち、むしろ積極的に、商業美術（のちにいわれるグラフィック・デザイン）の概念を描いていたようである。榛名山産業美術研究所の構想や、先進地である欧米視察への願望がこのことを裏付けている。
21世紀に入っても画集、詩文集、童話が様々な装丁で刊行されたり、夢二作品を専門に所蔵する美術館（後述）以外でも展示会が開かれたりしている。
また従来知られていなかった作品が明らかになったり、個人所有だった作品が美術館に寄贈・寄託されたりしている。2017年（平成19年）には、屏風絵『投扇興』が新たに発見された。2020年（令和2年）1月6日には、面識があった田河水泡へ贈った日本画『サーカス』が田河の遺族から寄贈されたと、竹久夢二美術館が発表した。短歌結社「春草会」へ共に参加していた小林俊三へ贈った日本画2点『白桃や』『南枝王春』が、小林の遺族により2024年（令和6年）6月に竹久夢二美術館へ寄託された。

## 経歴
（年代の後は満年齢を示す）
- 1884年（明治17年）0歳
  - 9月16日 岡山県邑久郡本庄村（現・岡山県瀬戸内市邑久町本庄）の代々酒造業を営む家に次男として生まれる。兄が前年に亡くなっていたため、事実上の長男として育てられる。
- 1899年（明治32年）15歳
  - 兵庫県神戸市の叔父宅に寄宿しつつ兵庫県神戸尋常中学校（後の神戸一中、現在の兵庫県立神戸高等学校）に入学するが、12月には家の都合で中退。
- 1900年（明治33年）16歳
  - 父が家業の造り酒屋をたたみ、操業間近な八幡製鉄所に職を求めたため、一家で福岡県八幡村（現・北九州市八幡東区）枝光に転居。茂次郎もしばらく製鉄所で働く。
- 1901年（明治34年）17歳
  - 家出して単身上京。
- 1902年（明治35年）18歳
  - 早稲田実業学校専攻科入学。学生時代、スケッチを『読売新聞』などに投書。
- 1903年（明治36年）19歳
  - 制作年らしき数字「1903」が記された、文章・絵画からなる冊子『揺籃』が2018年に発掘されている[7]。
- 1904年（明治37年）20歳
- 1905年（明治38年）21歳
  - 友人であった荒畑寒村の紹介で平民社発行の『直言』にコマ絵が掲載される。これは最初に印刷に附された夢二の絵であった。この後、『光』、日刊『平民新聞』に諷刺画などの絵を掲載し、社会主義者らとの親交も深めた。同年6月、『中学世界』に『筒井筒』が第一賞入選、このとき、初めて夢二を名乗る。早稲田実業学校専攻科中退。
- 1906年（明治39年）22歳
  - 童話雑誌『少年文庫』の挿絵を描く。
- 1907年（明治40年）23歳
  - 岸たまきと結婚。読売新聞社に入社し時事スケッチを担当。
- 1908年（明治41年）24歳
  - 長男・虹之助誕生。
- 1909年（明治42年）25歳
  - たまきと協議離婚。この年、最初の著書『夢二画集－春の巻』発刊、ベストセラーとなる。
- 1910年（明治43年）26歳
  - たまきと再び同棲し、その後、二児をもうける。大逆事件関与の容疑で2日間拘留される。夏、房総方面に旅行し、『宵待草』を発想。
- 1911年（明治44年）27歳
  - 次男・不二彦誕生、たまきと別居。月刊『夢二 ヱハガキ』発売。
- 1912年（明治45年）28歳
  - 雑誌『少女』誌上に、“さみせんぐさ”の筆名で『宵待草』原詩を発表。京都府立図書館にて「第一回夢二作品展覧会」。
- 1913年（大正2年）29歳
  - 11月 絵入り小唄集『どんたく』出版、その中の一節に『宵待草』を現在の三行詩で発表。
- 1914年（大正3年）30歳
  - 日本橋呉服町に「港屋絵草紙店」を開店、来店した笠井彦乃と出会う。
- 1915年（大正4年）31歳
  - 婦人之友社より雑誌『子供之友』『新少女』創刊、絵画主任として挿絵を描き始める。たまきとは離別。
- 1916年（大正5年）32歳
  - 2月、三男の草一が生まれる。セノオ楽譜『お江戸日本橋』の表紙画、以降270余点を作画する。東京を離れ、京都二寧坂に転居。草一、他家へやられる。
- 1917年（大正6年）33歳
  - 高台寺近くに移り彦乃と同棲。石川県金沢市を旅行中に「夢二抒情小品展覧会」を開く。
  - 『宵待草』に宮内省雅楽部のバイオリニスト多忠亮が曲をつけ、芸術座音楽会にて発表。
- 1918年（大正7年）34歳
  - 『宵待草』がセノオ楽譜から発刊、これを機に全国的なヒットとなる。長崎方面に旅行。彦乃入院、東京に戻る。
- 1919年（大正8年）35歳
  - 寄宿先の本郷・菊富士ホテルにてモデルのお葉を紹介される。日本橋三越にて「女と子供に寄する展覧会」。
- 1920年（大正9年）36歳
  - 彦乃25歳で病没。『長崎十二景』『女十題』のシリーズ制作。
- 1921年（大正10年）37歳
  - お葉（夢二が名付ける・本名は佐々木カ子ヨ）と渋谷に所帯を持つ（6年後には離別）。福島・会津を旅行、各地で展覧会。
- 1922年（大正11年）38歳
  - 春、山形県方面へ旅行、滞在。夏、不二彦と富士山登山。
- 1923年（大正12年）39歳
  - 恩地孝四郎らと「どんたく図案社」を発足するも、関東大震災（大正関東地震）で潰滅。友人で画家の有島生馬とともに震災後の東京を歩き、スケッチ21枚を『都新聞』に『東京災難画信』として寄稿連載。
- 1924年（大正13年）40歳
  - アトリエ兼自宅「少年山荘」（山帰来荘）を東京府荏原郡松沢村松原（現・東京都世田谷区松原）に建設。この年に発刊された雑誌『婦人グラフ』に掲載するための表紙絵、口絵用に浮世絵の技法による新版画といわれる木版画『秋のしらべ』などを発表。
- 1925年（大正14年）41歳
  - 作家・山田順子と交渉を持ち、お葉は去る。後、順子とも別れる。
- 1926年（大正15年）42歳
  - 海外旅行を希求する。
- 1927年（昭和2年）43歳
  - 『都新聞』に自伝絵画小説『出帆』を連載。
- 1928年（昭和3年）44歳
  - 母・也須能、没（享年72）
- 1929年（昭和4年）45歳
- 1930年（昭和5年）46歳
  - 4月、群馬県の伊香保温泉に約1ヶ月滞在、「榛名山美術研究所」の構想を練る。
- 1931年（昭和6年）47歳
  - 父・菊蔵、没（享年79）。渡米告別展を新宿三越他で開催の後、5月7日に横浜を出航し、ホノルルを経由して渡米。
- 1932年（昭和7年）48歳
  - 米国に1年3ヶ月滞在、西海岸各地にて個展を開くが、米不況もあり受け入れられず不調。
  - 9月にパナマ運河-大西洋を経て渡欧。約1年の滞欧中、ドイツ、チェコ、オーストリア、フランス、スイスの諸都市を巡り、日本の雑誌に寄稿し、多くのスケッチ画を残す。
- 1933年（昭和8年）49歳
  - ドイツ首都ベルリンに滞在中、ヨハネス・イッテンの画学校で日本画の特別講義をする。8月19日イタリアのナポリを発ち、9月18日神戸に帰国する。10月26日、台湾を訪れて講演し「竹久夢二画伯滞欧作品展覧会」開催。11月11日帰国、結核を患って病床につく。
- 1934年（昭和9年）49歳11ヶ月で逝去。
  - 1月19日、親しい文芸仲間でもあった正木不如丘院長の手配により、長野県八ケ岳山麓の富士見高原療養所（現・JA長野厚生連富士見高原病院）に入院[8]。9月1日早暁、「ありがとう」の言葉を最後に死去。49歳没。東京雑司ヶ谷霊園の文芸仲間の上田龍耳の義理の弟山地純一の墓に9月19日に埋葬される。戒名「竹久亭夢生楽園居士」。墓碑には有島生馬に依る揮毫「竹久夢二を埋む」と刻まれている。骨は後に現在の墓に移された。

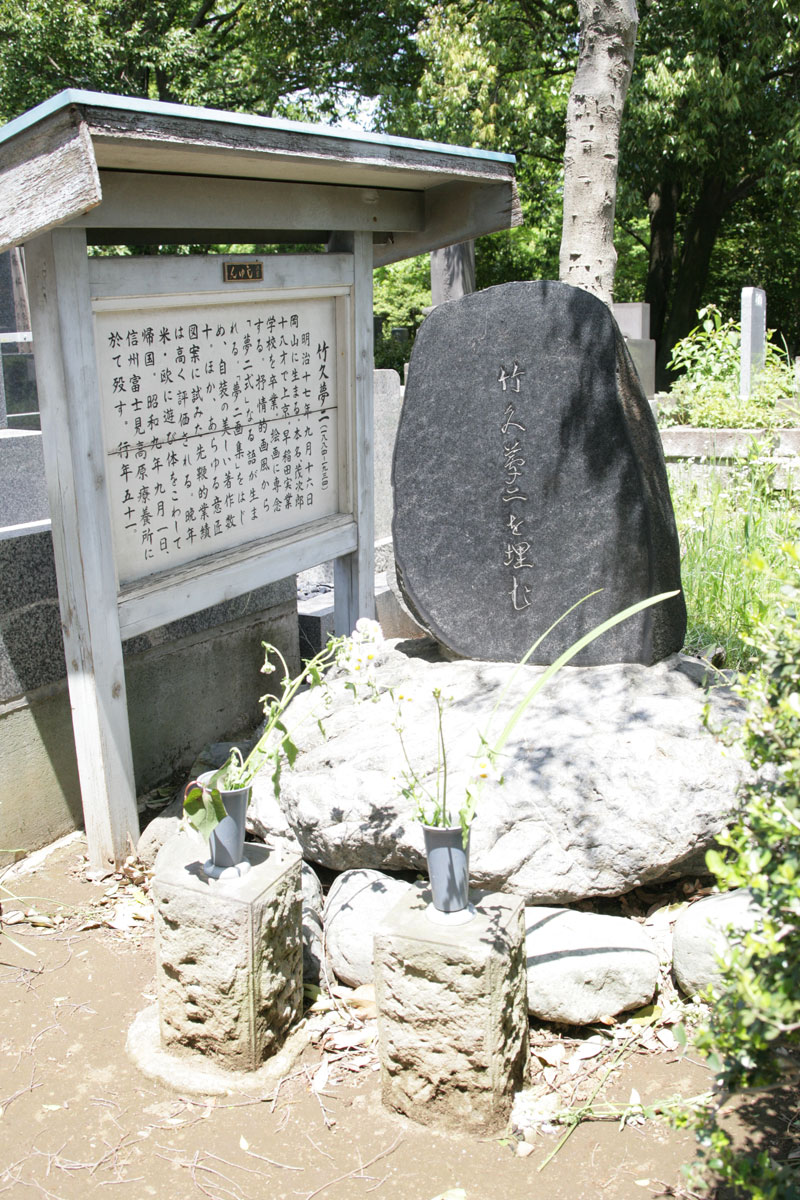
東京・雑司ヶ谷霊園にある竹久夢二の墓

## 家族
- 父・竹久菊蔵（1931年没）：邑久郡本庄村（現・瀬戸内市）の農村地主で造り酒屋を営む。1921年から仏門に入り、諦道と改名。
- 母・竹久也須能（1857年-1928年）
- 姉・栗山松香（1877年生）：栗山安兵衛と結婚し、室蘭で暮らした。
- 妹・日下栄
- 叔父・竹久才五郎
- 妻・岸たまき：加賀藩士・岸六郎右衛門の娘[9]。1907年結婚、1909年離婚するも関係は続く。夢二との間に三児を儲ける。
- 長男・竹久虹之助（1908年生）：両親離婚後、実家に預けられる。夢二没後、夢二についての回想記、遺作集編纂などに関わる。
- 二男・竹久不二彦（1911年-1994年）：1915年に父の住む京都へ行き、以降父と暮らした。夢二は不二彦を想定した作品を数多く制作。文化学院卒。夢二没後、東京の大森の洋館に妻百登枝と暮らし、夢二についての回想記や作品編集、絵画の鑑定に関わる。辻まことらと金鉱探しに熱中したのち、1945年より10年ほど開拓移民として一家で北海道へ移住、地元の中学で美術教師を務め、帰京後デザイナーとなり、弥生美術館長も務めた。[10]
- 三男・竹久草一（河合栄二郎、1916年生）：女形俳優河合武雄の養子に出され、栄二郎の名で立女形となったが、第二次世界大戦でニューギニアの戦いで戦死した[11]。
- 孫・竹久みなみ：長男・虹之助の一人娘。不二彦の北海道移民に同行。
- 養孫・竹久野生（1940年生）：二男・不二彦の養女。辻まことと武林イヴォンヌ（武林無想庵の娘）の実子。不二彦の北海道移民に同行。

## 関わった女性達
恋愛遍歴についても数々の評伝があり、自身の日記や手紙などで語られる愛の言葉は、後世の多くの創作の題材ともなっている。特に、下記3人が「夢二をめぐる3人の女性」として、しばしば取り沙汰される。

### たまき

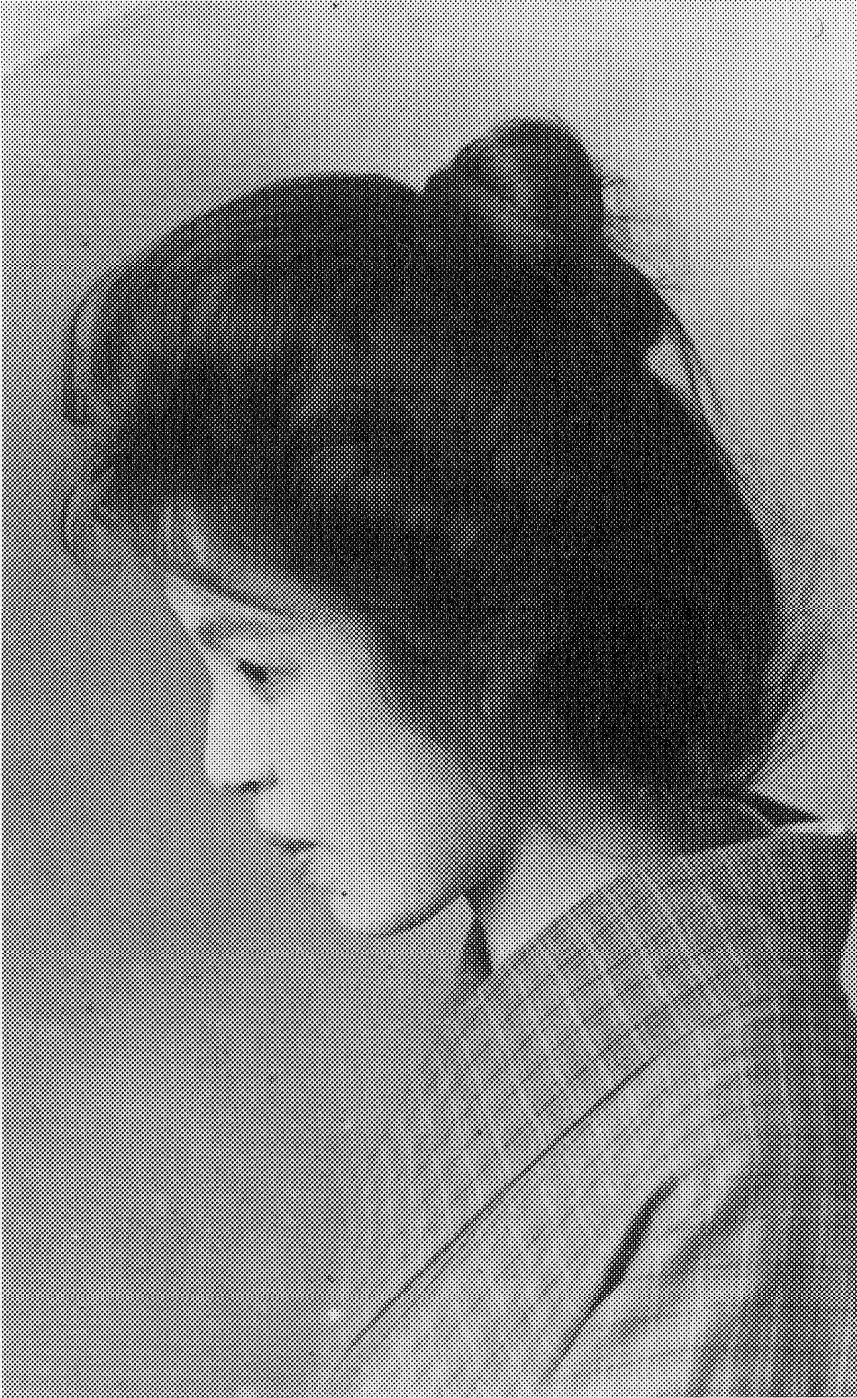
たまき（1912年頃の撮影）

1882年7月28日 - 1945年7月9日、石川県金沢市味噌蔵町出身、本名は岸他万喜。
唯一、戸籍上の妻となった女性である。兄を頼って上京後、結婚歴があり死別した前夫との間に二児があった。自立のために早稲田鶴巻町に開店した絵葉書店「つるや」に、夢二が客として毎日店に通いつめた挙句、2ヵ月後には結婚にいたった。2年後には離婚するが、その翌年に再び同棲、そして、別居を繰り返す。夢二が経営する絵草紙屋「港屋」に出入りしていた17歳の画学生東郷鉄春（青児）をたまきが見込んで、店の2階で絵の写しを頼むようになると、別居中の夢二が二人の仲を疑い、裸で逃げる青児をバットで追いかけまわしたり、青児と出かけるたまきの晴れ着を刃物でズタズタに切り裂いたりした。
夢二が彦乃を知った後の大正4年（1915年）には、たまきと青児の仲を疑い、出張先の富山県の海岸にたまきを呼びつけ、短刀をつきつけて引き回し、ハゲができるほど髪をつかんで振り回し、青児との仲を責めつづけたのち、左腕を刺すことによって破局を迎え絶縁に至る。しかし、たまきは結核療養中の夢二を信州（長野県）まで見舞い、また夢二亡き後も終生彼を慕い続けたという。

### 彦乃

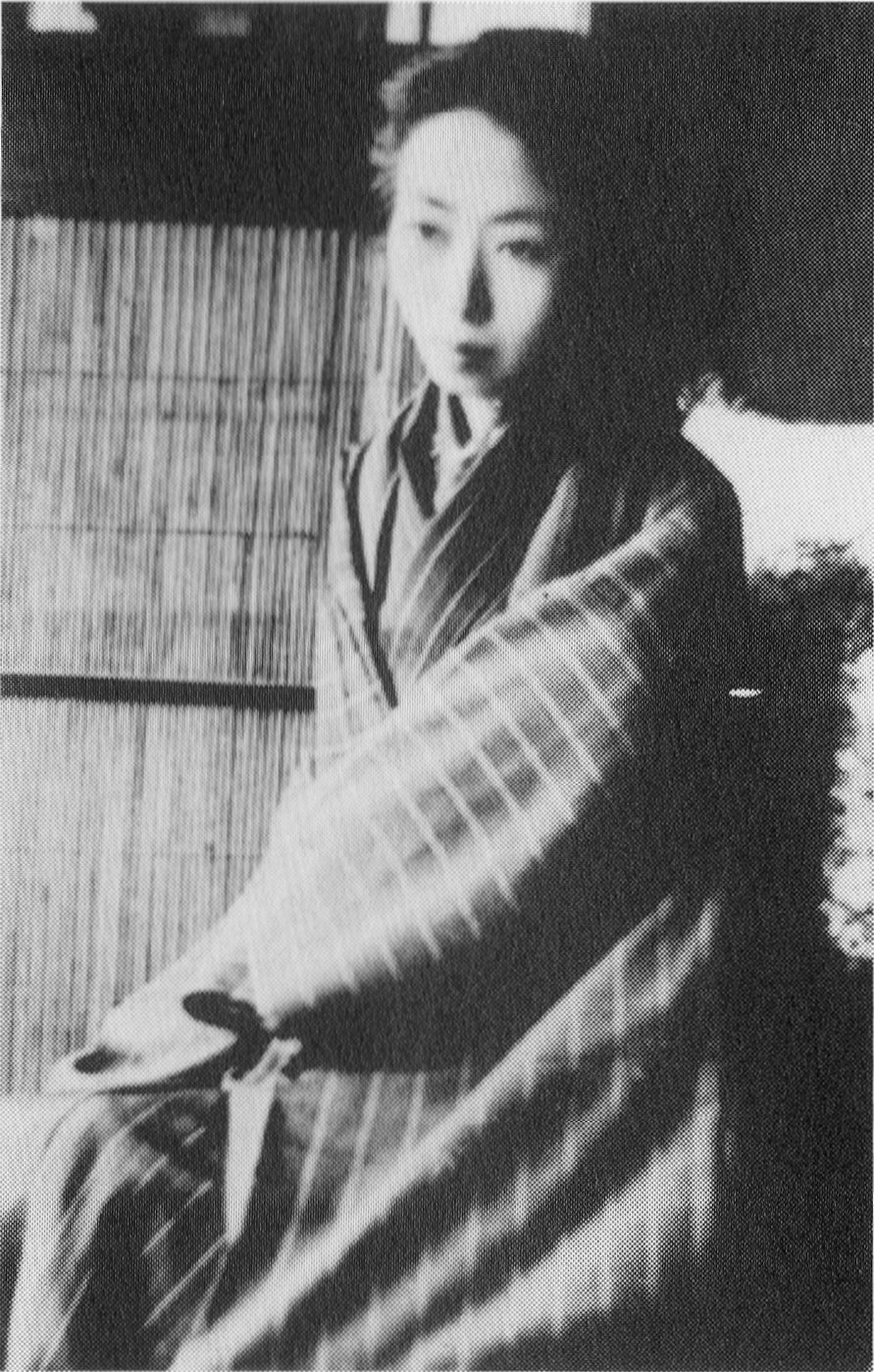
彦乃（1918年頃の撮影）

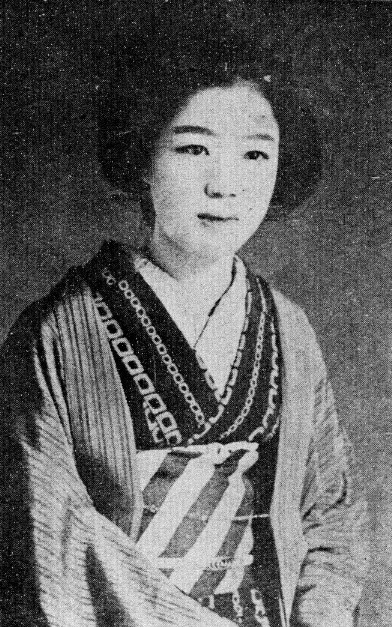
桜井八重子

1896年3月29日 - 1920年1月16日、山梨県南巨摩郡西島村（現・身延町西島）生まれ、本名は笠井ヒコノ。別名に山路しの。
東京・日本橋の紙問屋の娘として裕福に育ち、女子美術学校の学生であった。夢二のファンであり、絵を習いたいと「港屋絵草子店」を訪問し、交際が始まる。
たまきと別れ京都に移り住んだ夢二としばらく同棲するが、大正7年（1918年）に九州旅行中の夢二を追う途中、別府温泉で結核を発病。父の手によって東京に連れ戻され、夢二は本郷菊富士ホテルに移るが、面会を遮断される。東京・御茶ノ水の順天堂医院に入院した彦乃は、そのまま短い人生を終える。
夢二は彦乃を最も愛していたようであり、その死後しばらくショックから立ち直れなかった。『彦乃日記』をのこす。彦乃との別離で心を痛めた夢二は、彦乃の面影を持つ帝劇女優の桜井八重子に恋文のような手紙を出し続け、八重子も菊富士ホテルを訪ねている。

### お葉

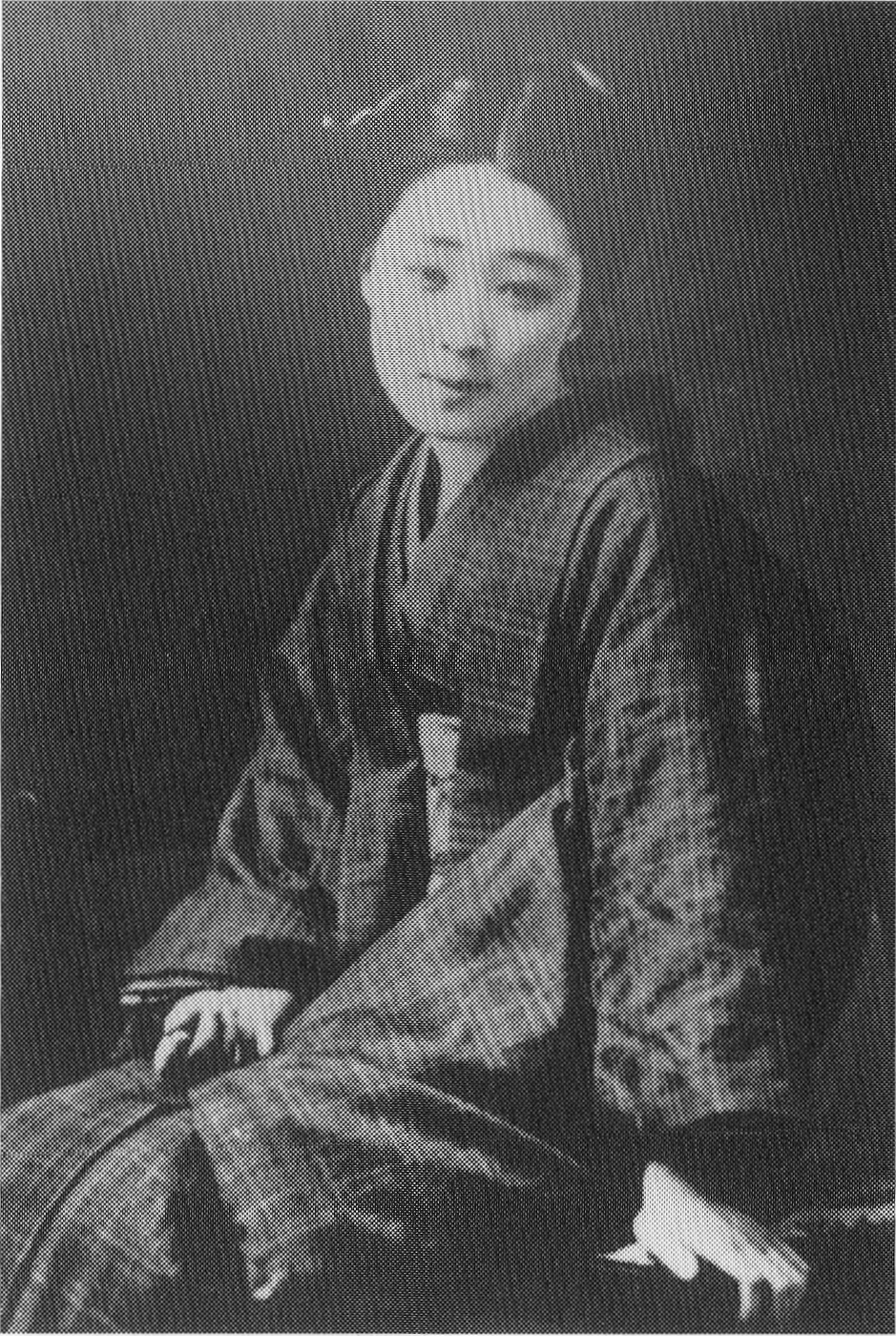
お葉（1919年頃の撮影）

1904年3月11日 - 1980年10月24日、秋田県出身、本名は永井カ子ヨ。
上京後、東京美術学校のモデルとして人気があった。藤島武二、伊藤晴雨らのモデルを務めた後に、菊富士ホテルに逗留していた夢二のモデルとして通ううちに同棲。渋谷（現在の渋谷ビーム、同地に石碑あり）に所帯を持つ。大正13年（1924年）、夢二が設計した世田谷「少年山荘」に一緒に移り住み、夢二の子供たちも同居した。一児をもうけるが夭折。翌14年にお葉は自殺を図り、半年後に別離する。後、医師と結婚し主婦として穏やかな生涯を過ごした。

#### 『黒船屋』のモデル
夢二の代表的な絵画作品である『黒船屋』のモデルは、彦乃説、お葉説がある。ただし、構図はキース・ヴァン・ドンゲンの『黒猫を抱ける女』を参考にしたといわれる。同じモチーフによる木版画や本の装幀もある。

### 山田順子
山田順子の小説『流るゝままに』を装幀したことから恋愛関係となる

### 長谷川カタ
明治23年10月22日-昭和42年7月26日。北海道生まれ。軍人・長谷川康の三女。
秋田高女を卒業後、一家で千葉県銚子の海鹿島に転居。明治43年夏、大逆事件後の尾行を避けるため、別居中の妻たまきと長男虹之助とともに銚子に逗留中だった夢二が、宿の隣家の娘・カタを見初め、言い寄って口づけを交わす仲となった。不良画家と娘の関係を心配した父親は娘と音楽教師の須川政太郎との結婚を急ぎ、島を離れた。翌年、カタを忘れられない夢二は再び海鹿島を訪ねたが、既にカタも長谷川家もなく、一年前にカタと見た砂浜のオオマツヨイグサを見ながら、「宵待草」という詩を作り、絵を添えて雑誌『少女』に発表し、その後多忠亮が曲を付けて大流行した。

## 作品

### 絵画
- 夢二画集 春の巻（洛陽堂 1909年）
- 夢二画集 夏の巻（洛陽堂 1910年）
- 小曲絵本『三味線草』（新潮社 1915年）
- 露地の細道（春陽堂 1919年）
- 黒船屋（1919年）
- 長崎十二景（1920年）
- 女十題（1921年）

など

### 木版画
- 秋のしらべ（1924年）
- 花火（1924年）
- 雪の風（1924年）

### 絵本・挿絵
- 子供の国（洛陽堂 1910年）
- 青い船（実業之日本社 1918年）
- どんたく絵本（金子書店 1923年）
- 童謡集『歌時計』（春陽堂 1919年）
- 童謡集『凧』（研究社 1926年）
- 童話集『くさのみ』（実業之日本社 1915年）
- 童話集『春』（研究社 1926年）

### 小唄集・詩集
- どんたく（実業之日本社 1913年）『宵待草』が含まれる。中公文庫で再刊。
- 夢のふるさと
- 青い小径
- さよなら
- 出帆（自伝的小説）。作品社で再刊（挿絵も）

## 夢二作品を所蔵する美術館など
- 金沢湯涌夢二館（石川県金沢市湯涌温泉）
- 夢二郷土美術館（分館は出身地の岡山県瀬戸内市、本館は岡山市）
- 竹久夢二美術館（東京都文京区）
- 竹久夢二伊香保記念館（群馬県渋川市）
- 朝日町図書館（富山県下新川郡朝日町）
- 福田美術館（京都府京都市右京区）
- 富士見高原のミュージアム(長野県諏訪郡富士見町)

## ギャラリー

### 油彩画

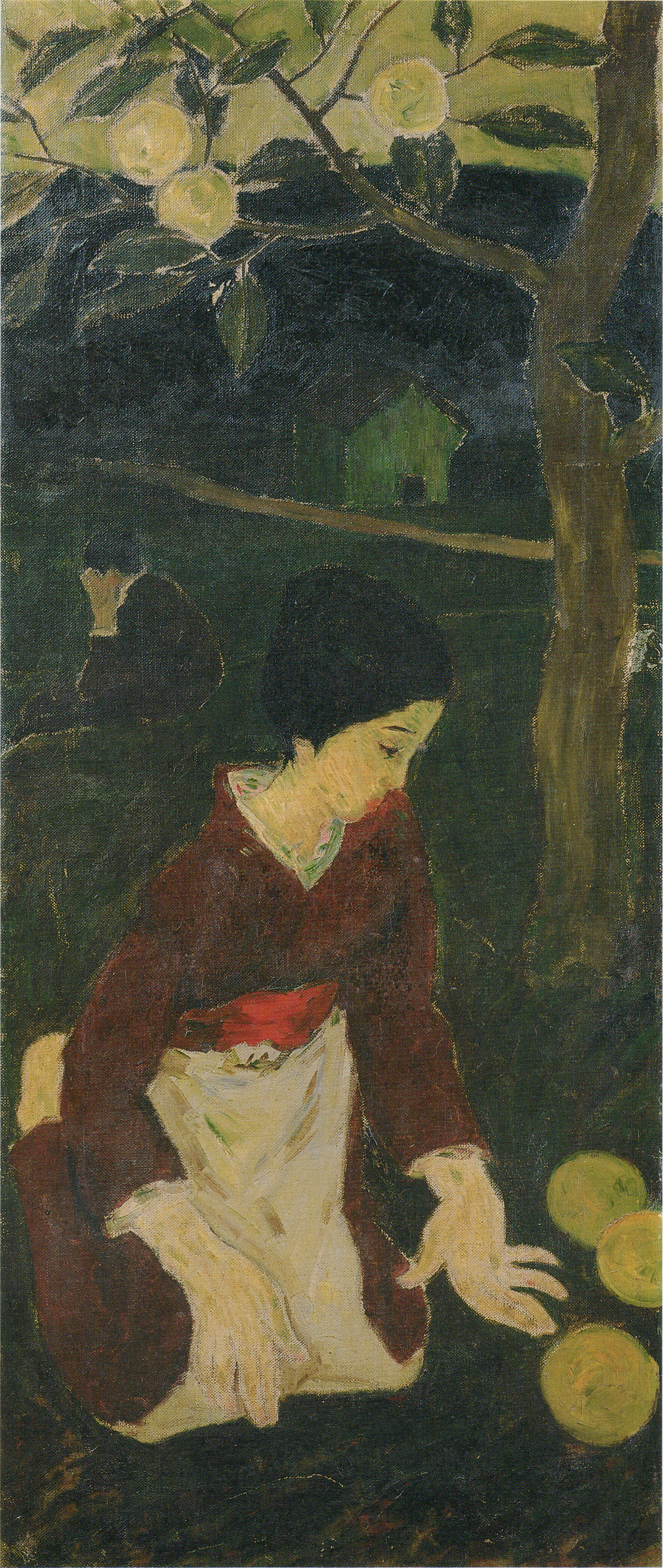
初恋（1912年）
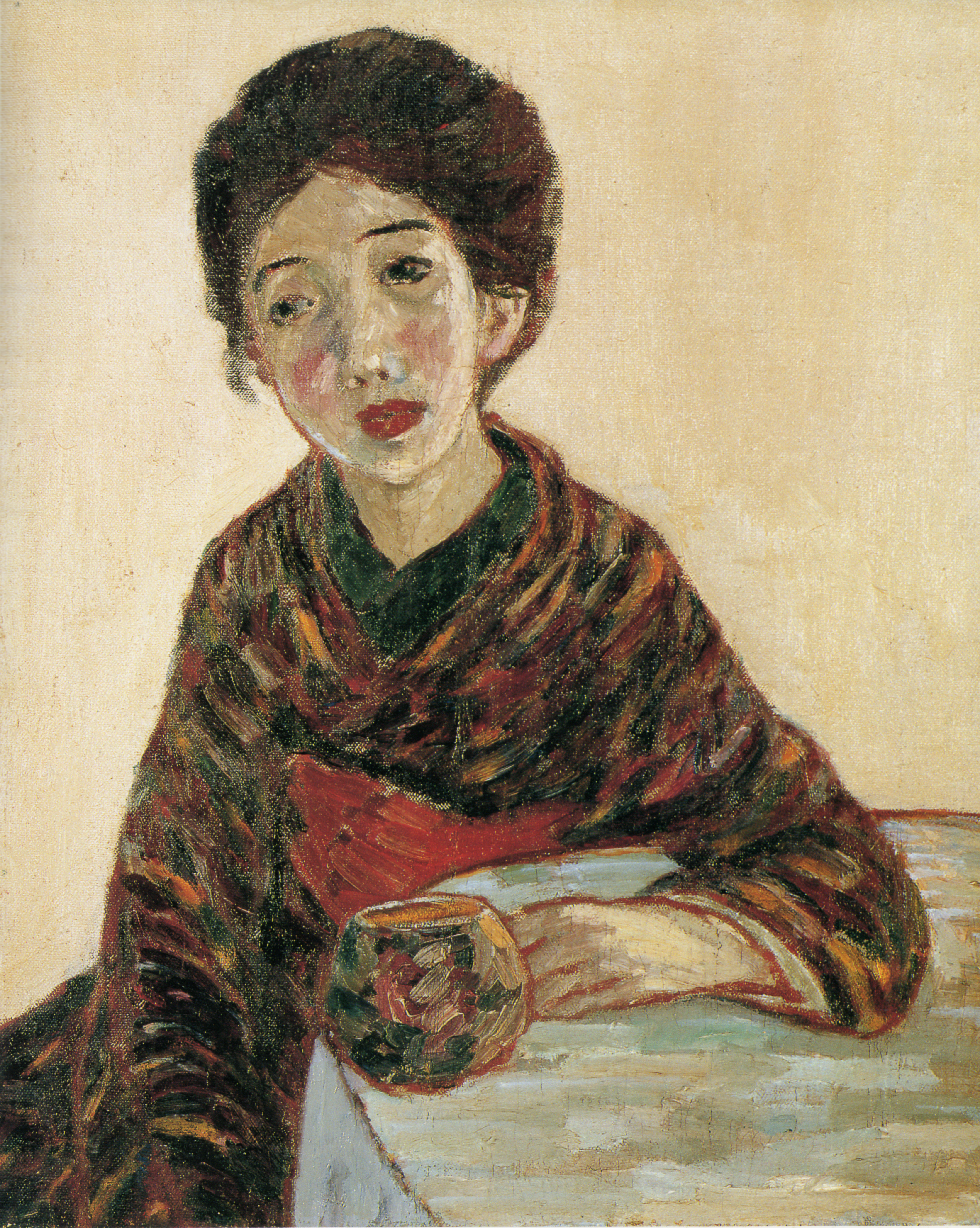
カフェーの女(未完成)（1915年頃）
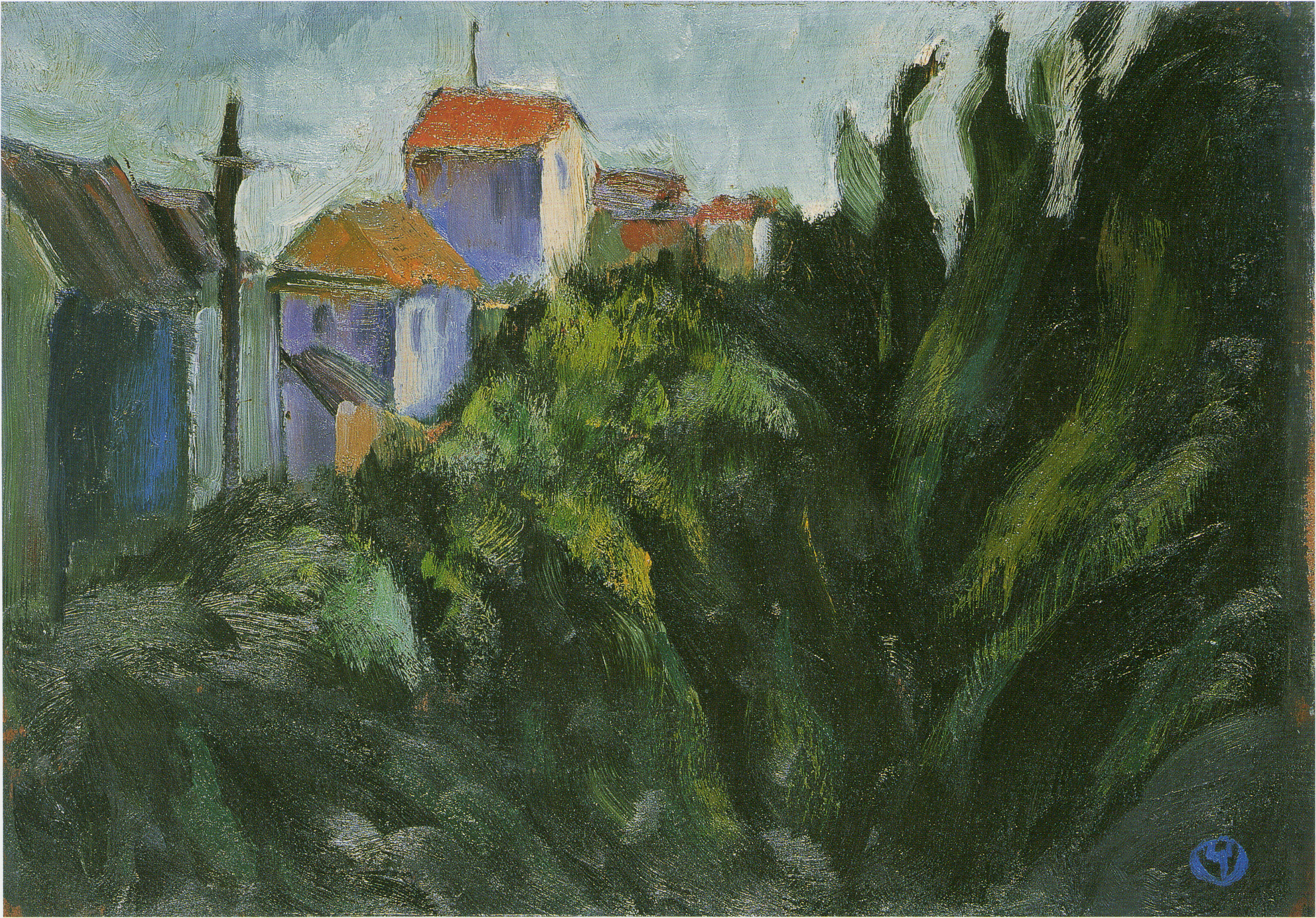
家の見える風景（大正初期）
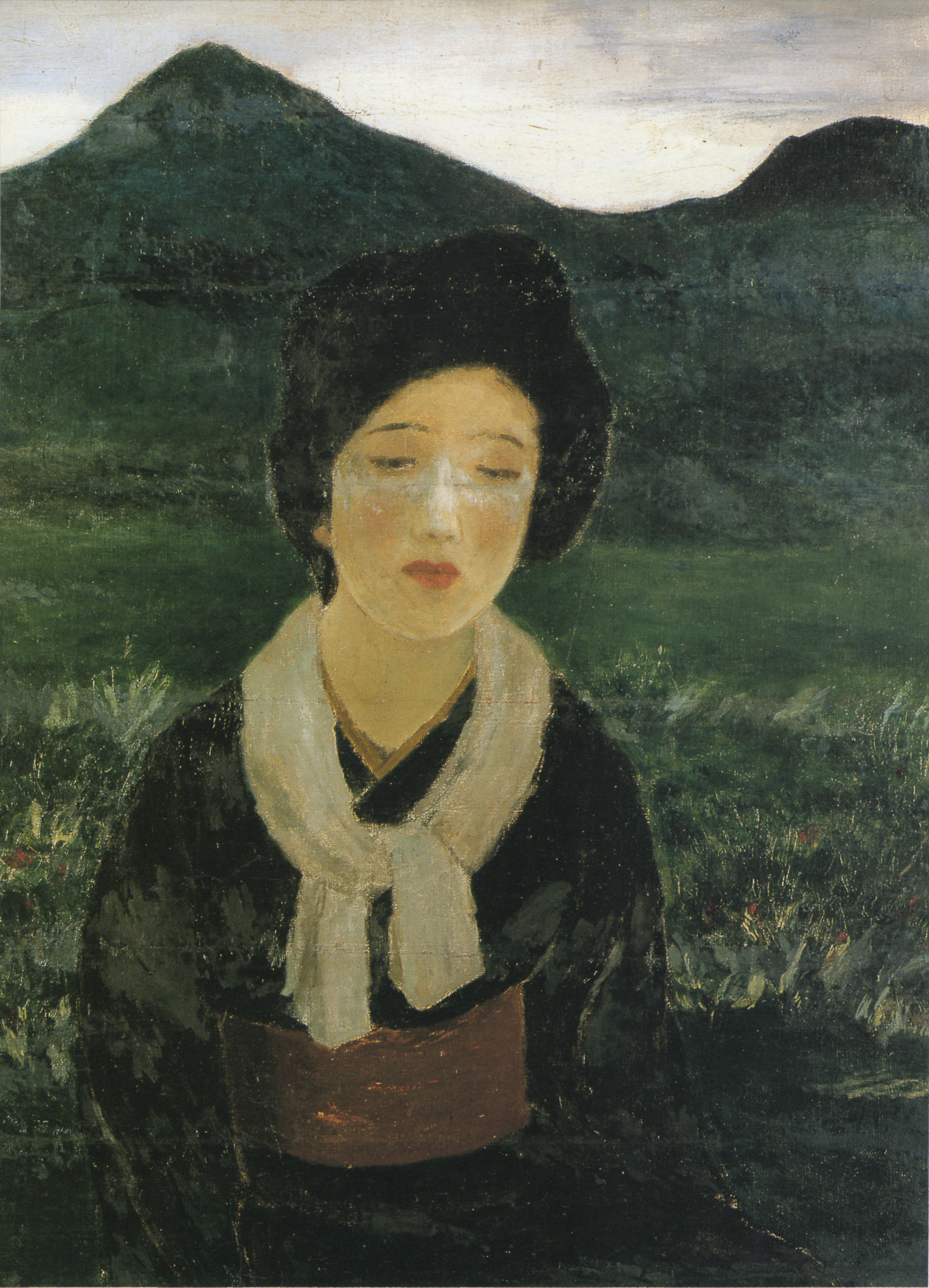
山の娘(未完成)（1916年）
女(1918年)
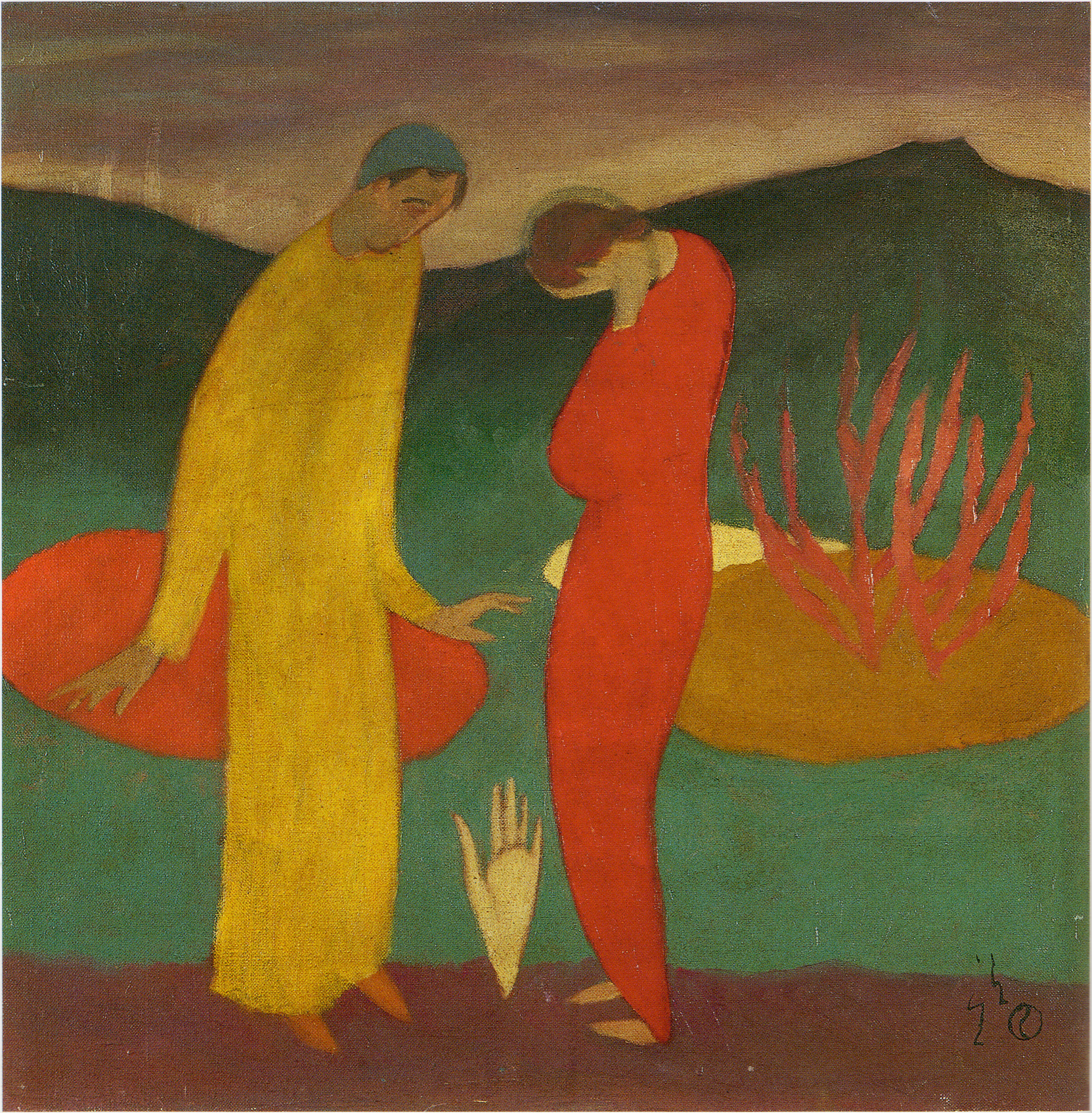
青春譜（1930年）
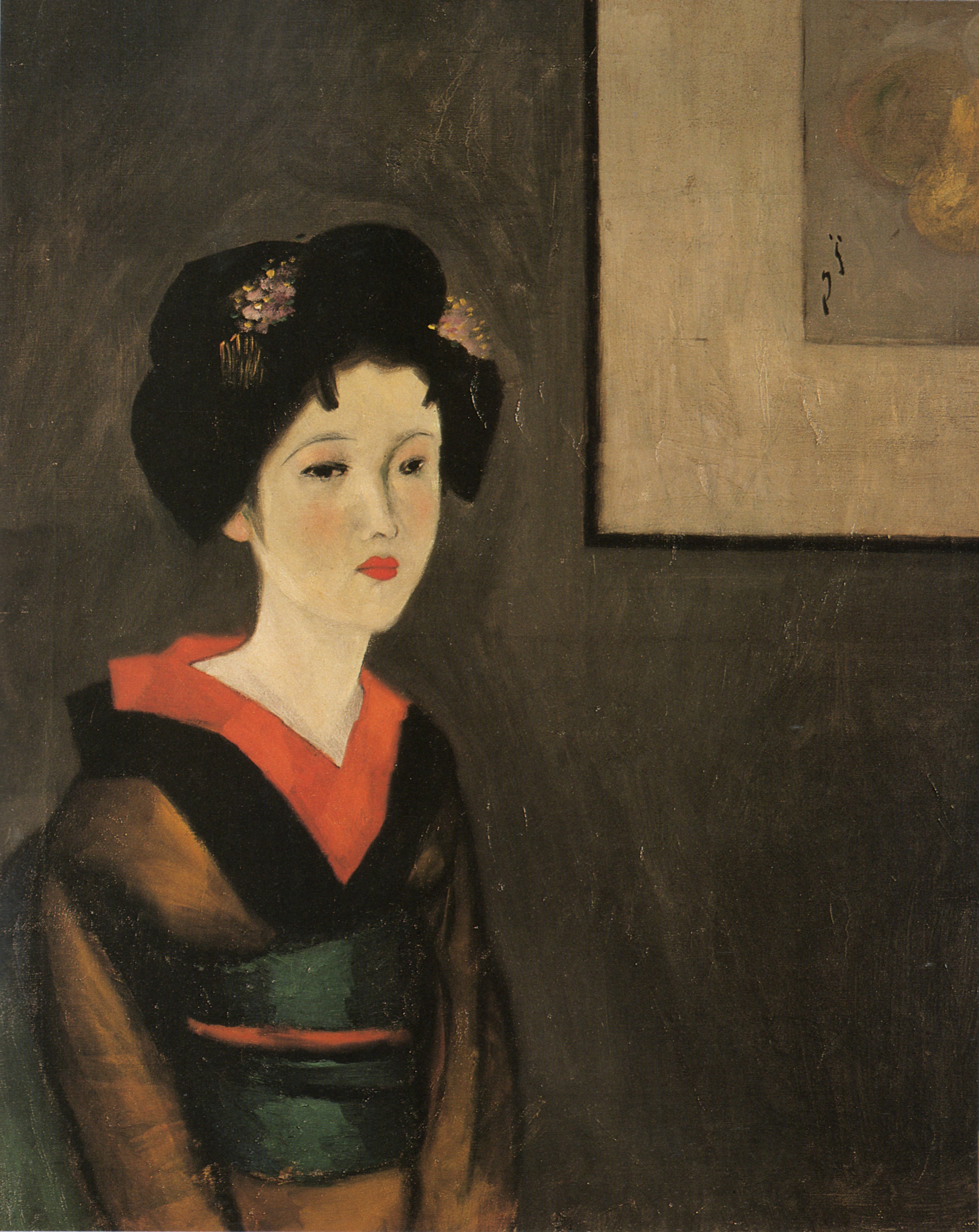
黄八丈（1931年）
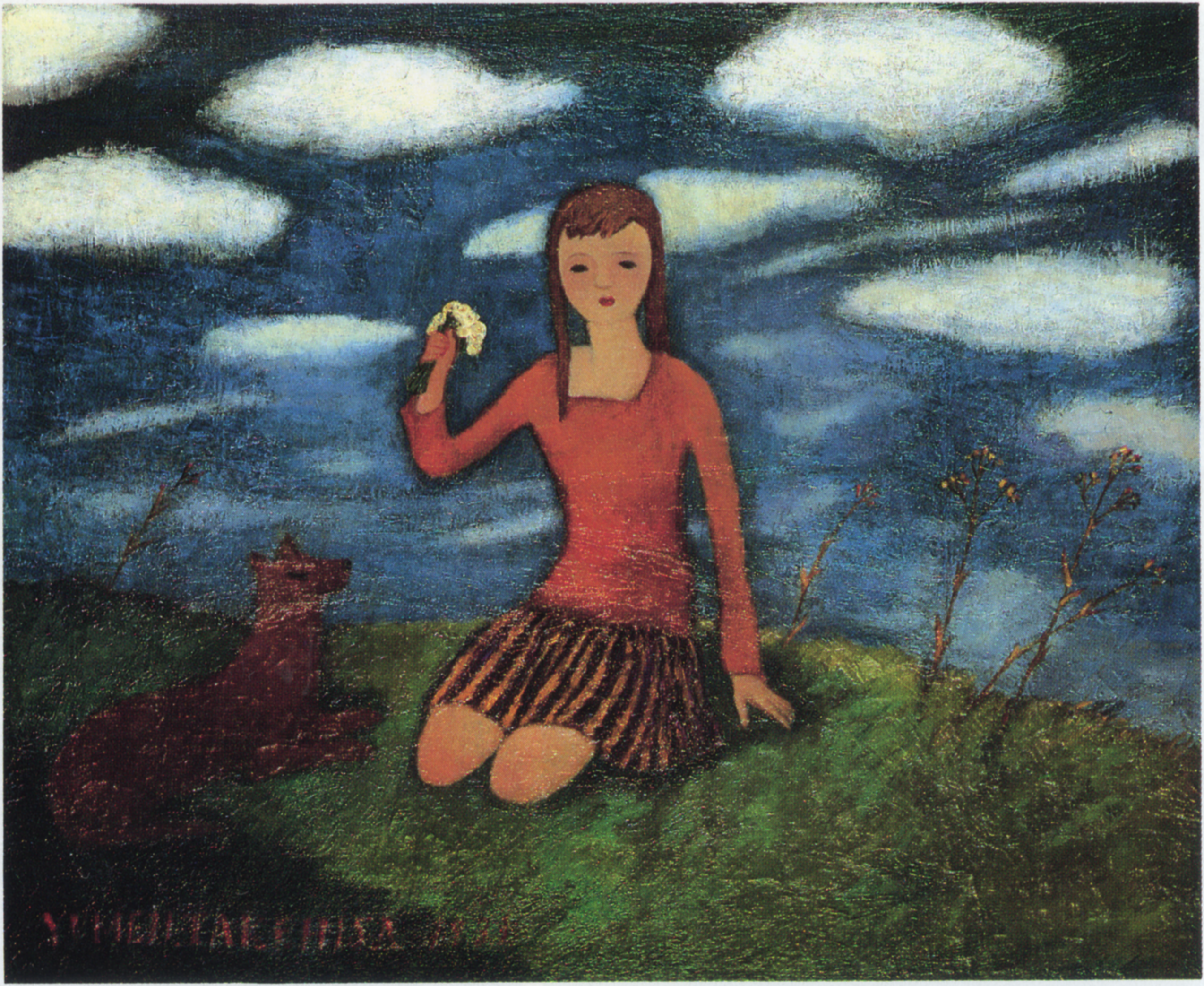
丘の上の少女（1932年、カリフォルニアで制作）
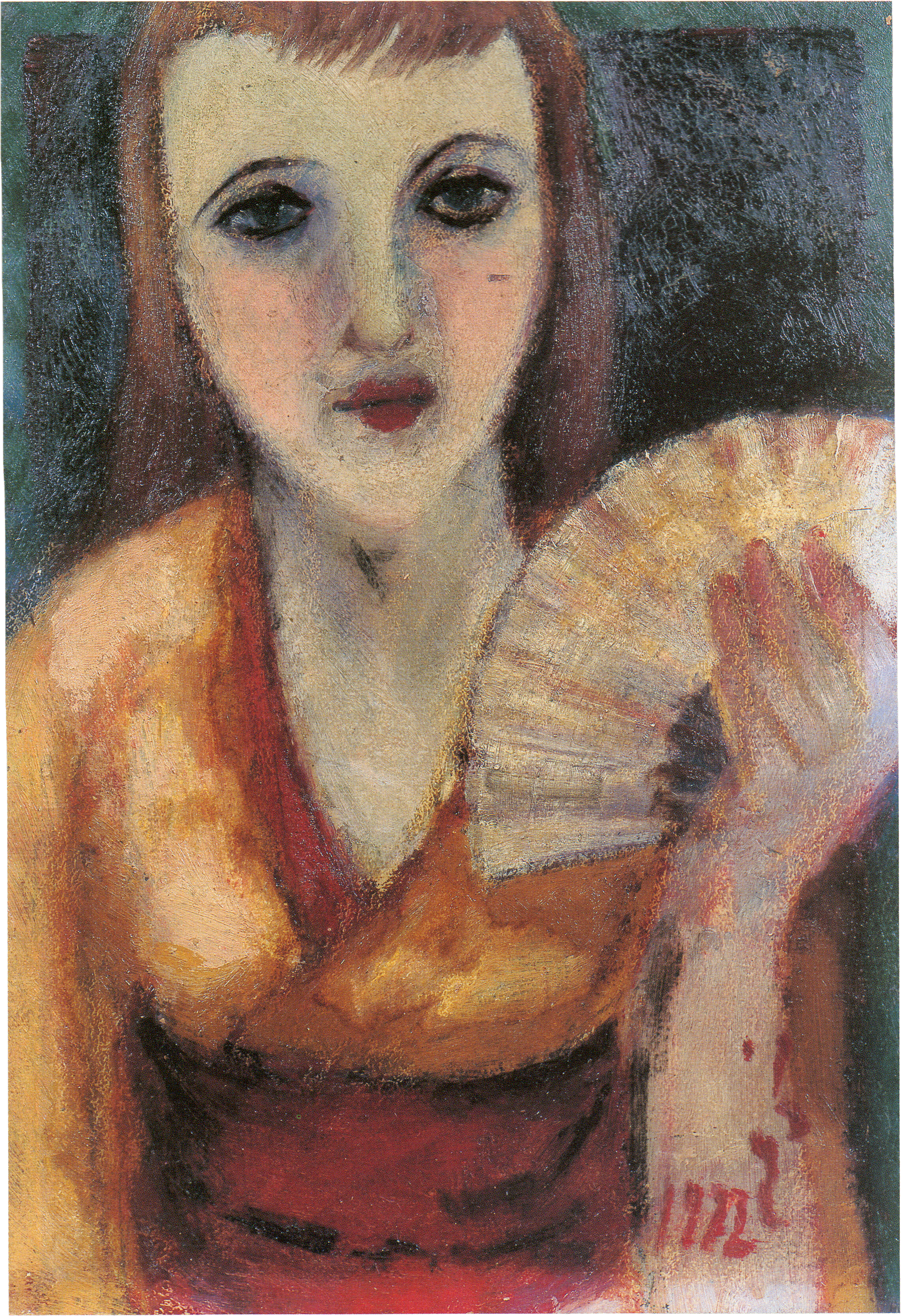
扇をもつ女（1932年、ウィーンで制作）

### 日本画

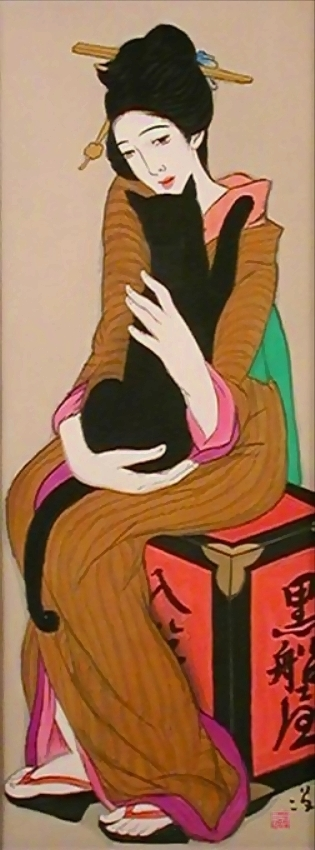
黒船屋(1919年)竹久夢二伊香保記念館所蔵
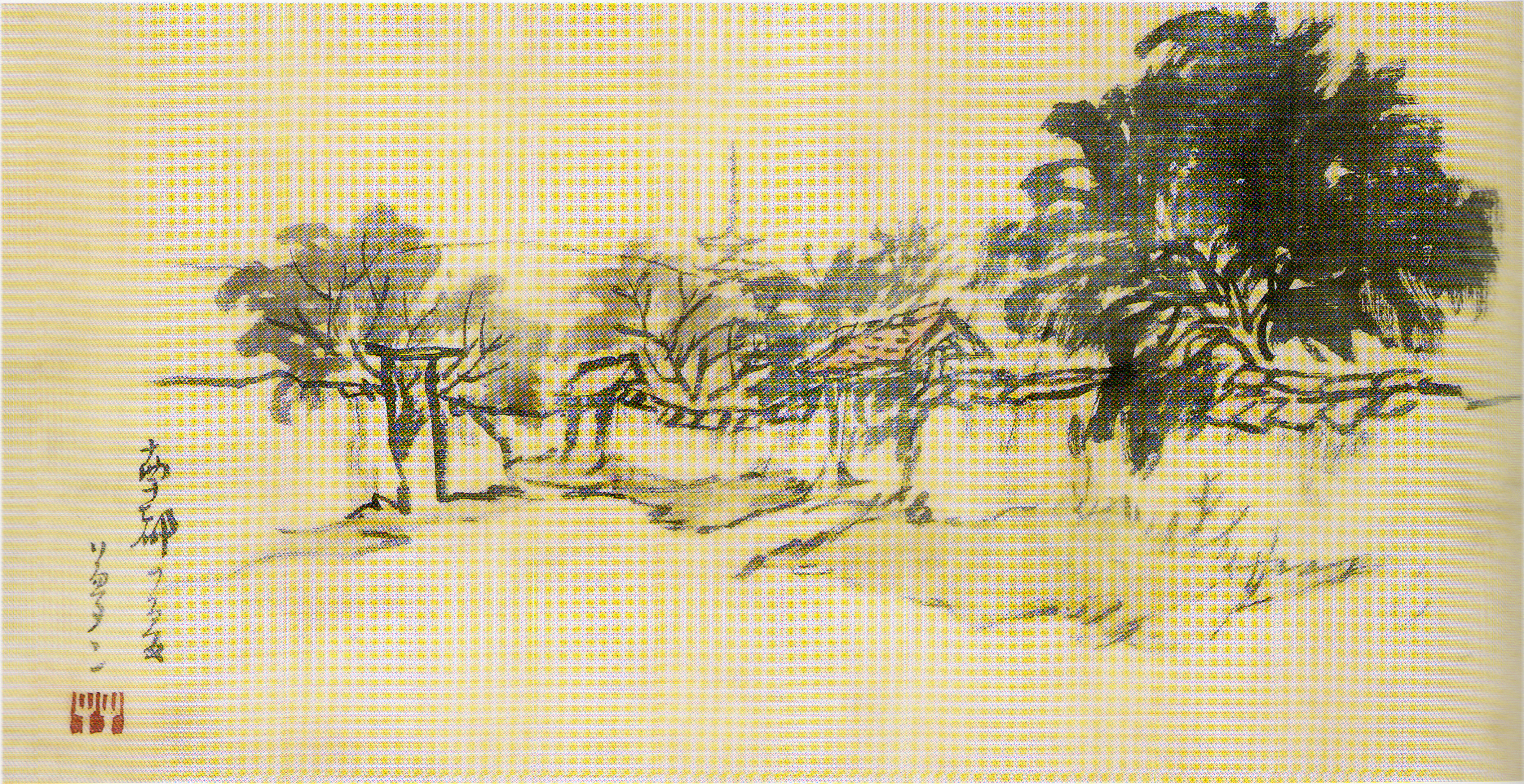
南都の夏（1914年。南都は奈良の雅称）
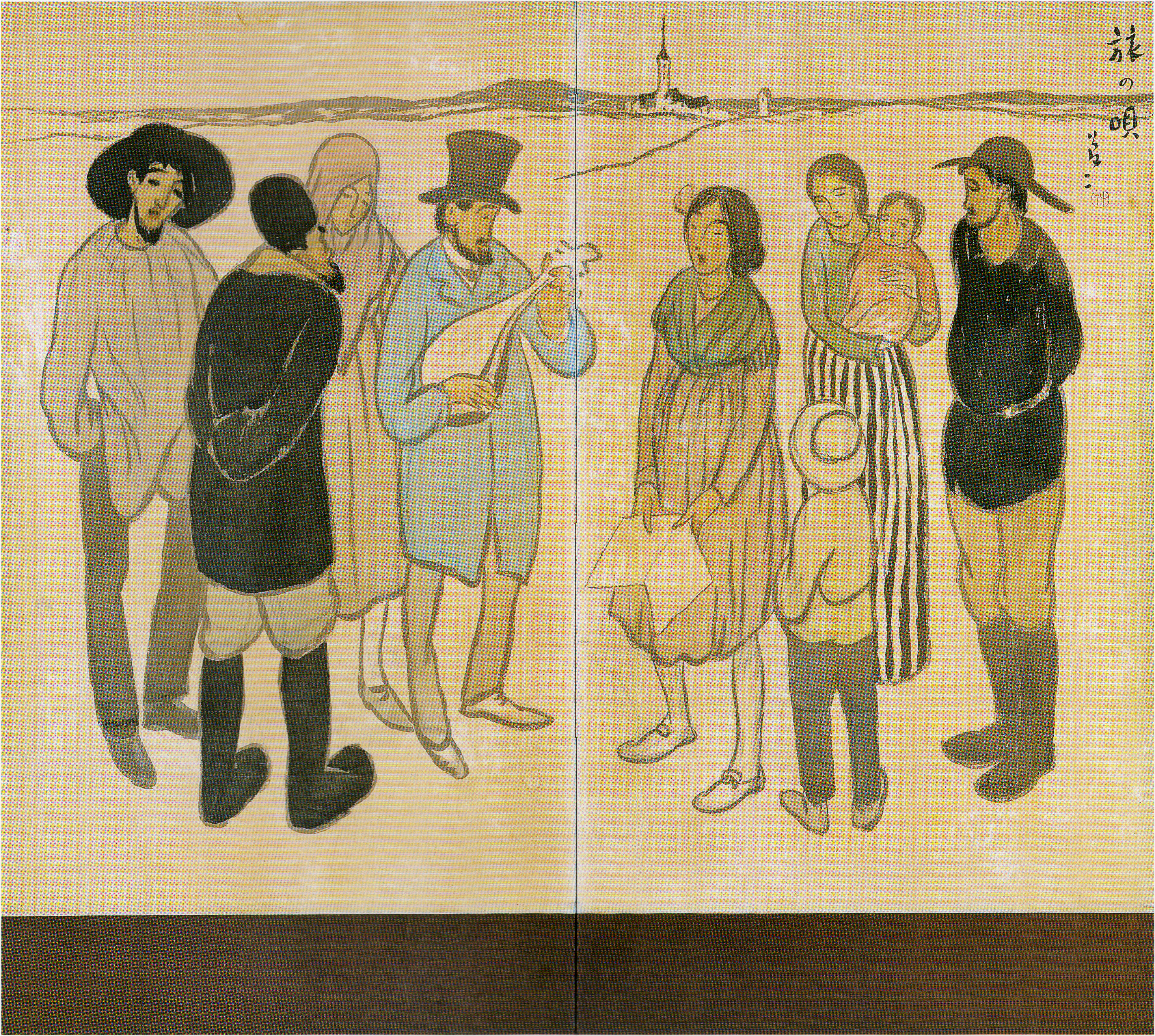
旅の唄（1918年）
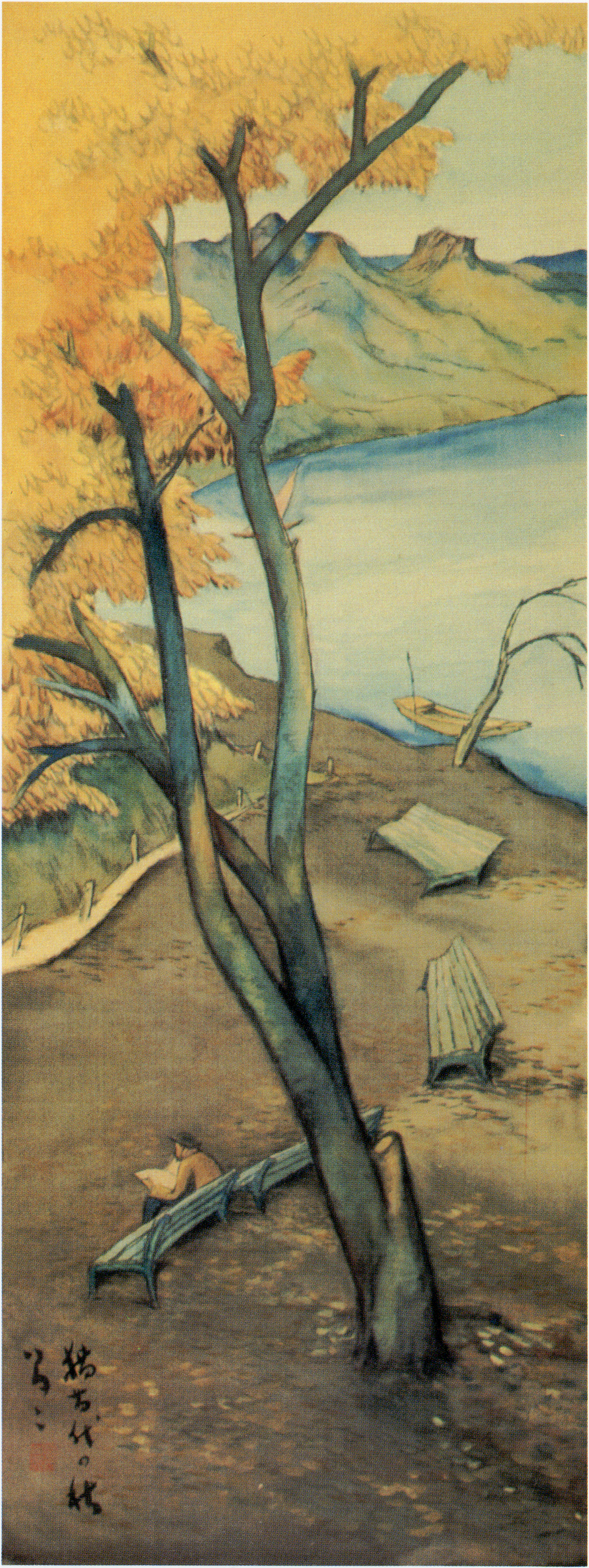
猪苗代の秋（大正中期）
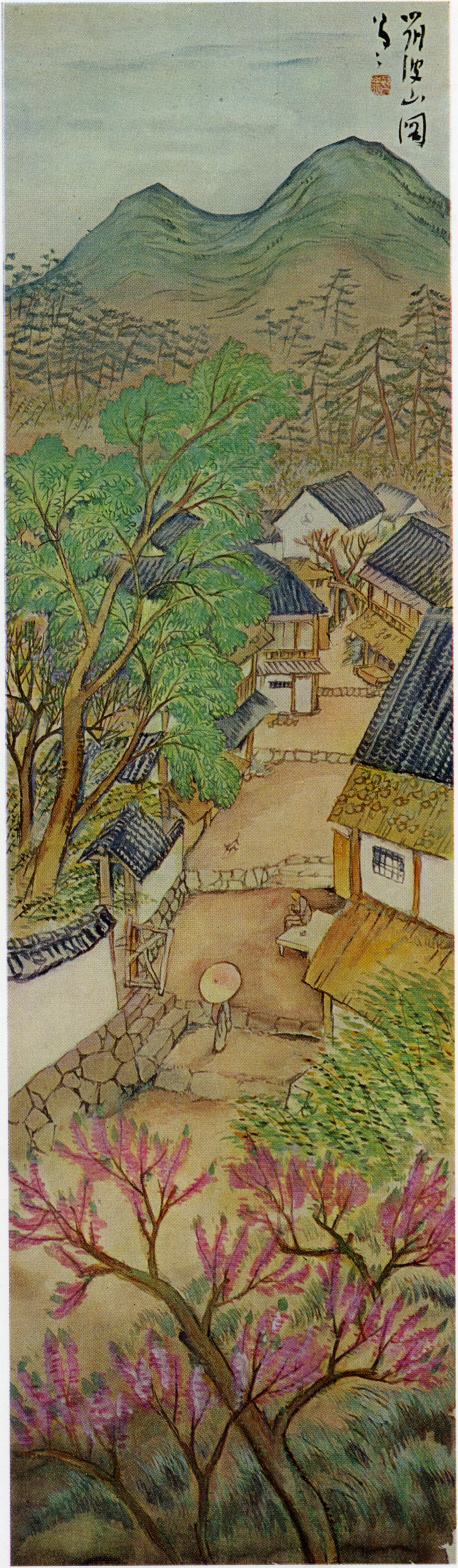
筑波山図（1924年）
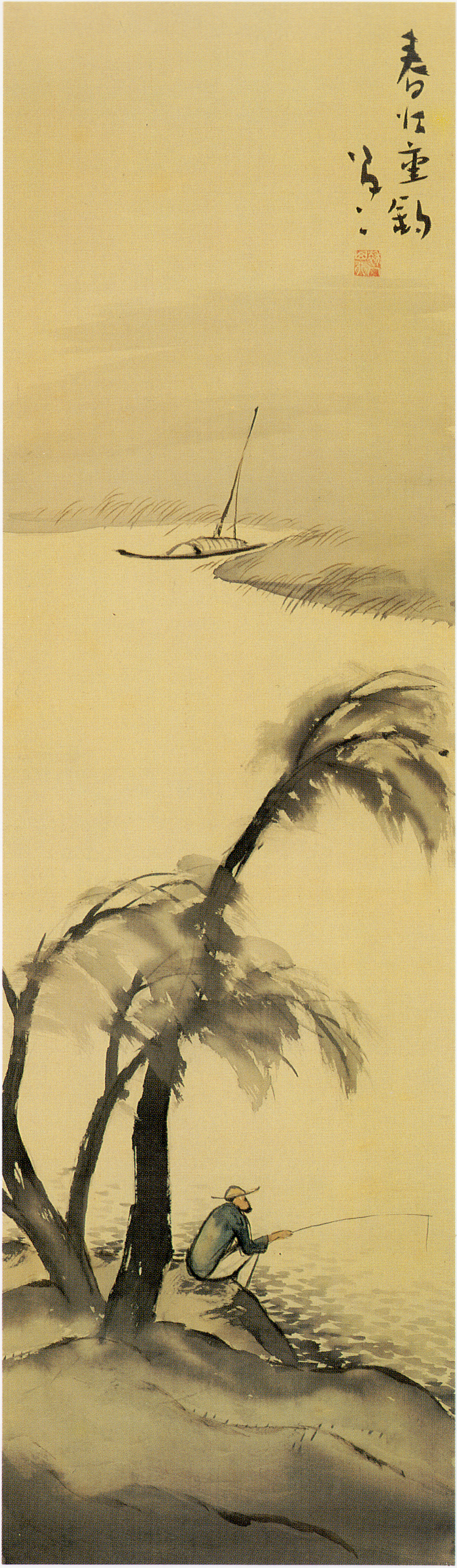
春江垂釣（大正中期）
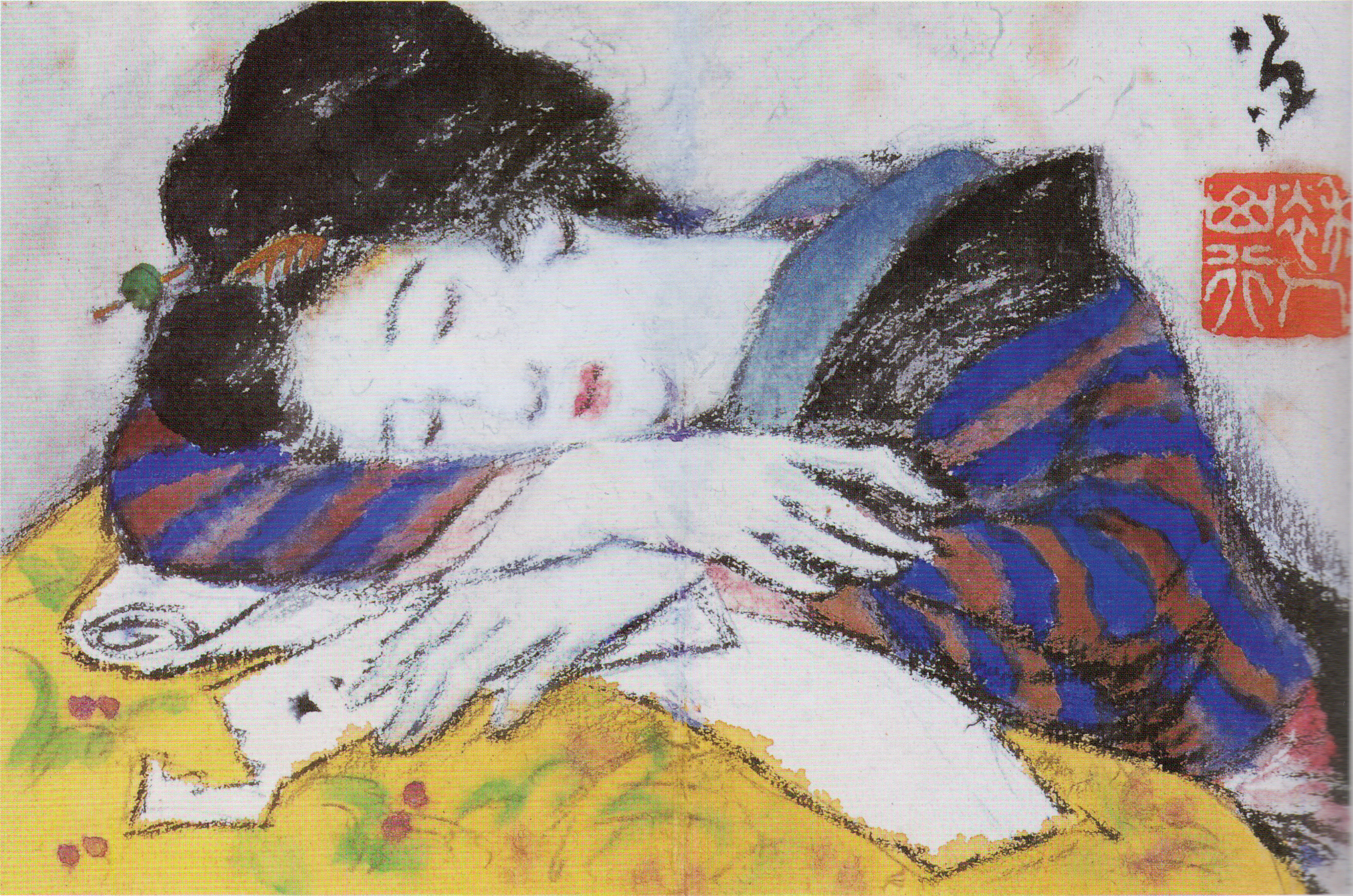
夢見る女（大正後期）
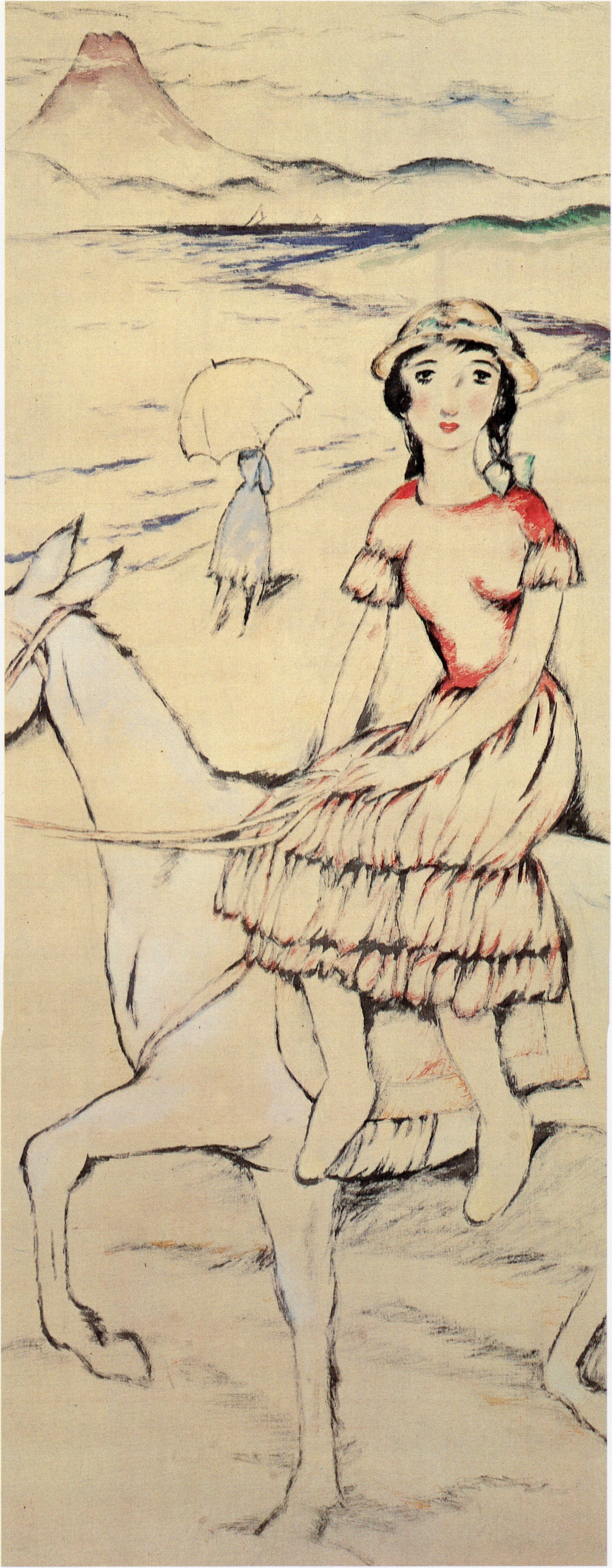
湘南風光（大正後期）
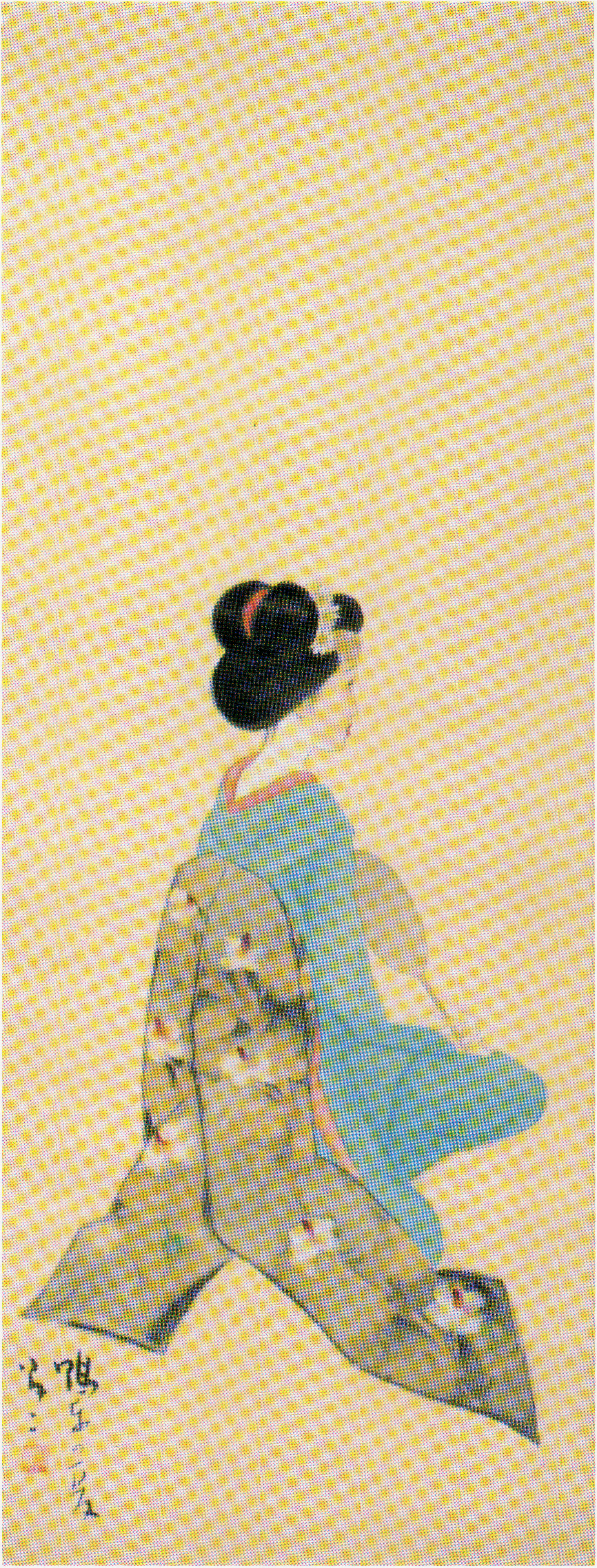
鴨東の夏（大正後期）
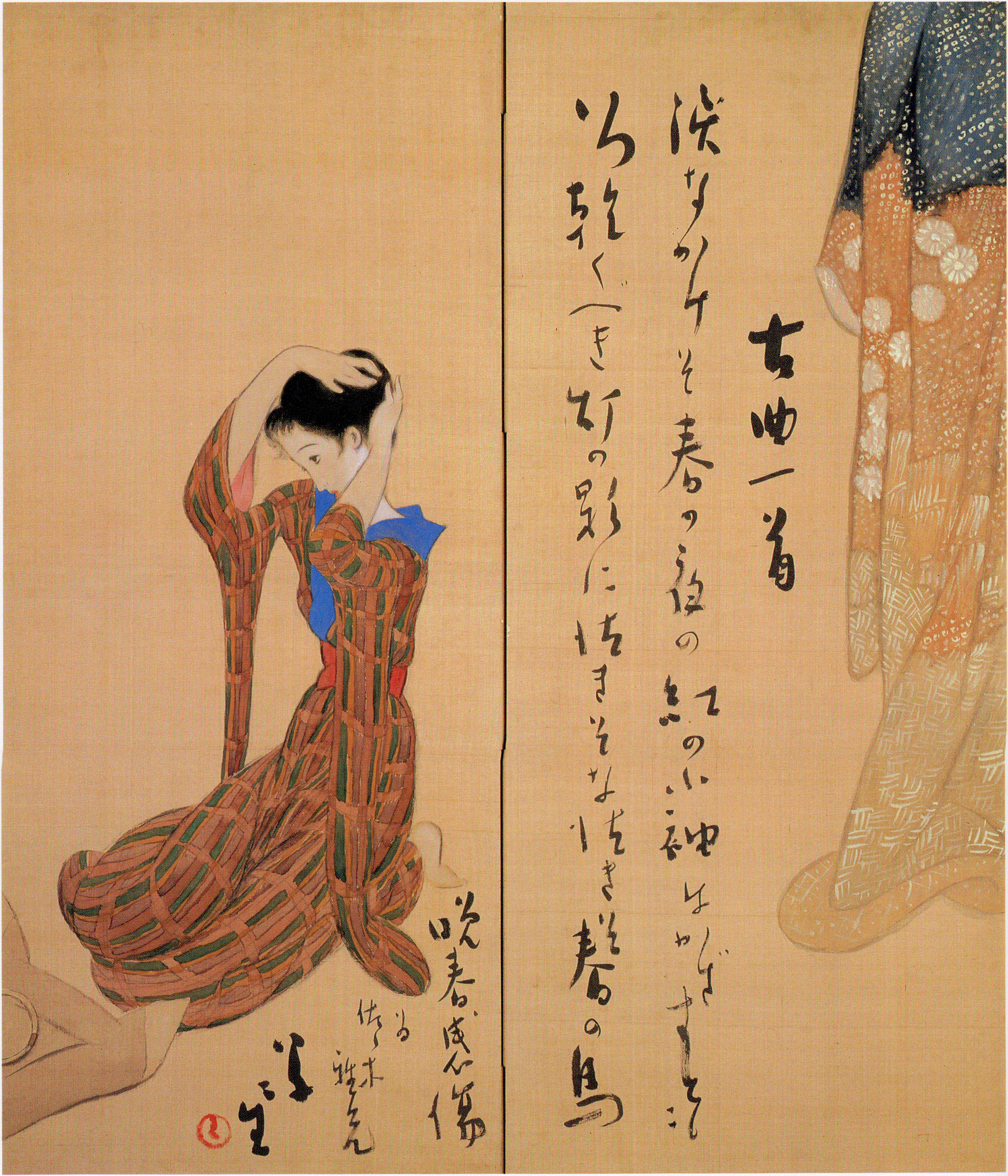
晩春感傷（昭和初期）
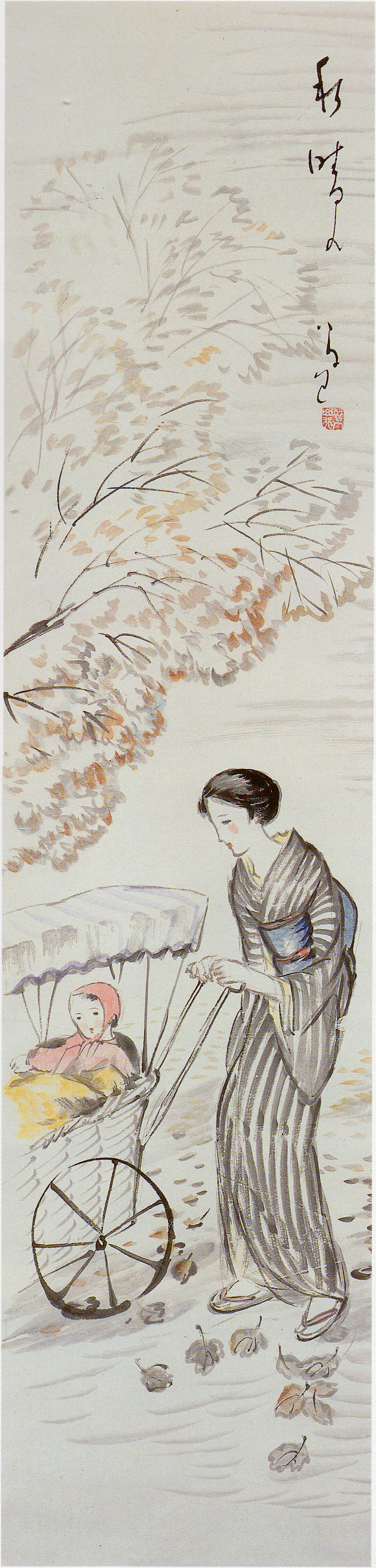
秋晴れ（昭和初期）
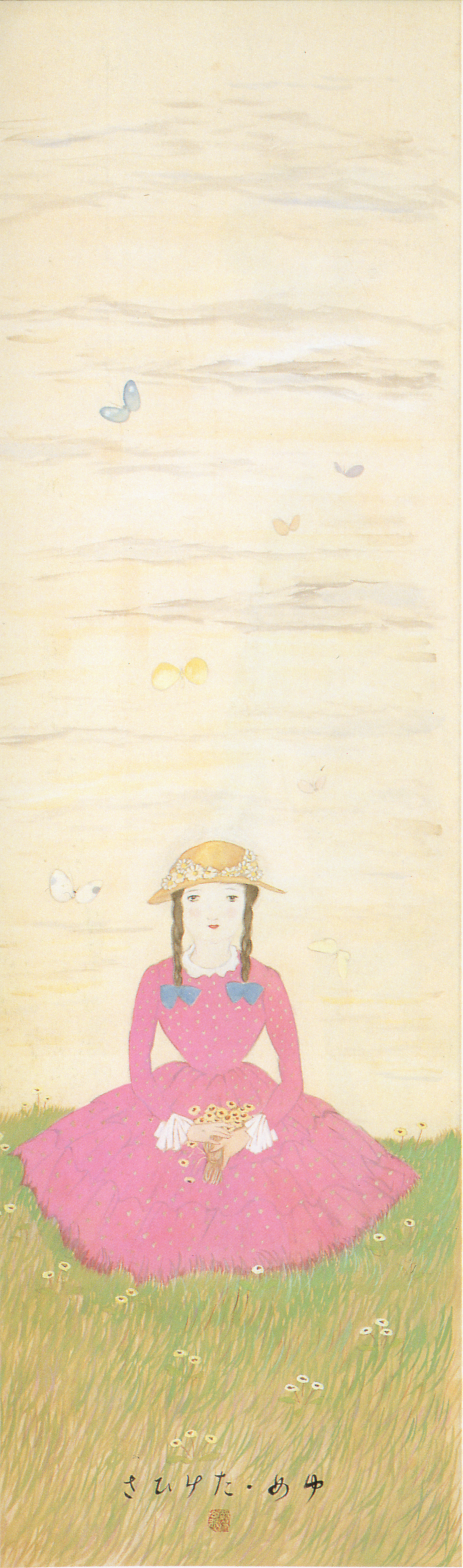
春娘図（1926年）
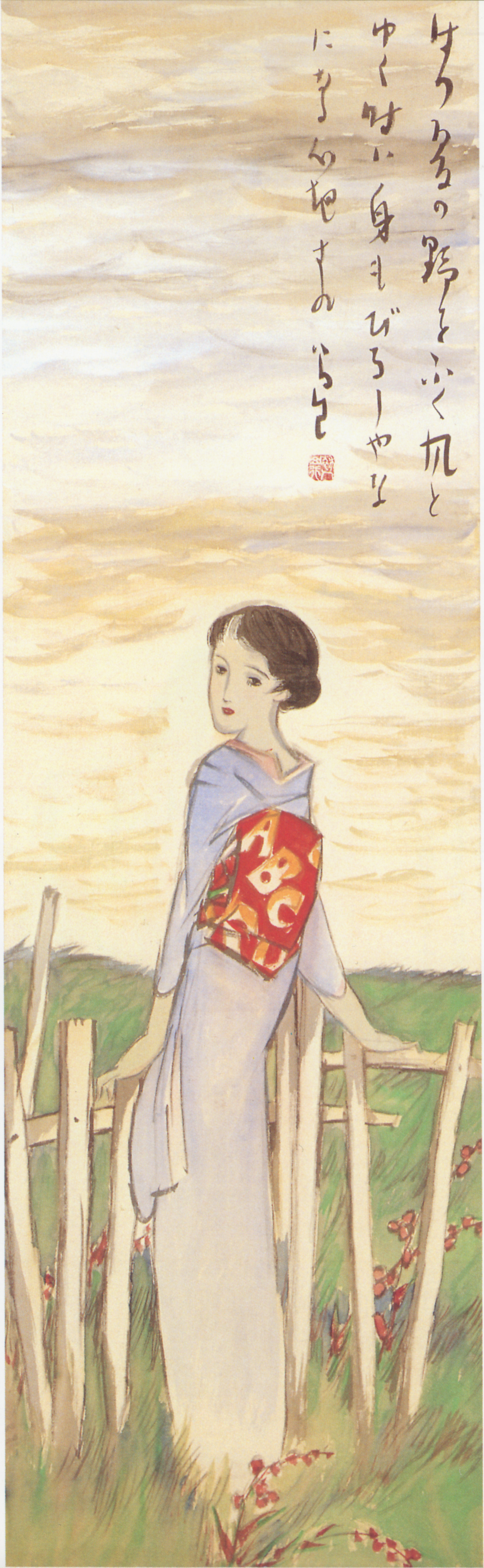
初夏（1928年頃）
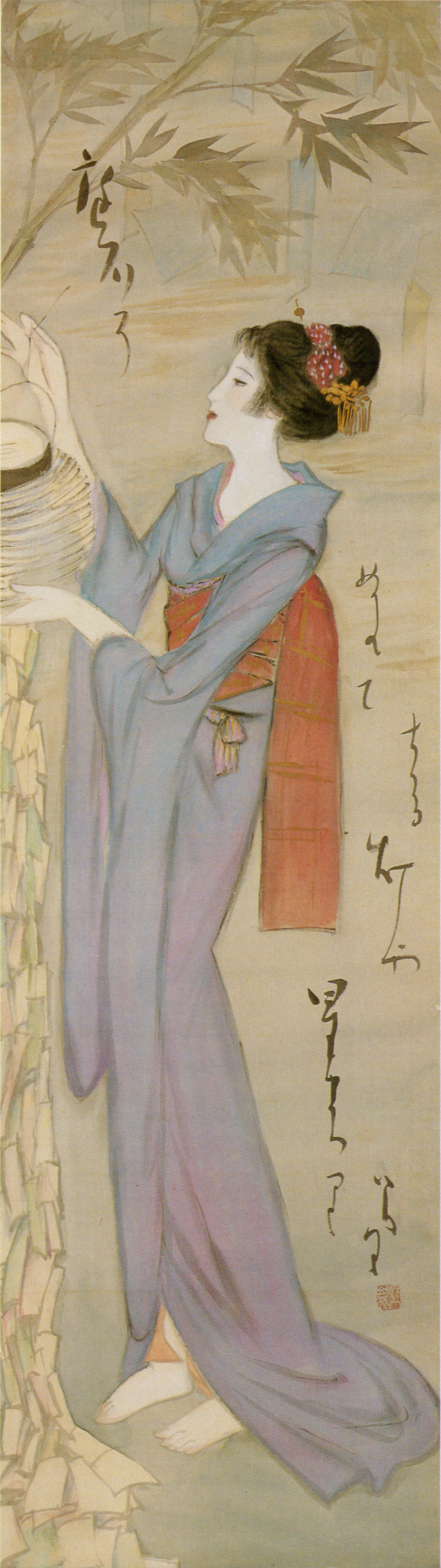
石庭（七夕）（1931年）
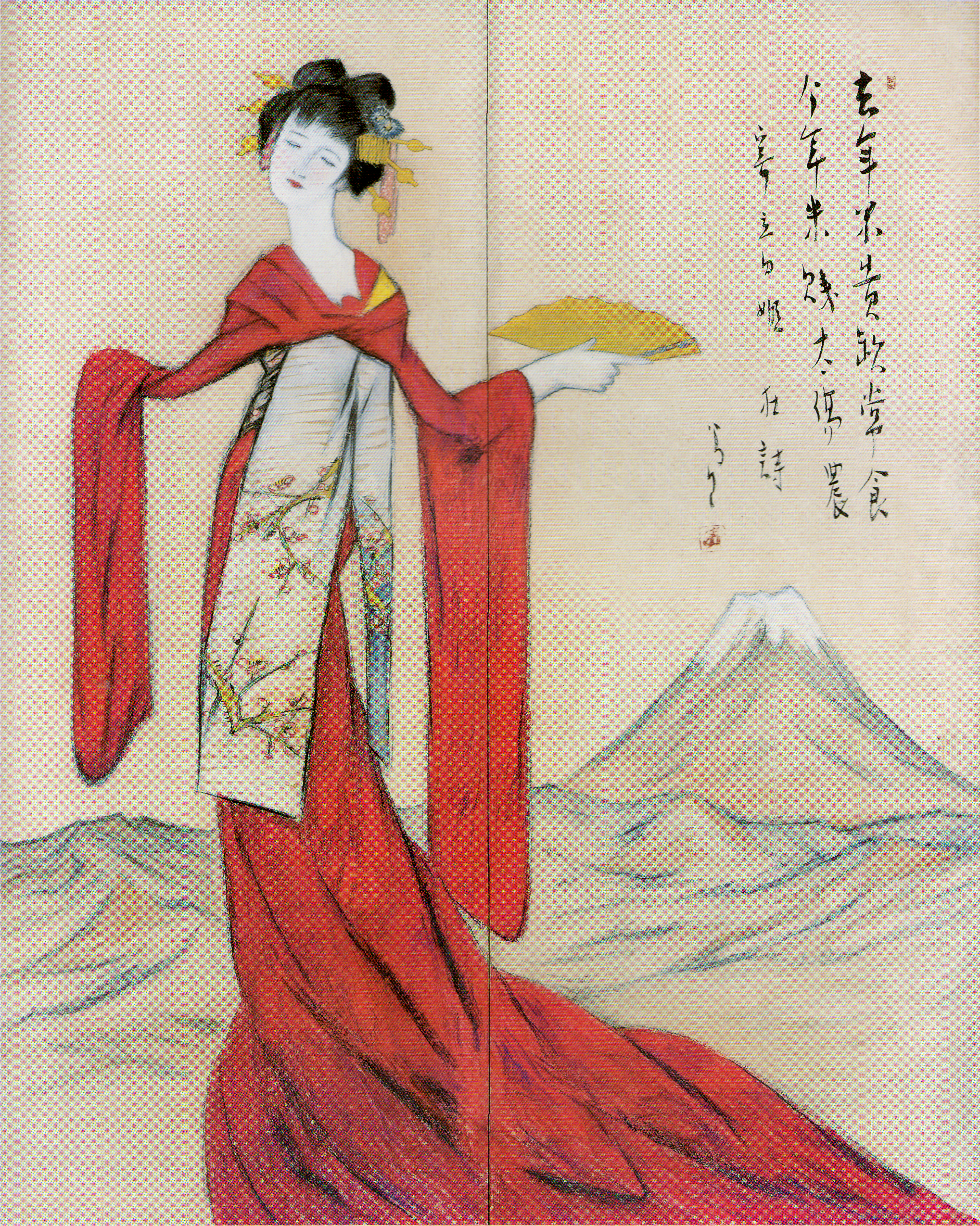
立田姫（1931年）
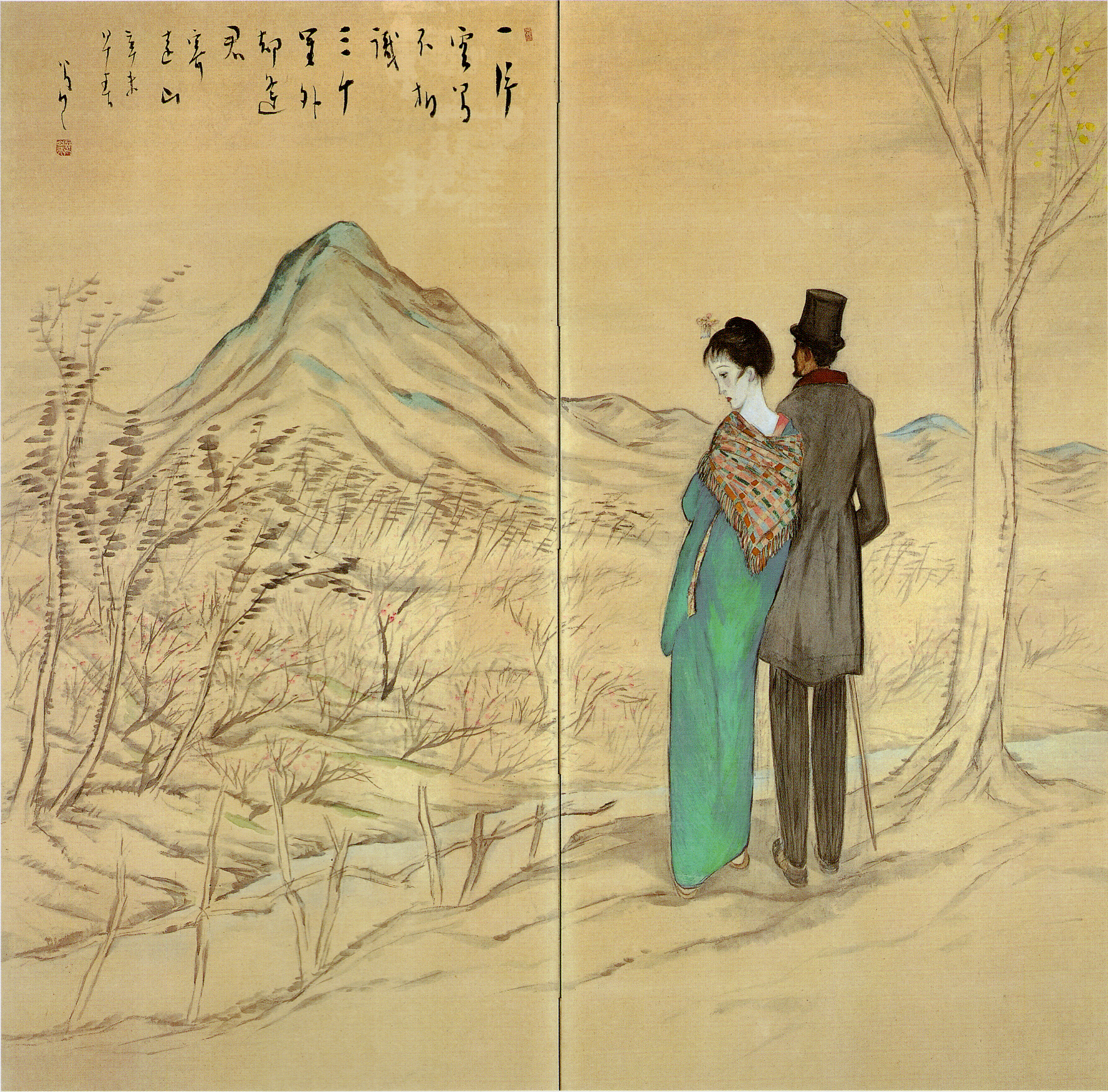
遠山に寄す（1931年）
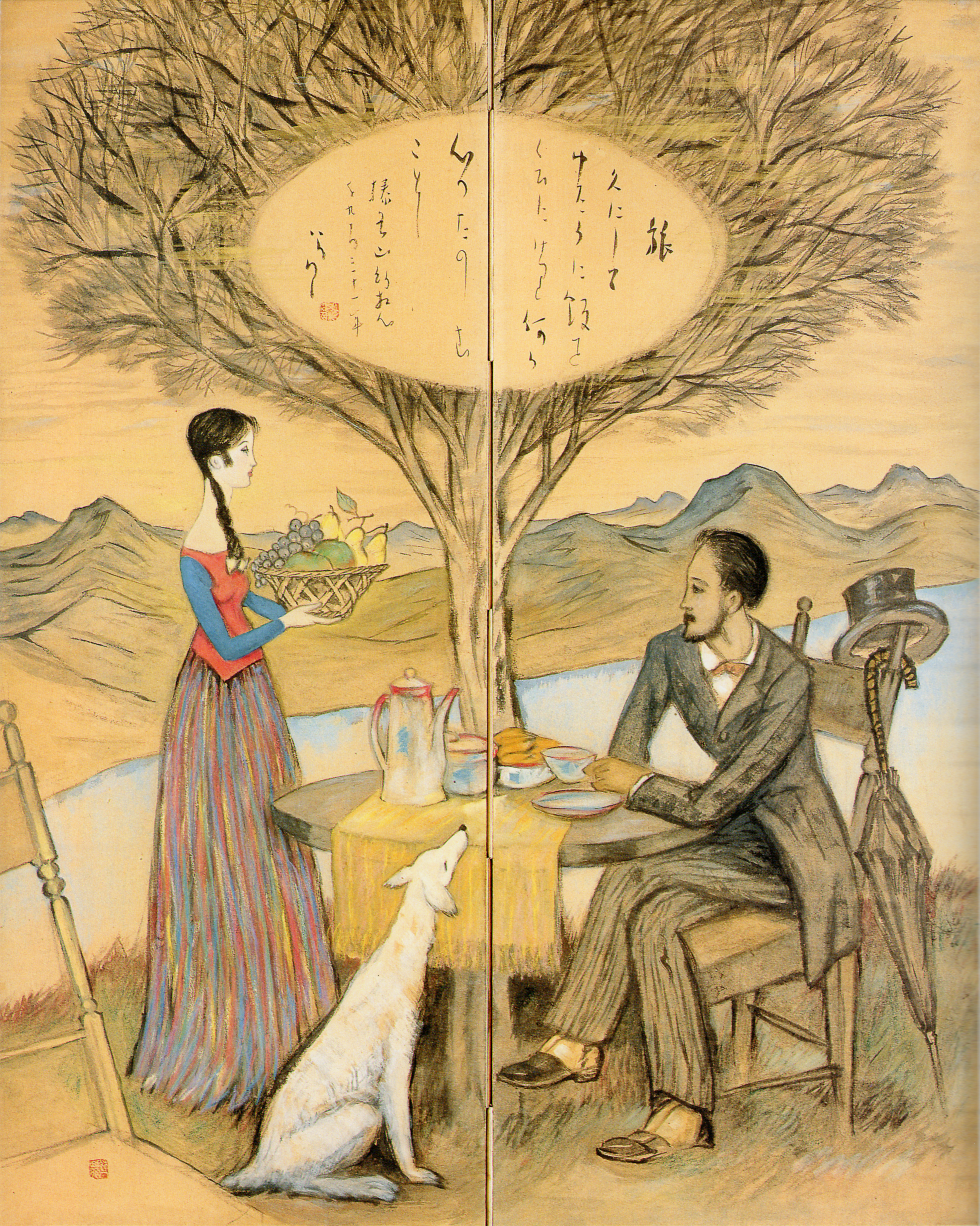
旅（1931年）
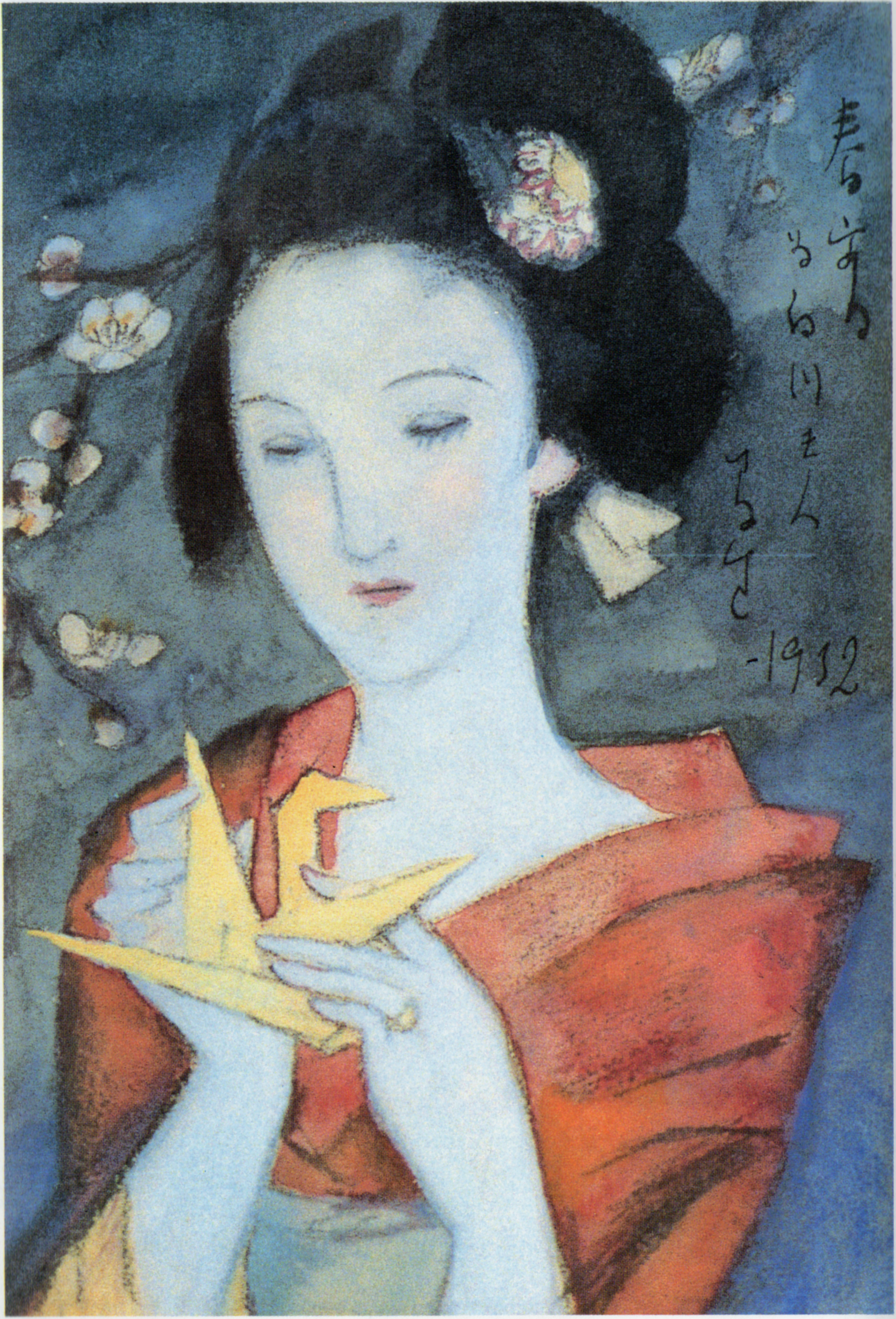
春宵 為白川夫人（1932年、カリフォルニアで制作）
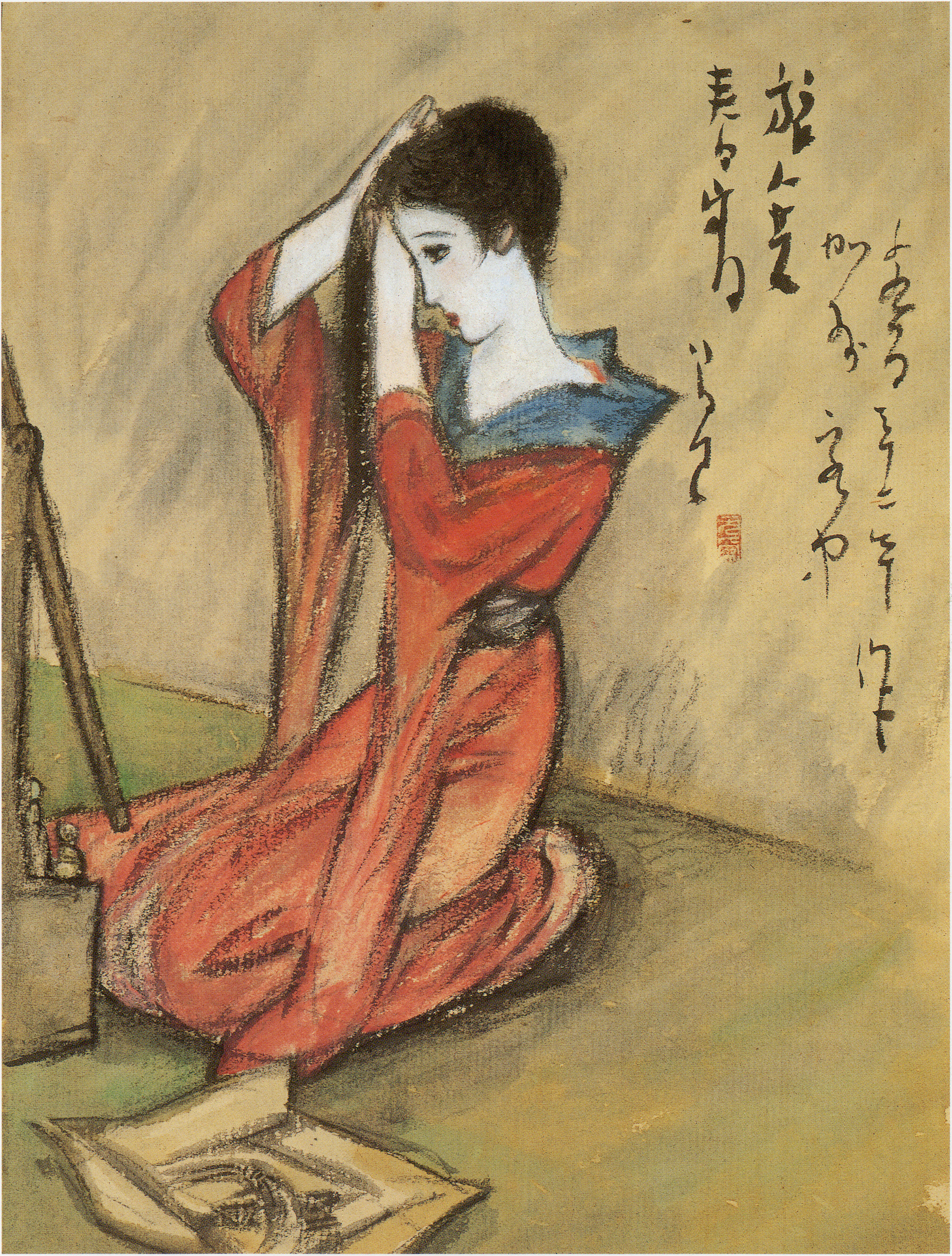
旅舎春宵（1932年）
水竹居（1933年、ベルリンで制作）
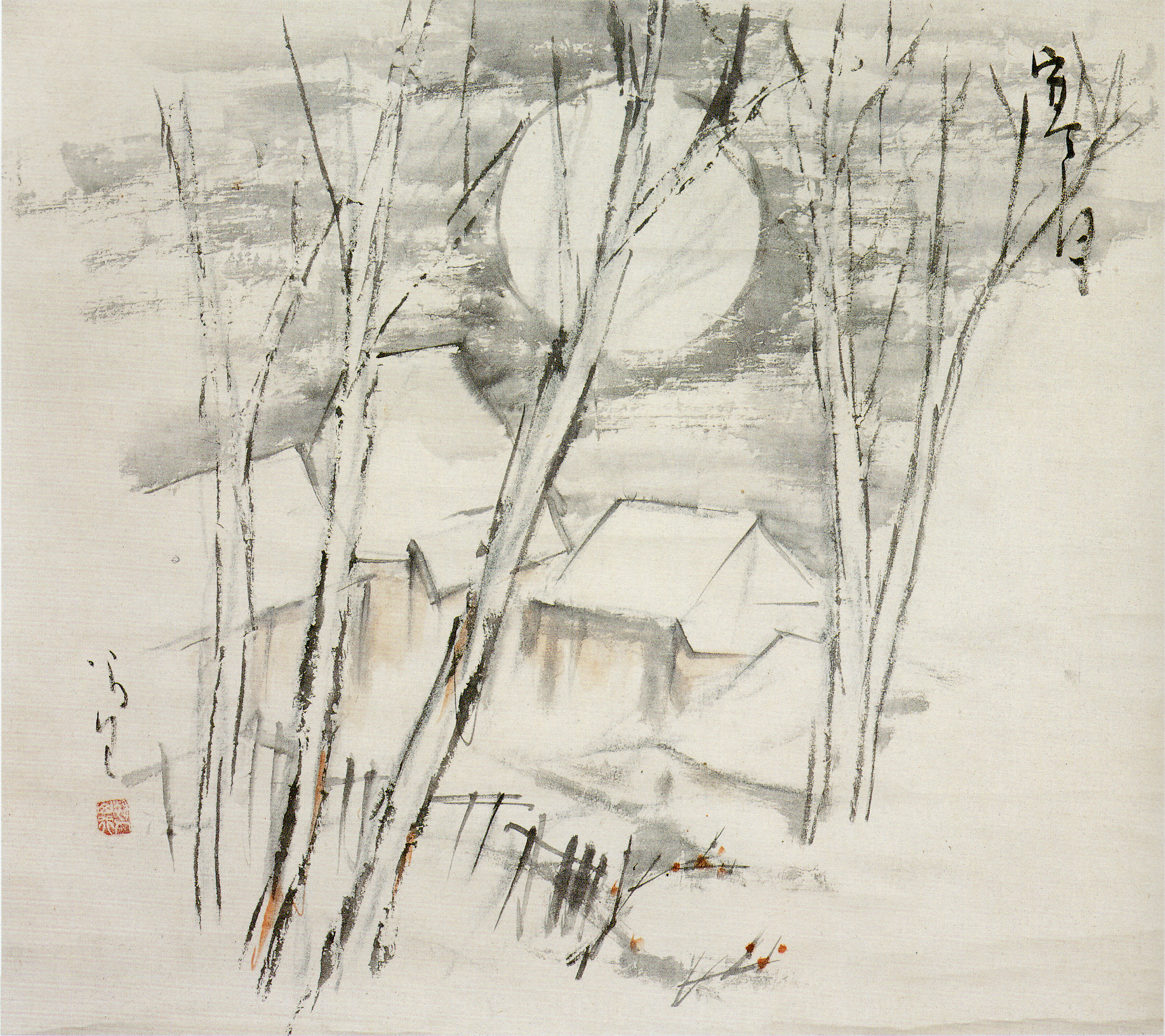
寒月（1933年、ベルリンで制作）

### 水彩画

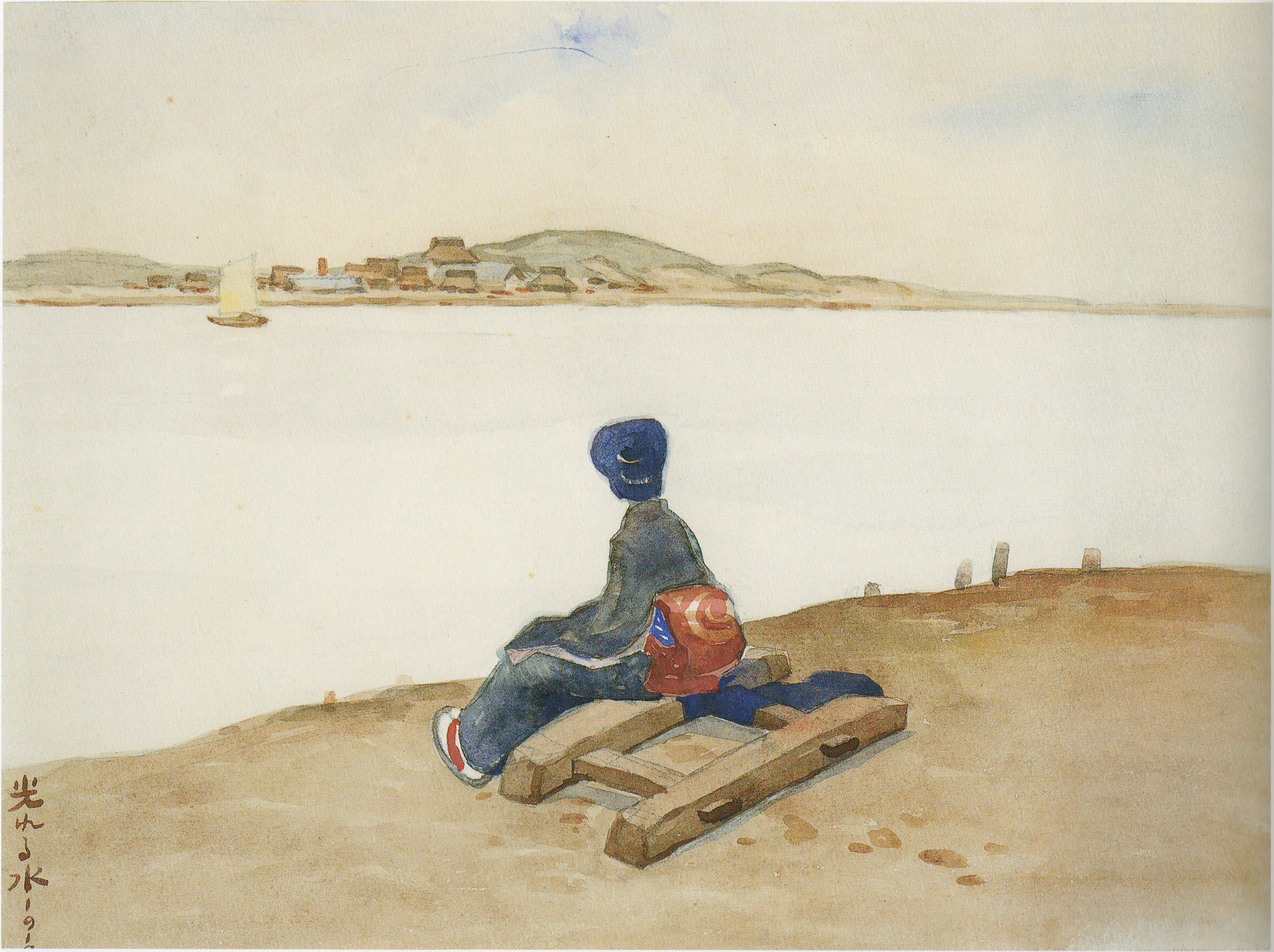
光れる水（1910年）
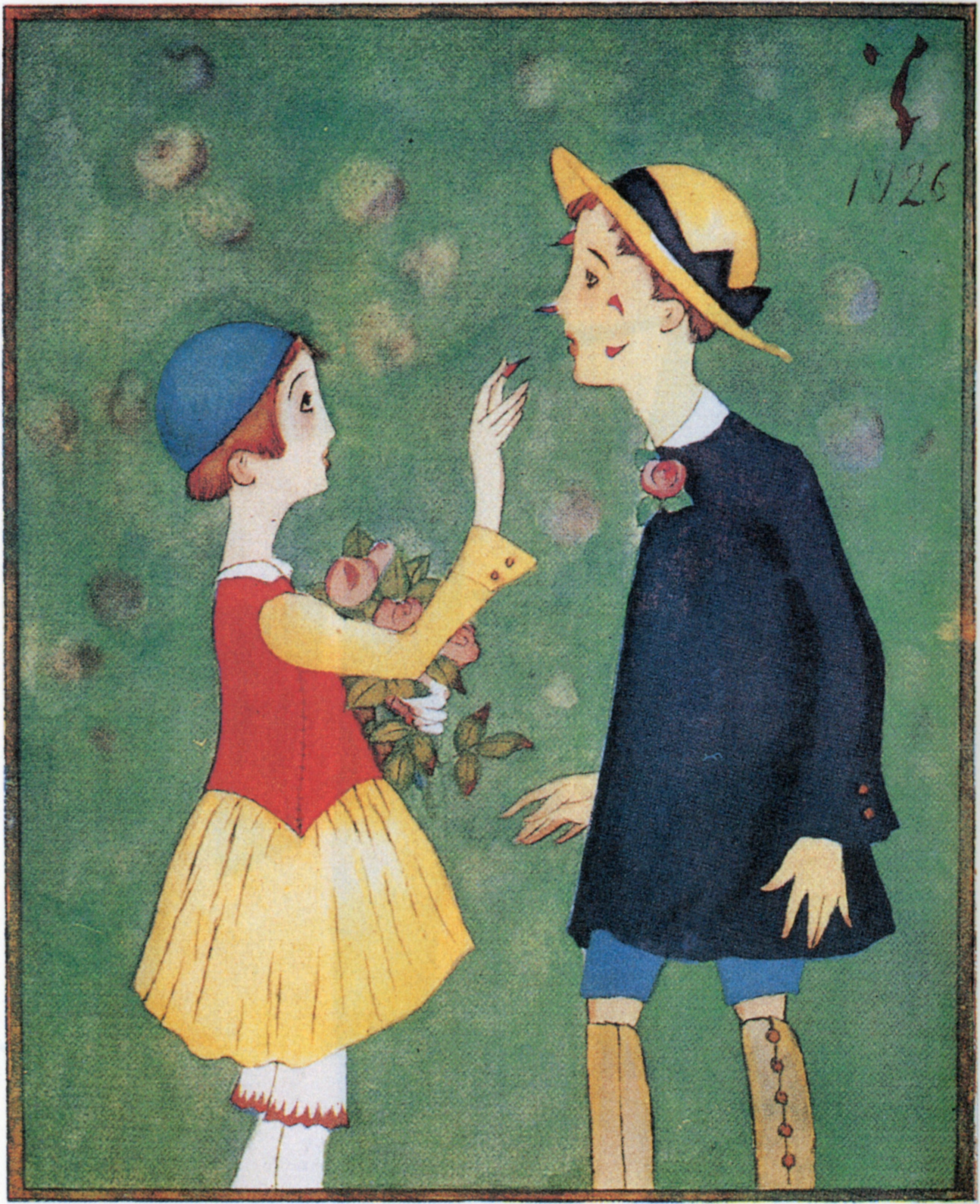
薔薇のとげ（1926年、童謡集『凧』の口絵）
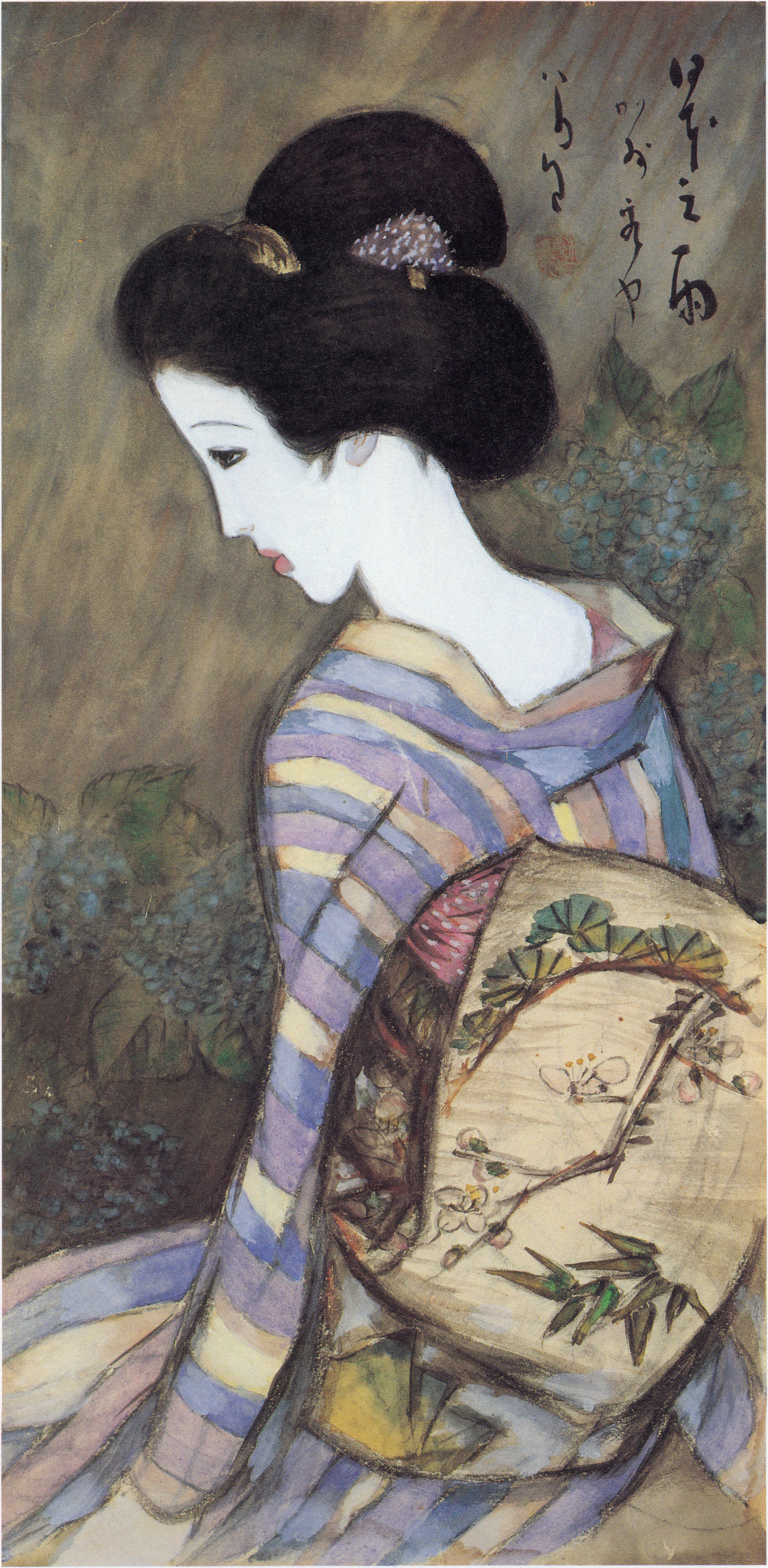
日本之雨（1932年、カリフォルニアで制作）
晩春（『グラフィック』誌大正15年(1926年)4月号掲載）
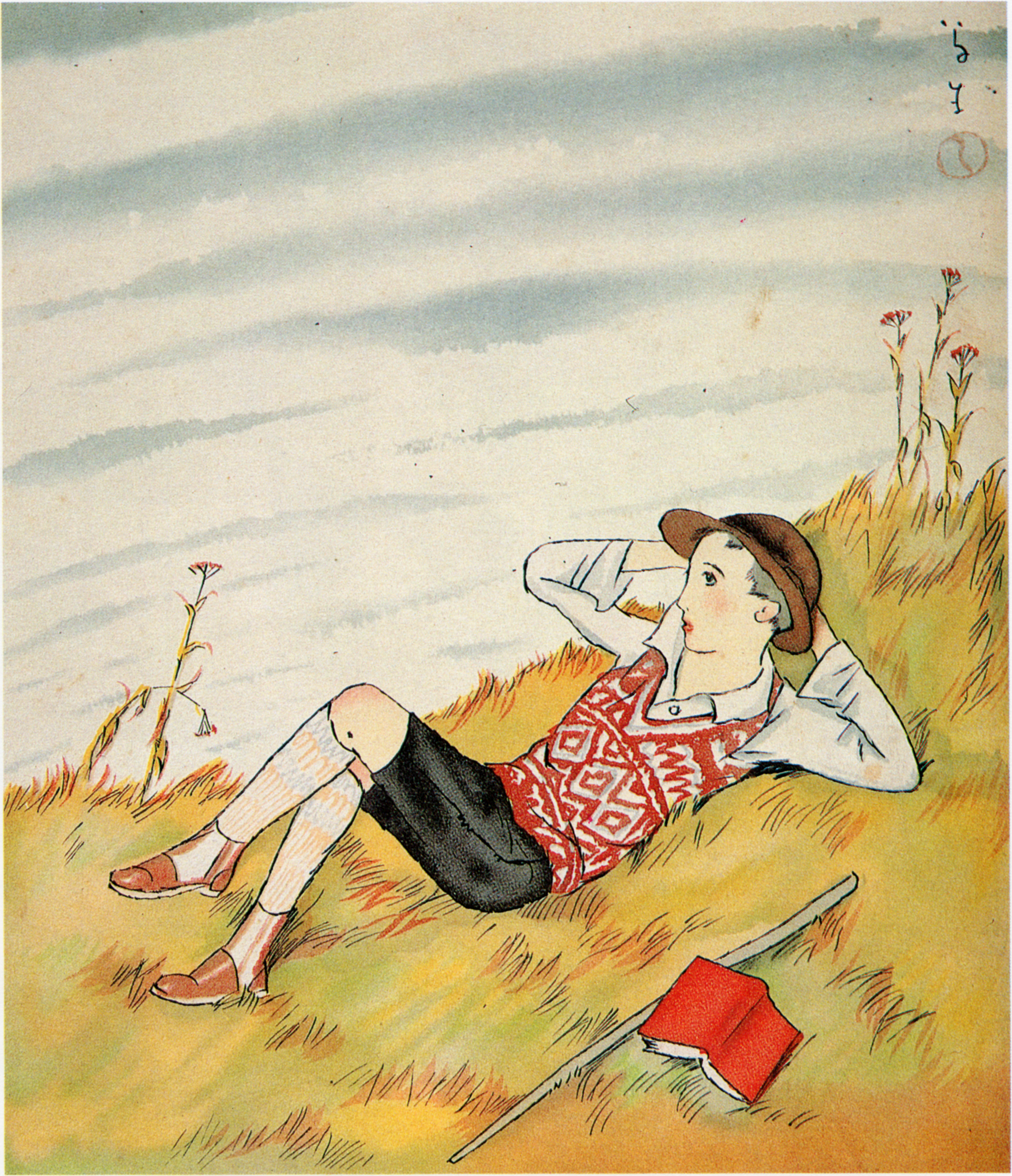
空高き頃（『大阪の三越』昭和3年(1928年)10月号）
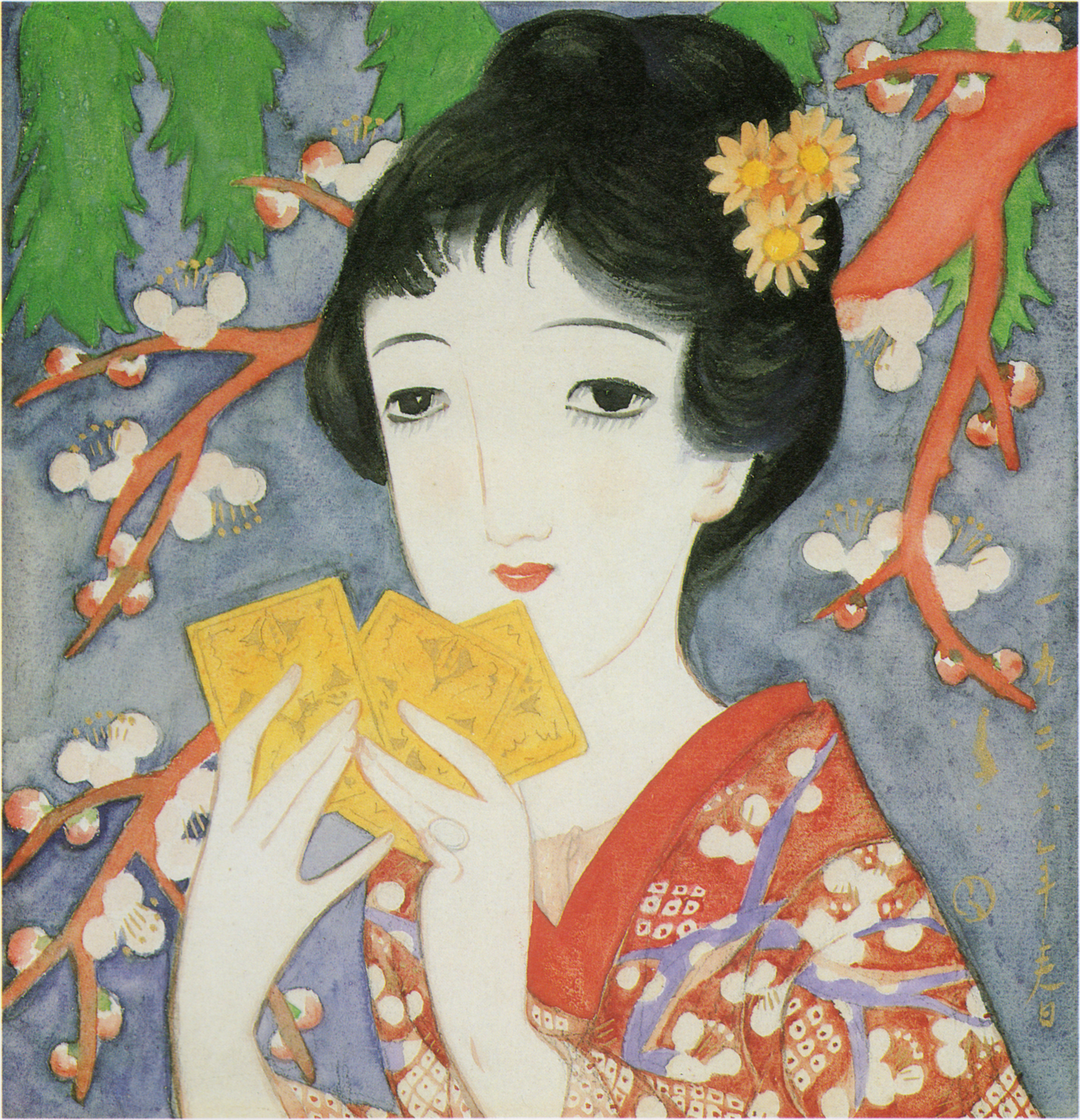
初春（1926年春『婦人グラフ』の表紙絵の原画）
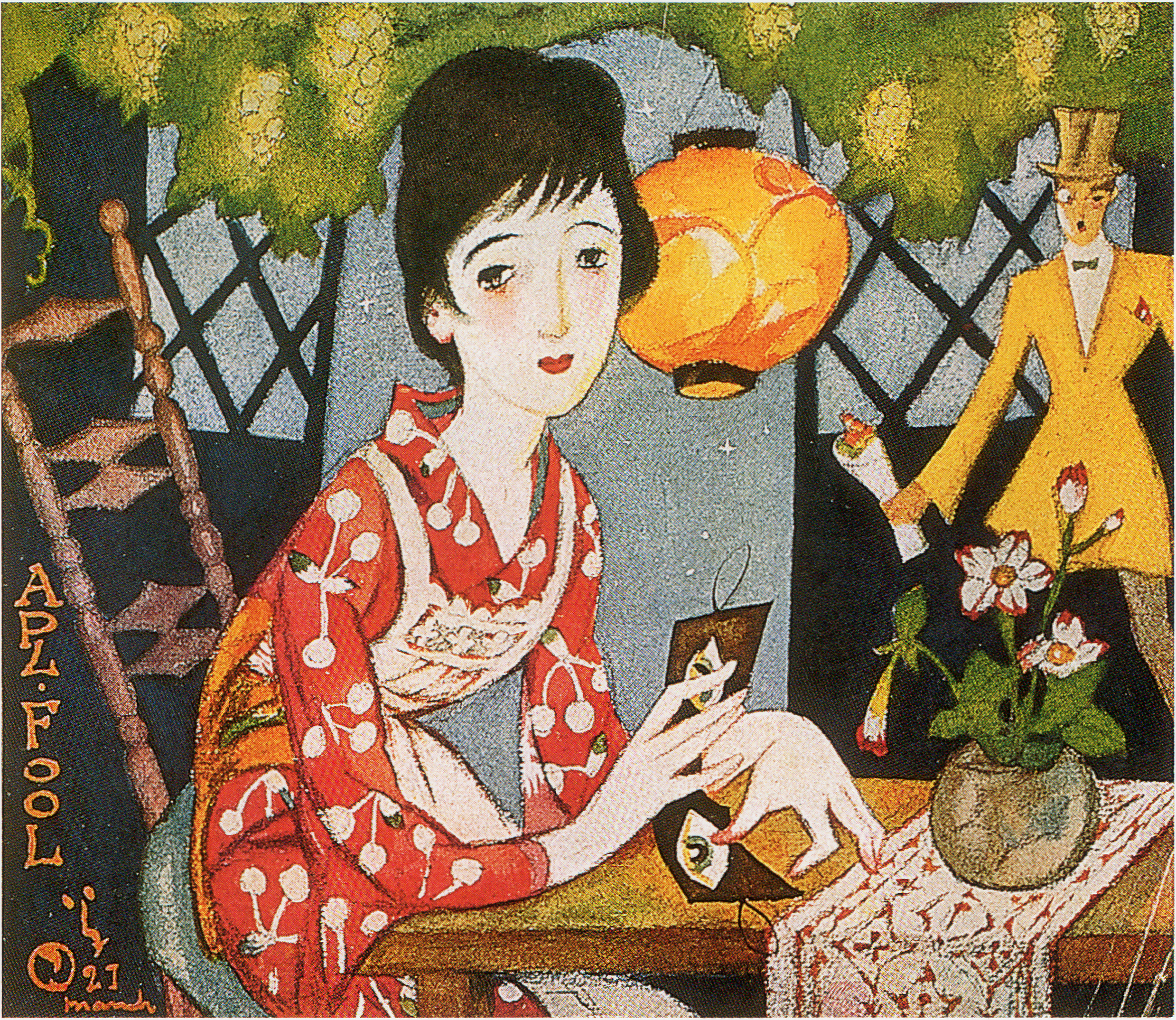
1926年4月号APL FOOL『婦人グラフ』の表紙絵
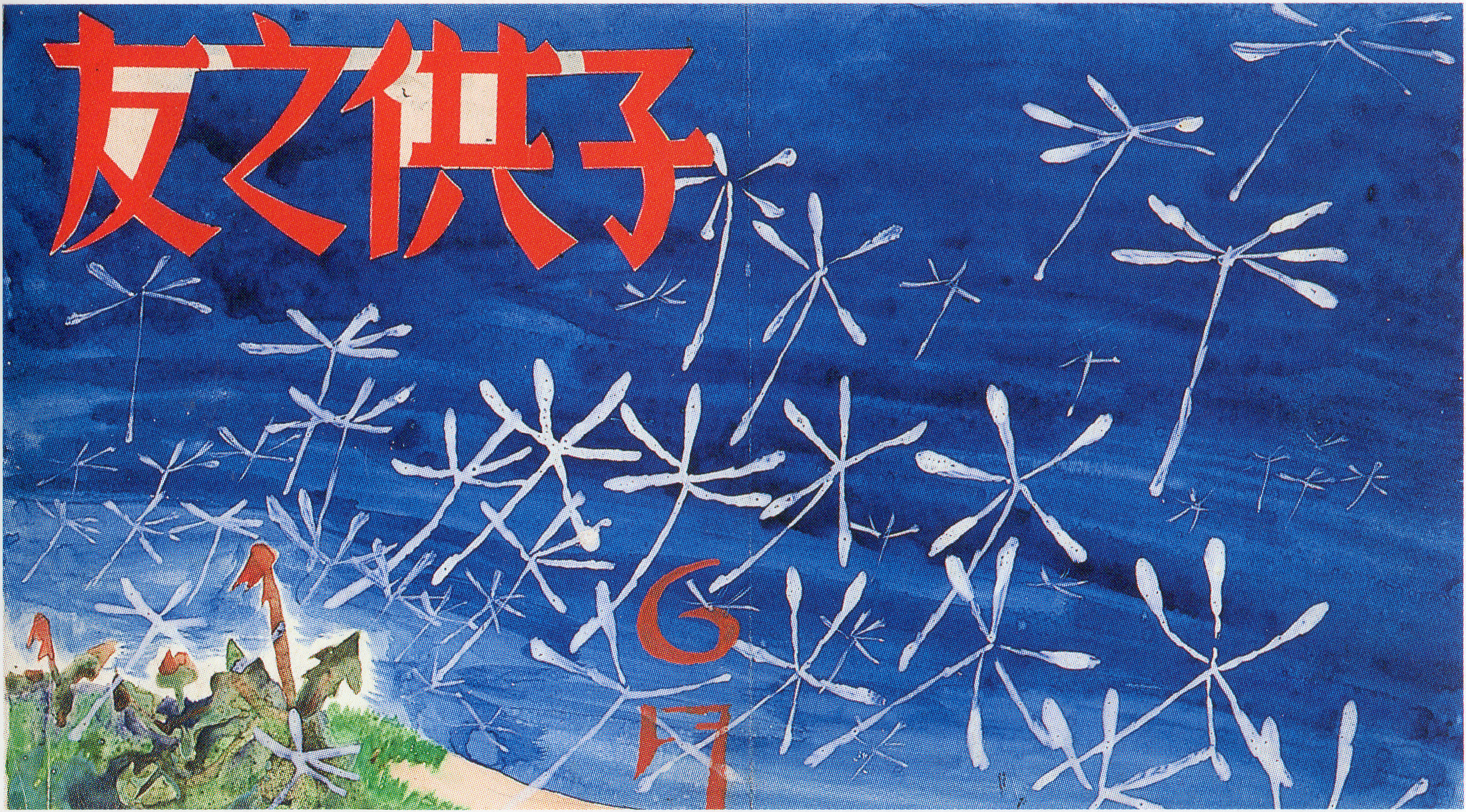
『子供之友』1934年6月号表紙絵原画1934年6月号（絶筆）

#### 長崎十二景（1920年）

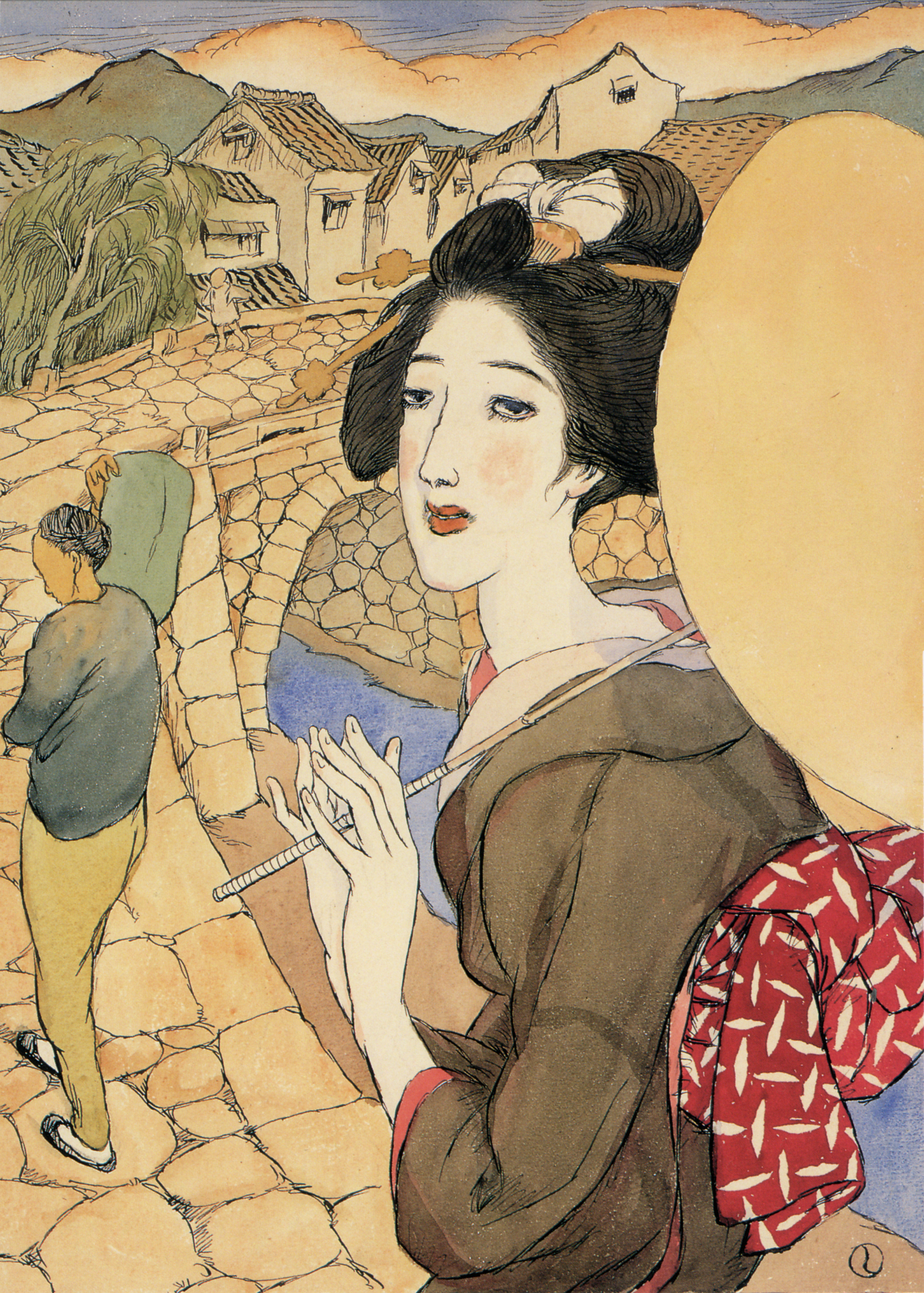
長崎十二景 眼鏡橋
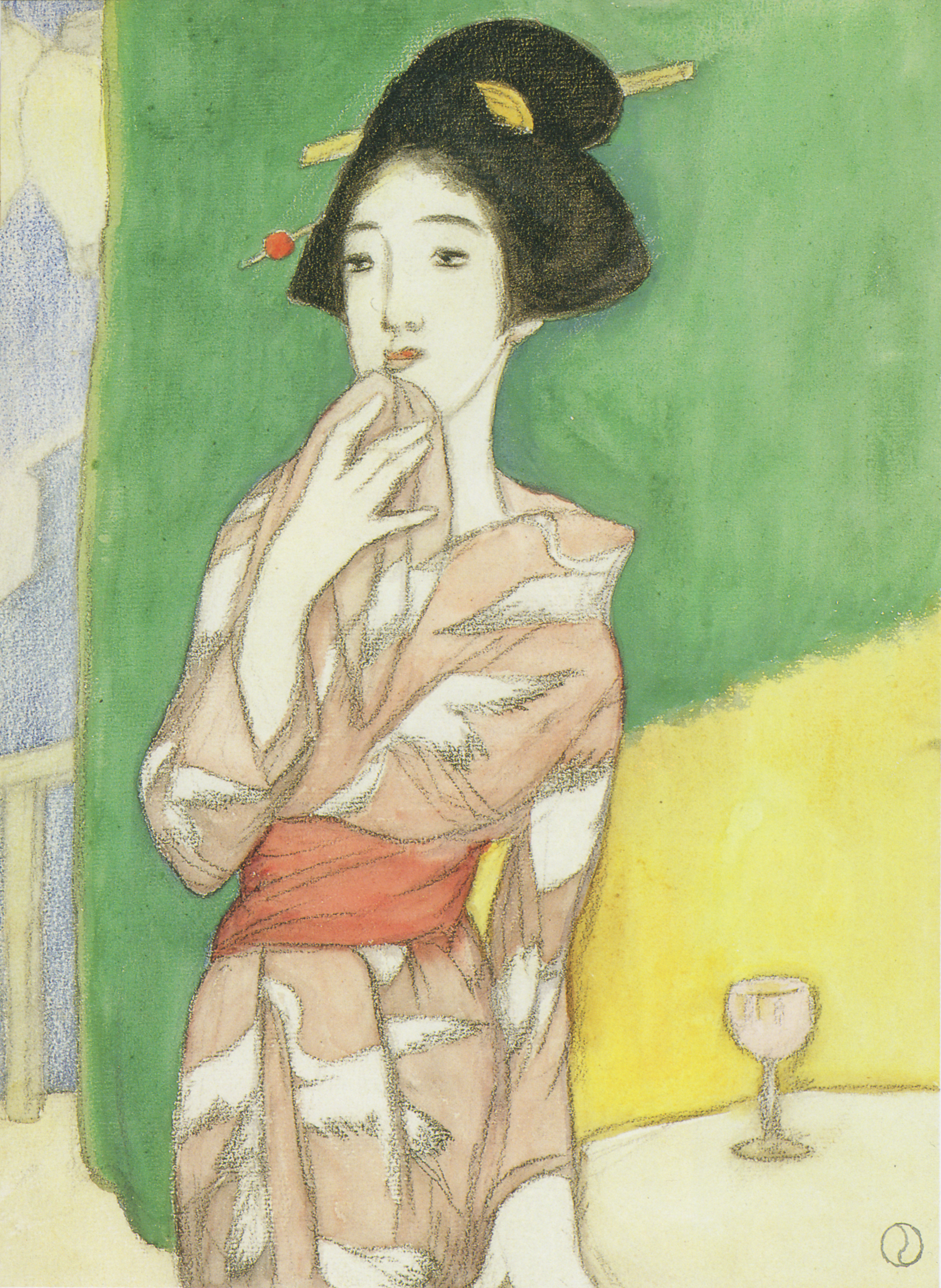
長崎十二景 丘の青楼
長崎十二景 出島
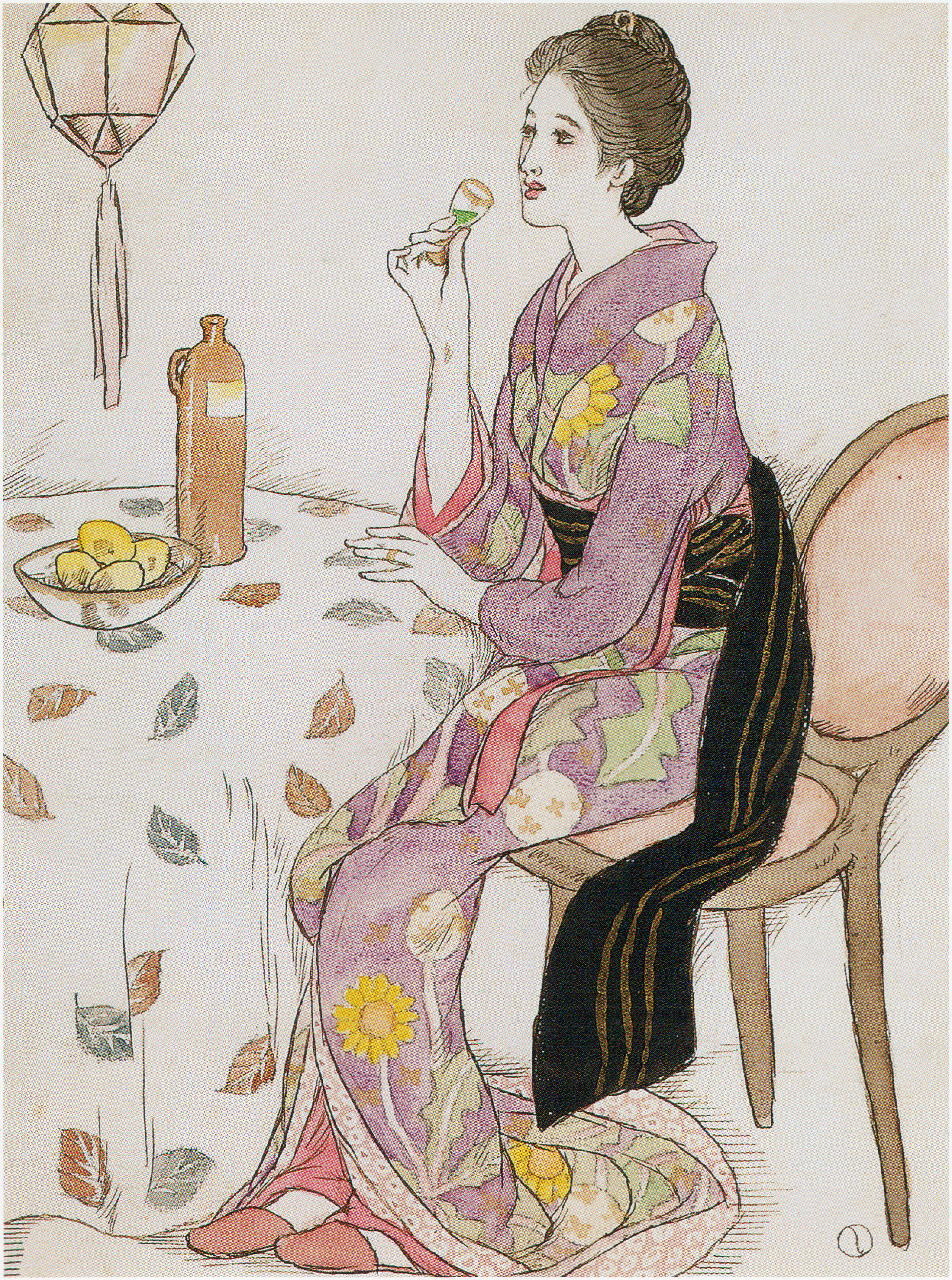
長崎十二景 青い酒
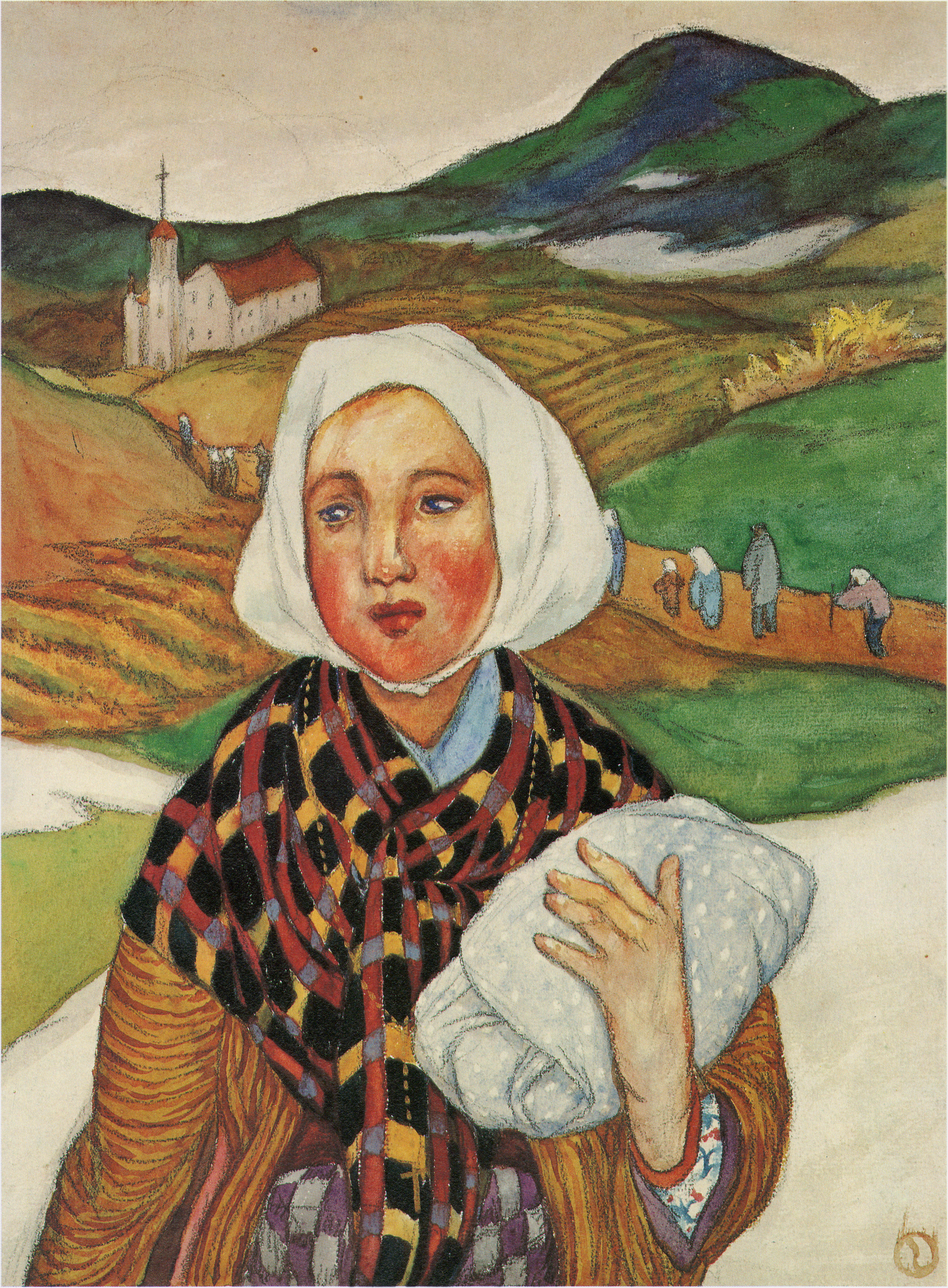
長崎十二景 浦上天主堂
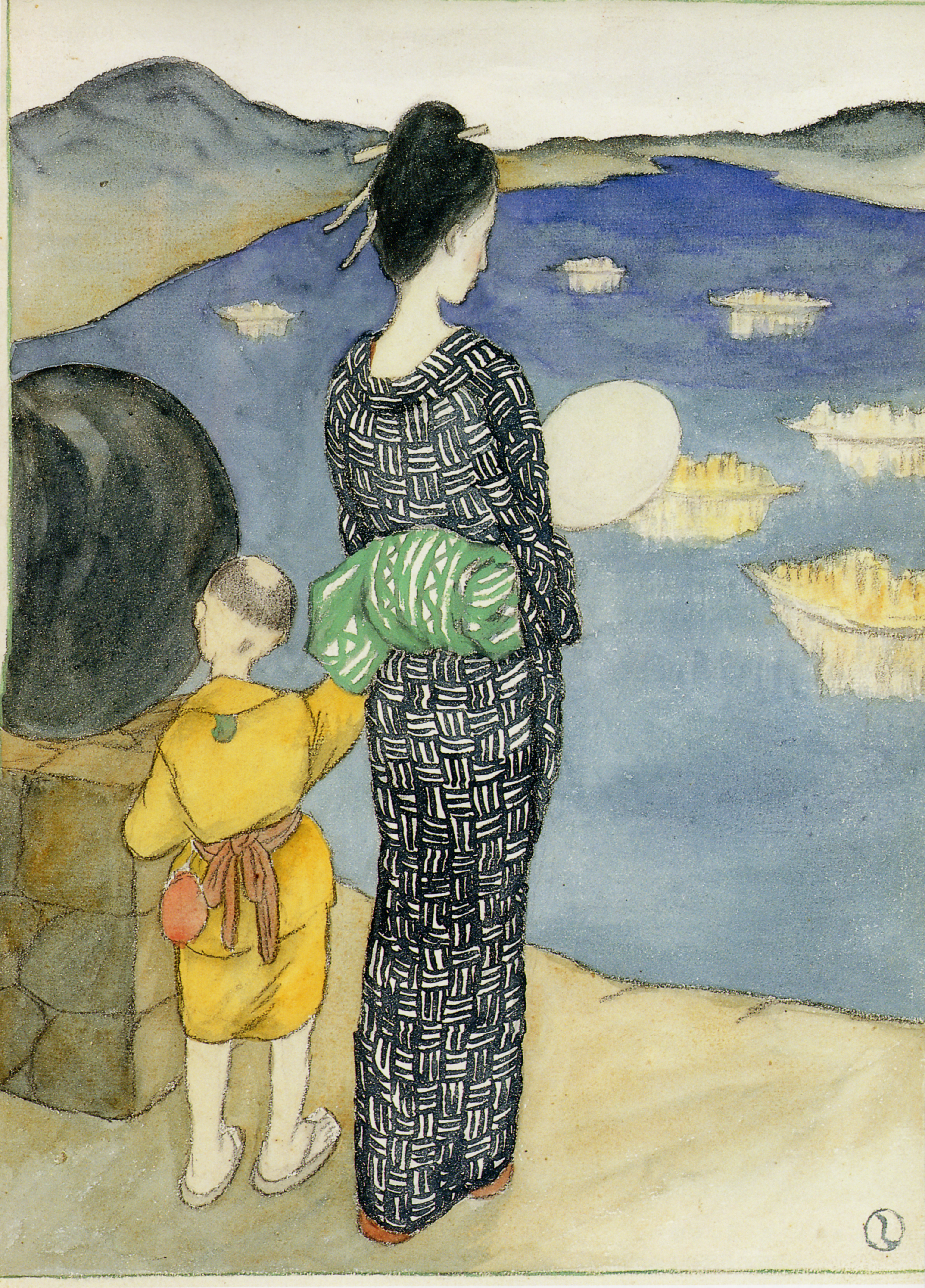
長崎十二景 燈籠流し
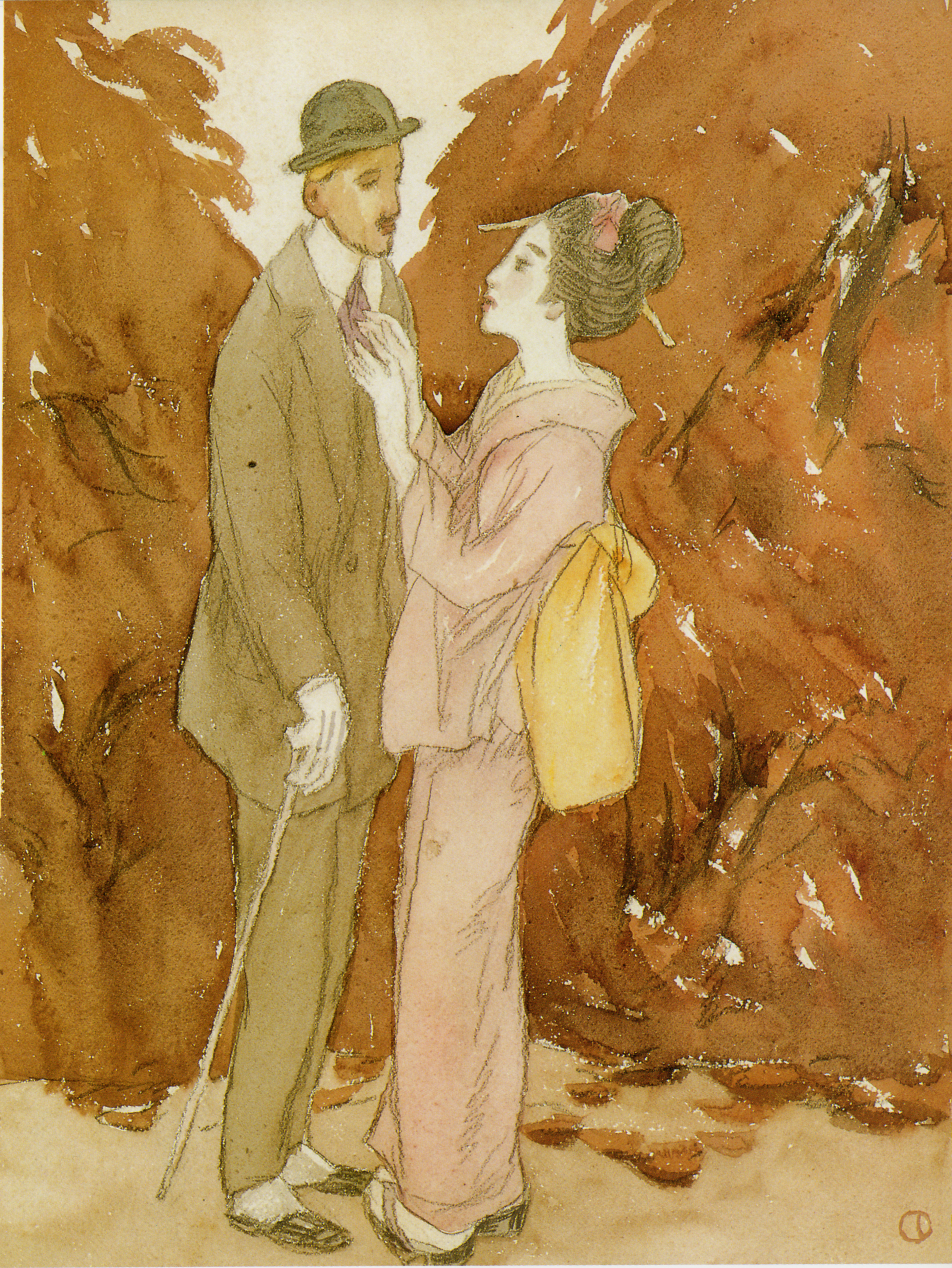
長崎十二景 ネクタイ
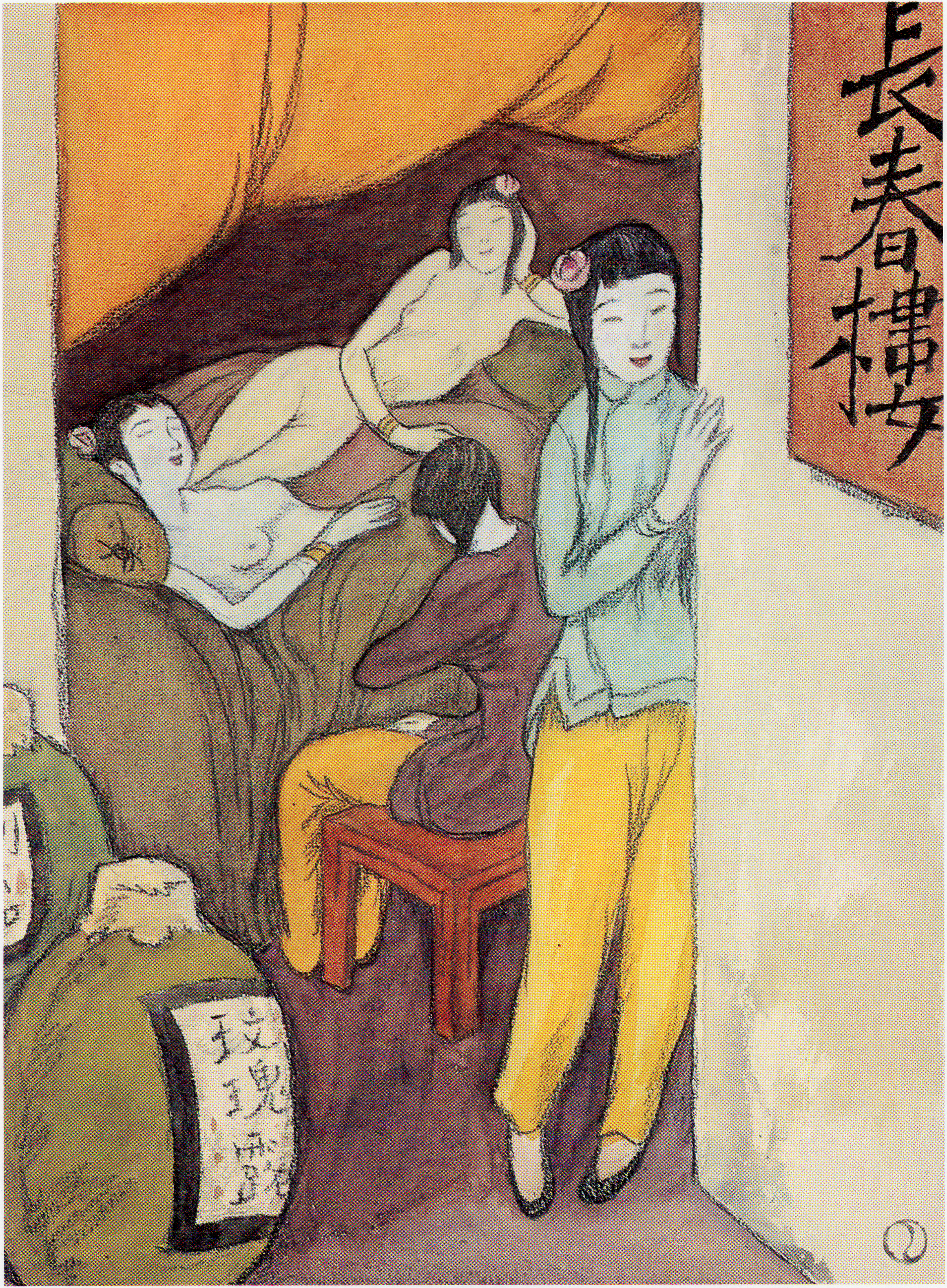
長崎十二景 阿片窟
長崎十二景 サボテンの花
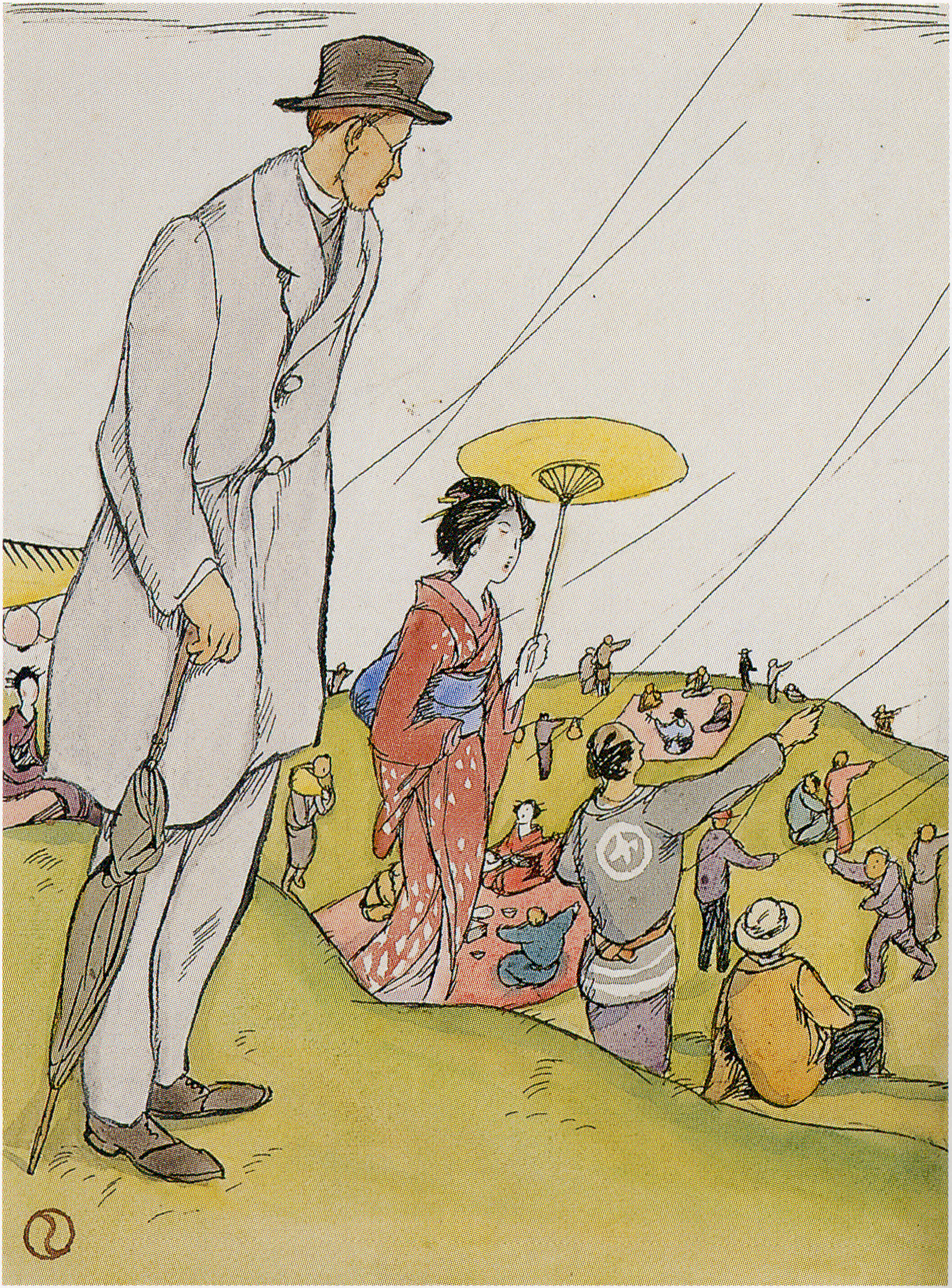
長崎十二景 凧あげ
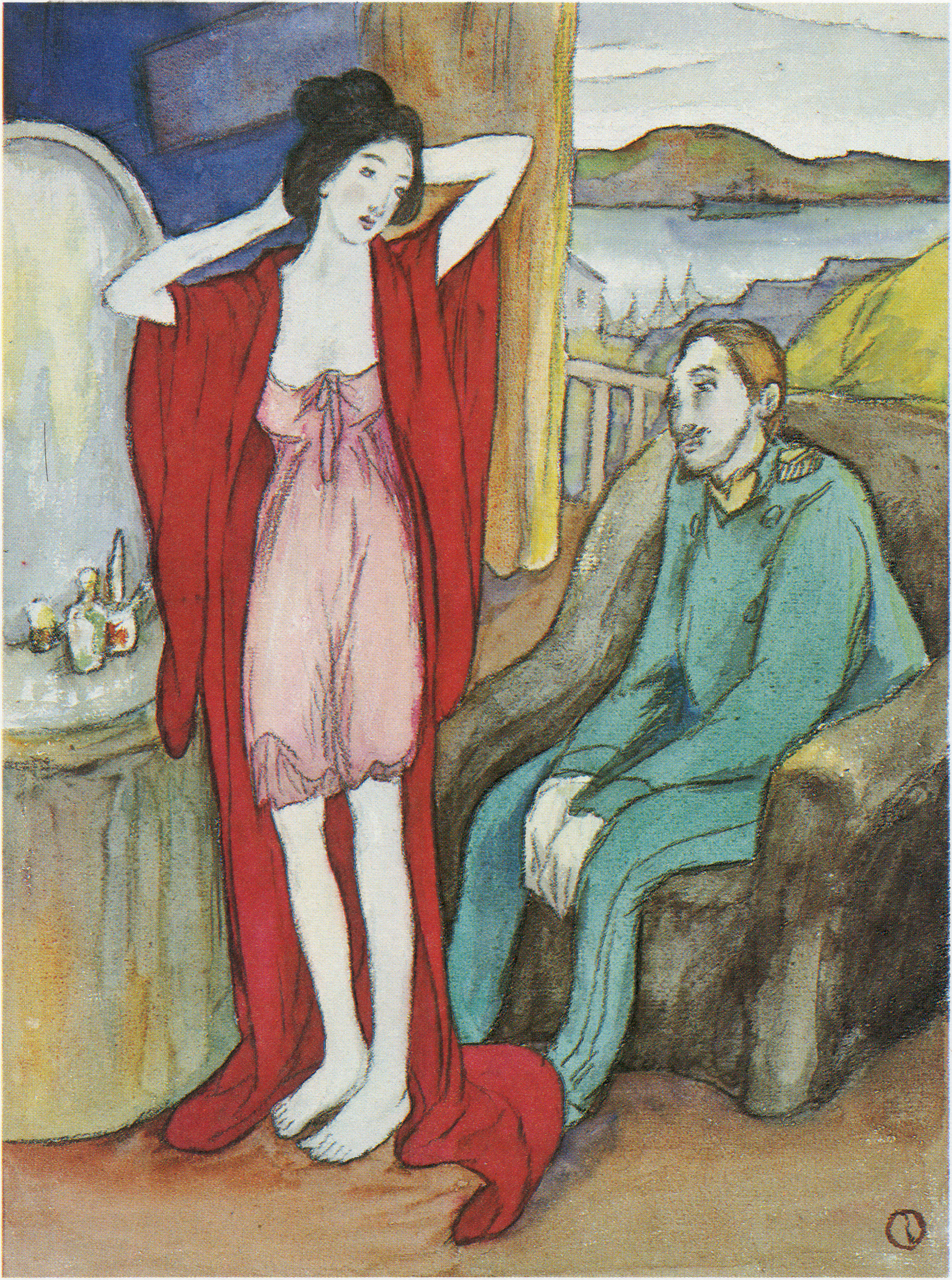
長崎十二景 化粧台
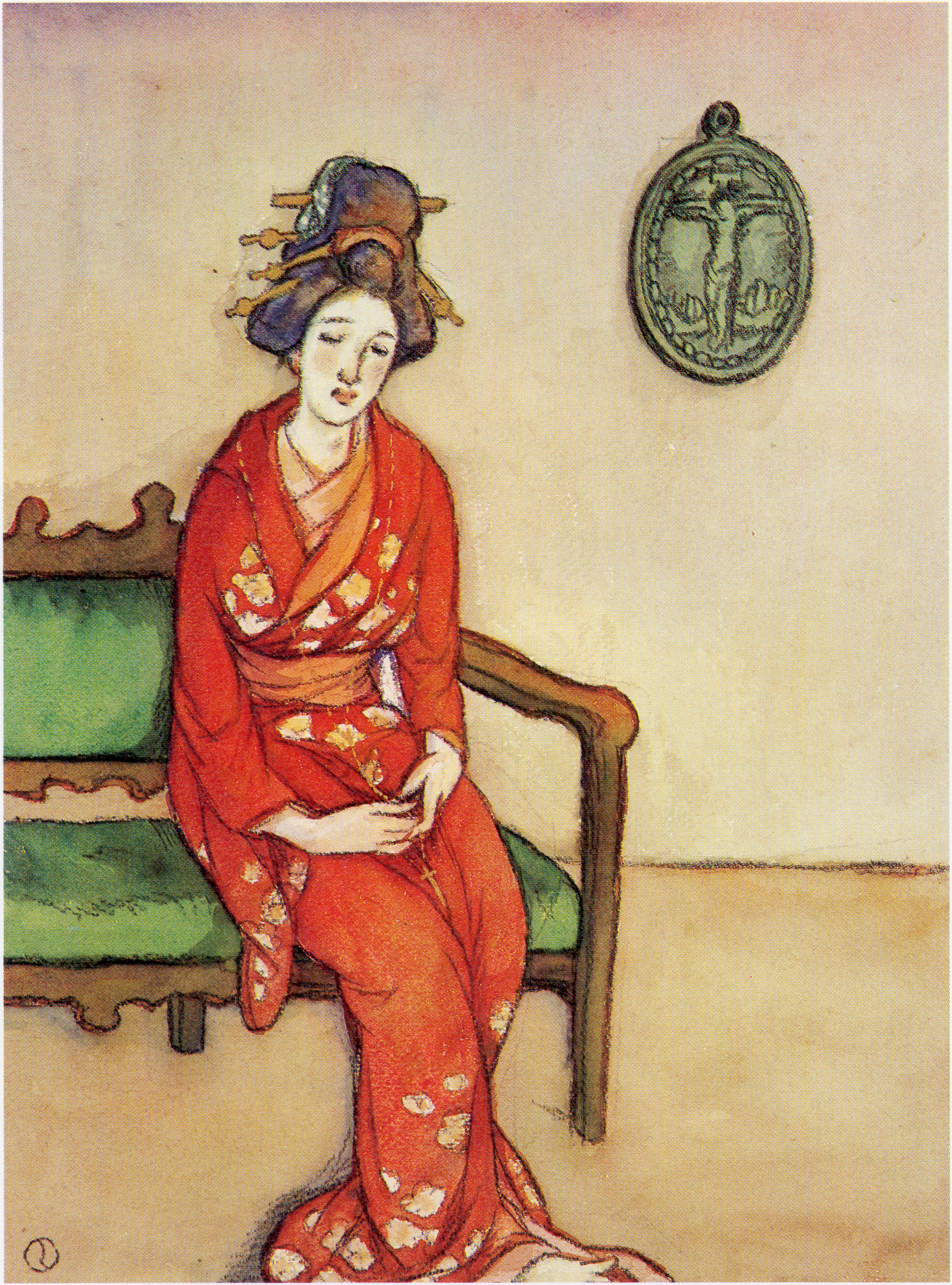
長崎十二景 十字架

#### 女十題（1921年）

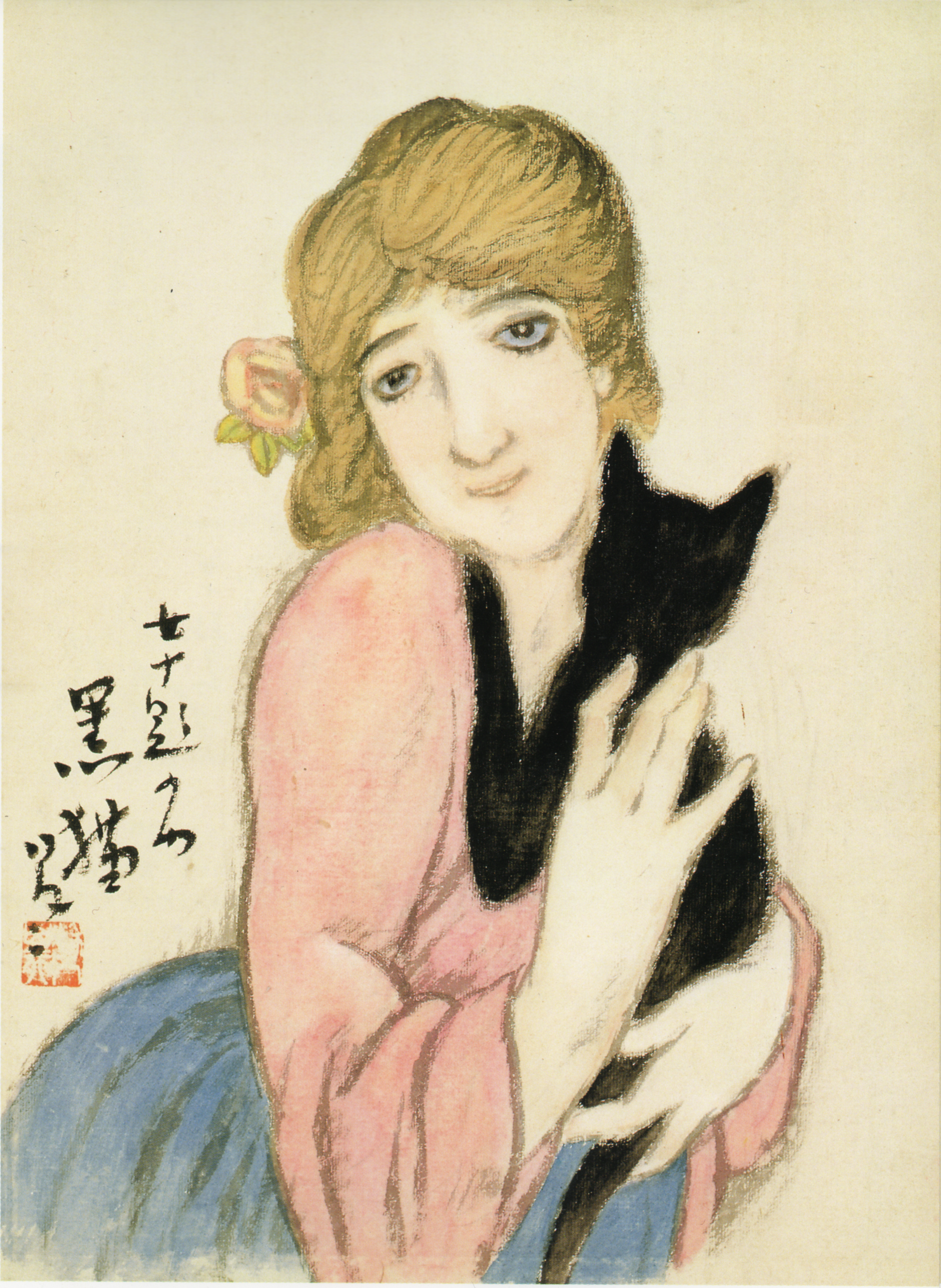
女十題 黒猫
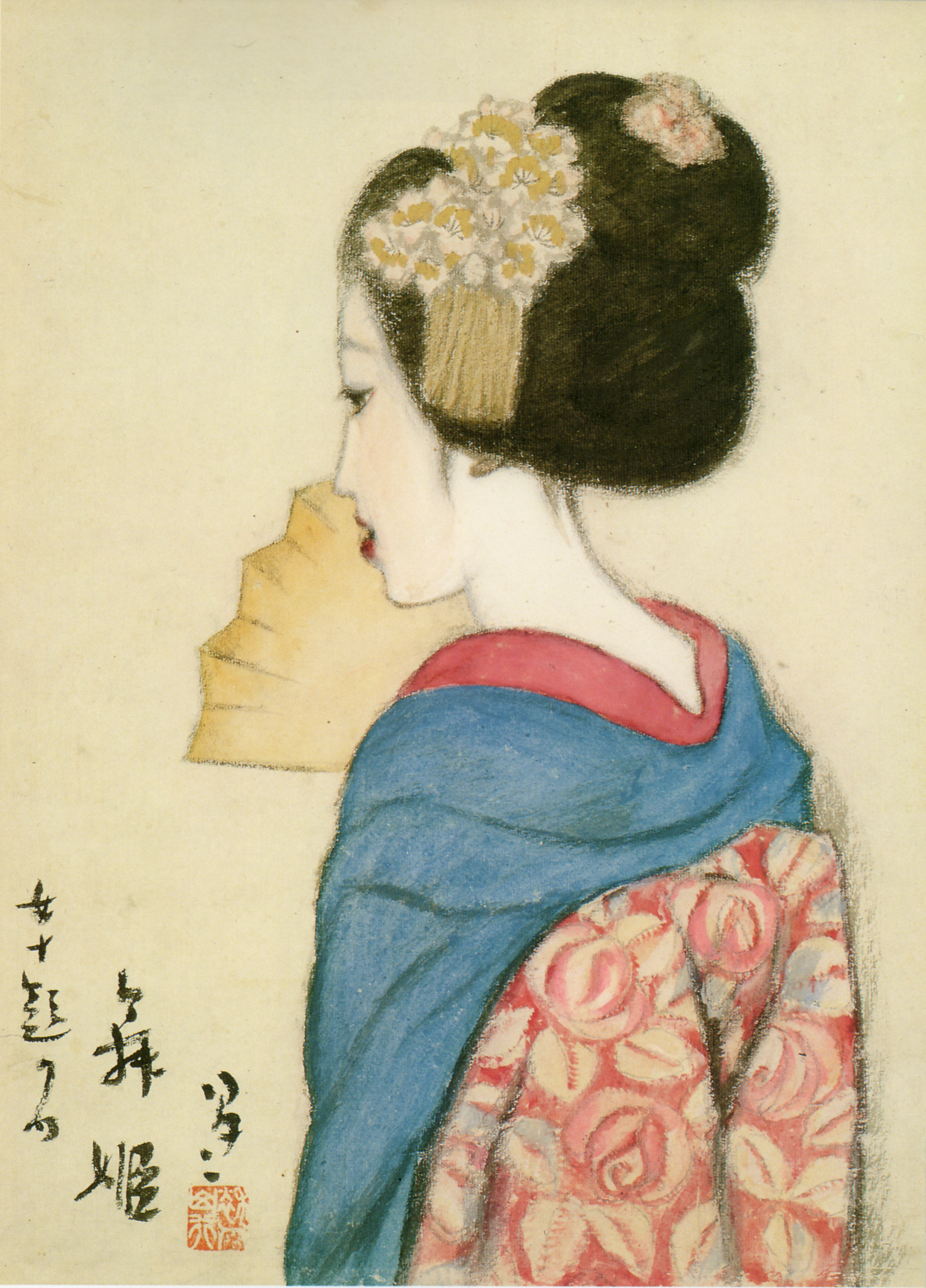
女十題 舞姫
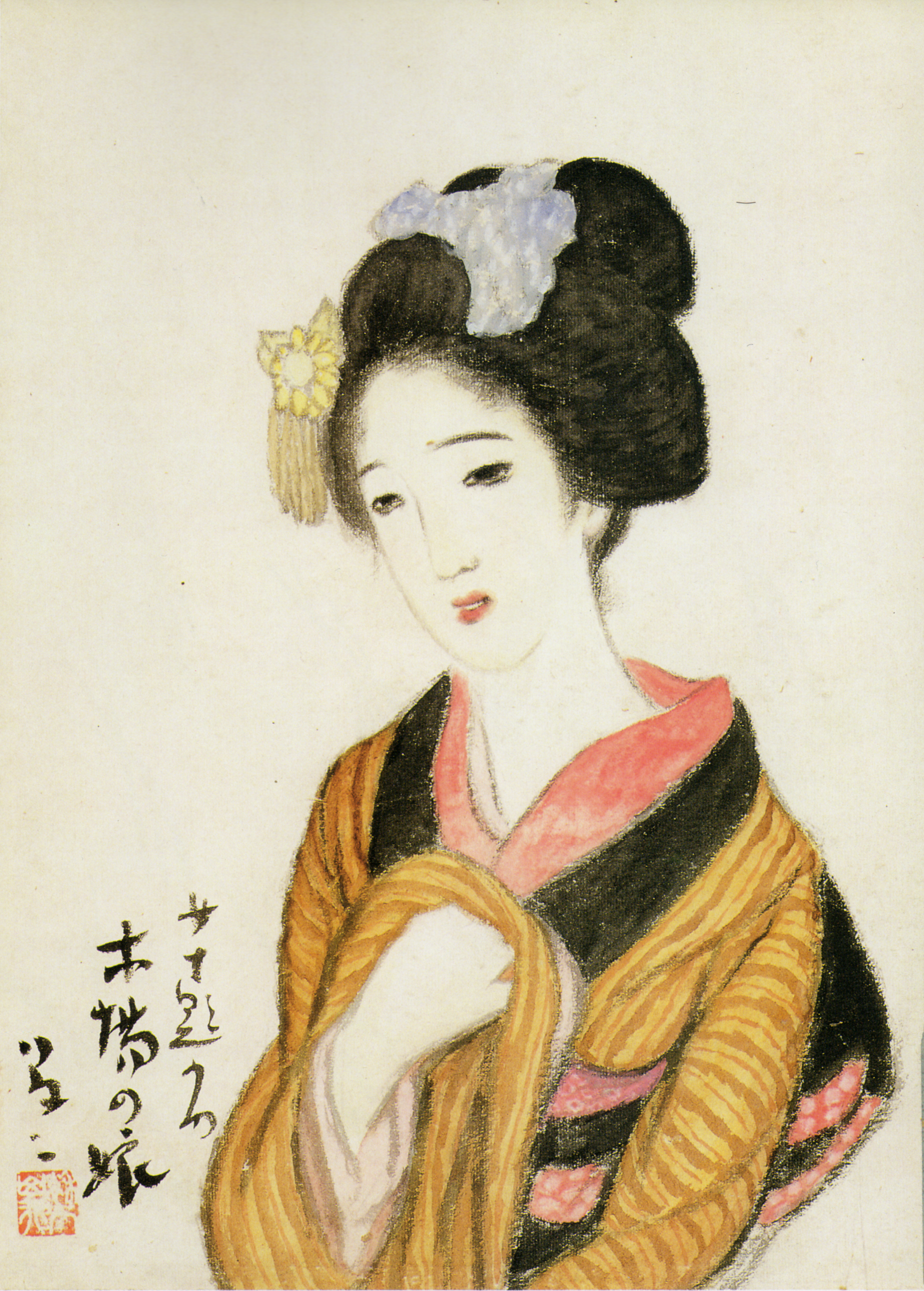
女十題 木場の娘
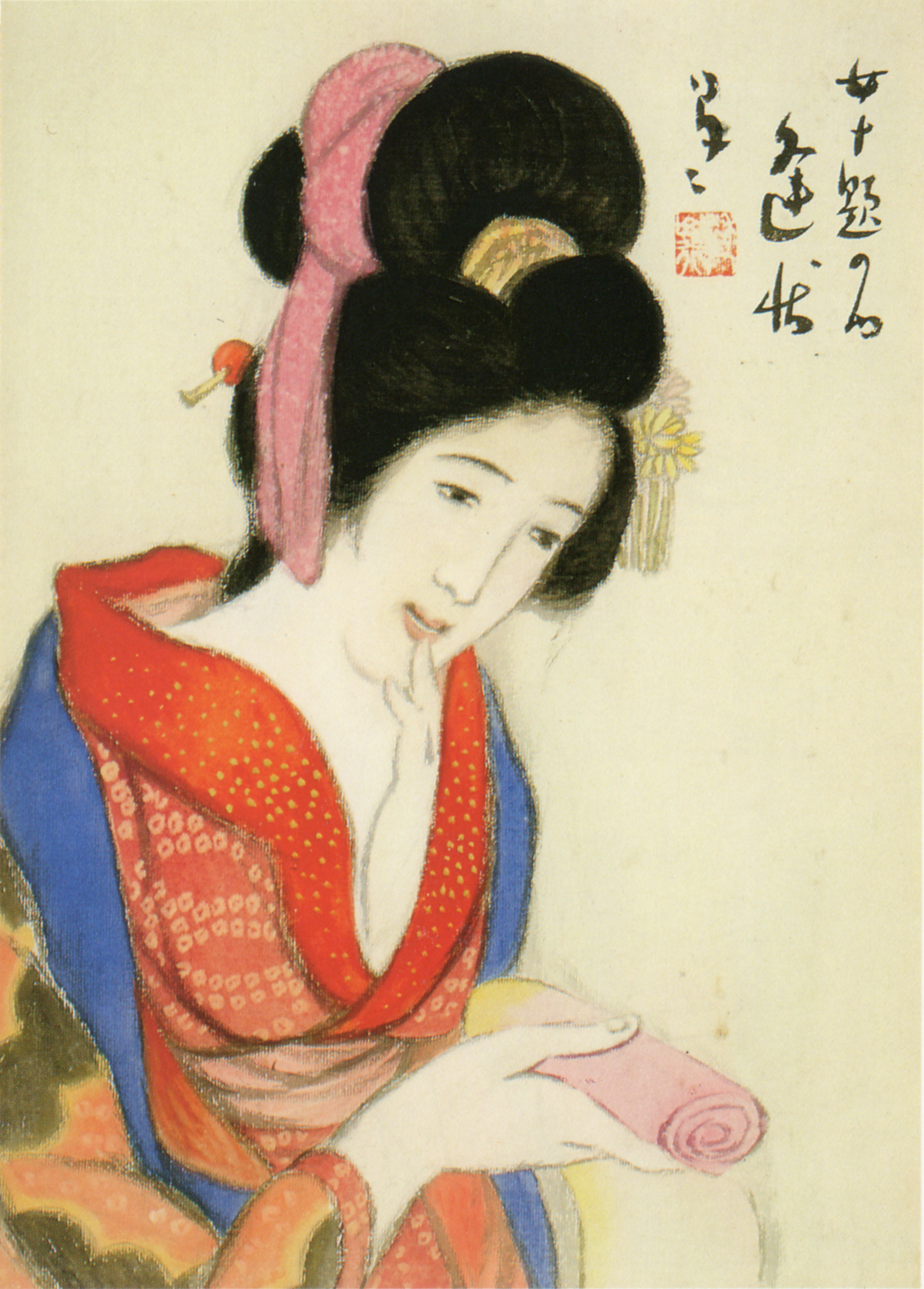
女十題 逢状
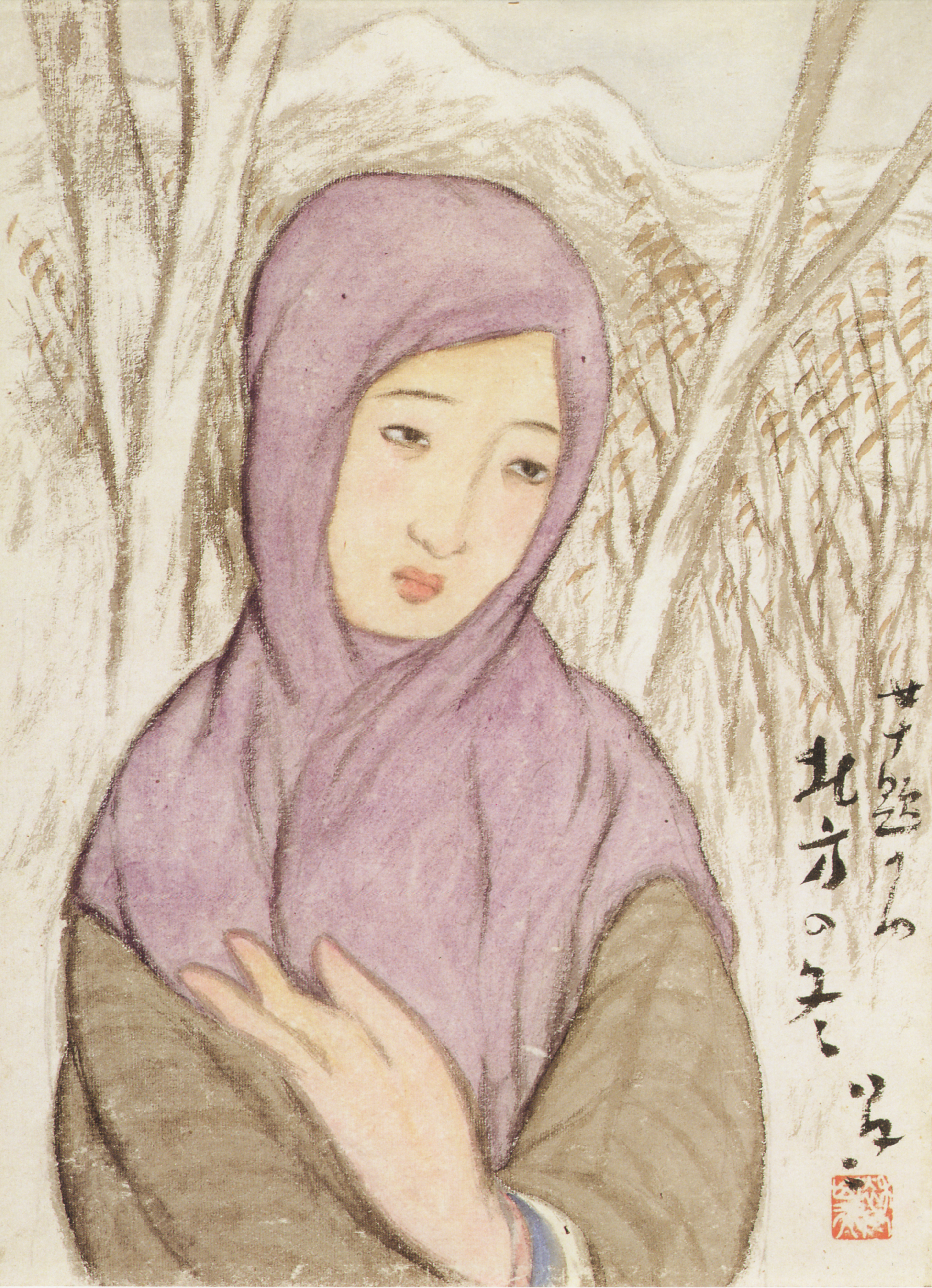
女十題 北方の冬
女十題 ネルの感触
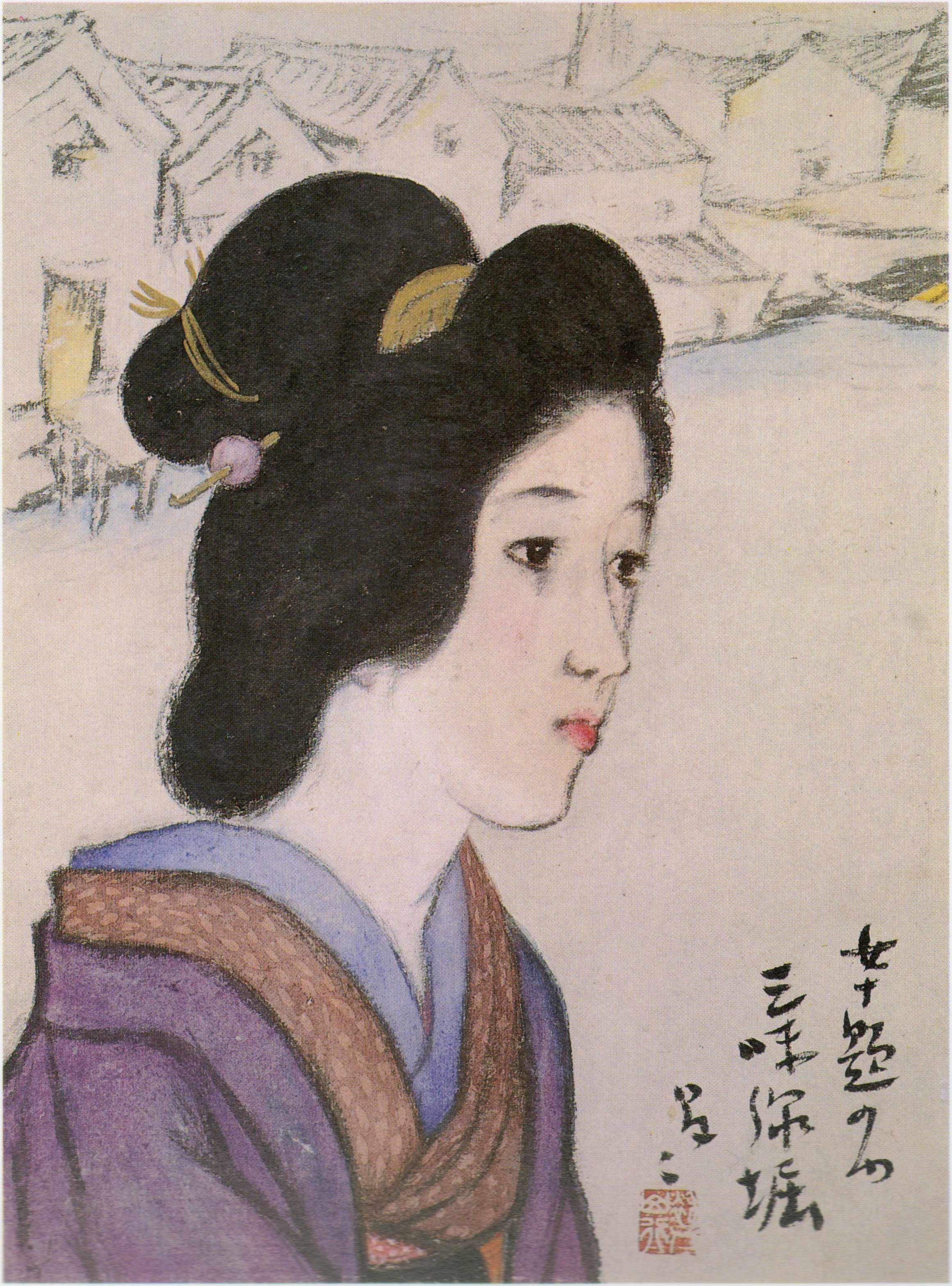
女十題 三味線堀
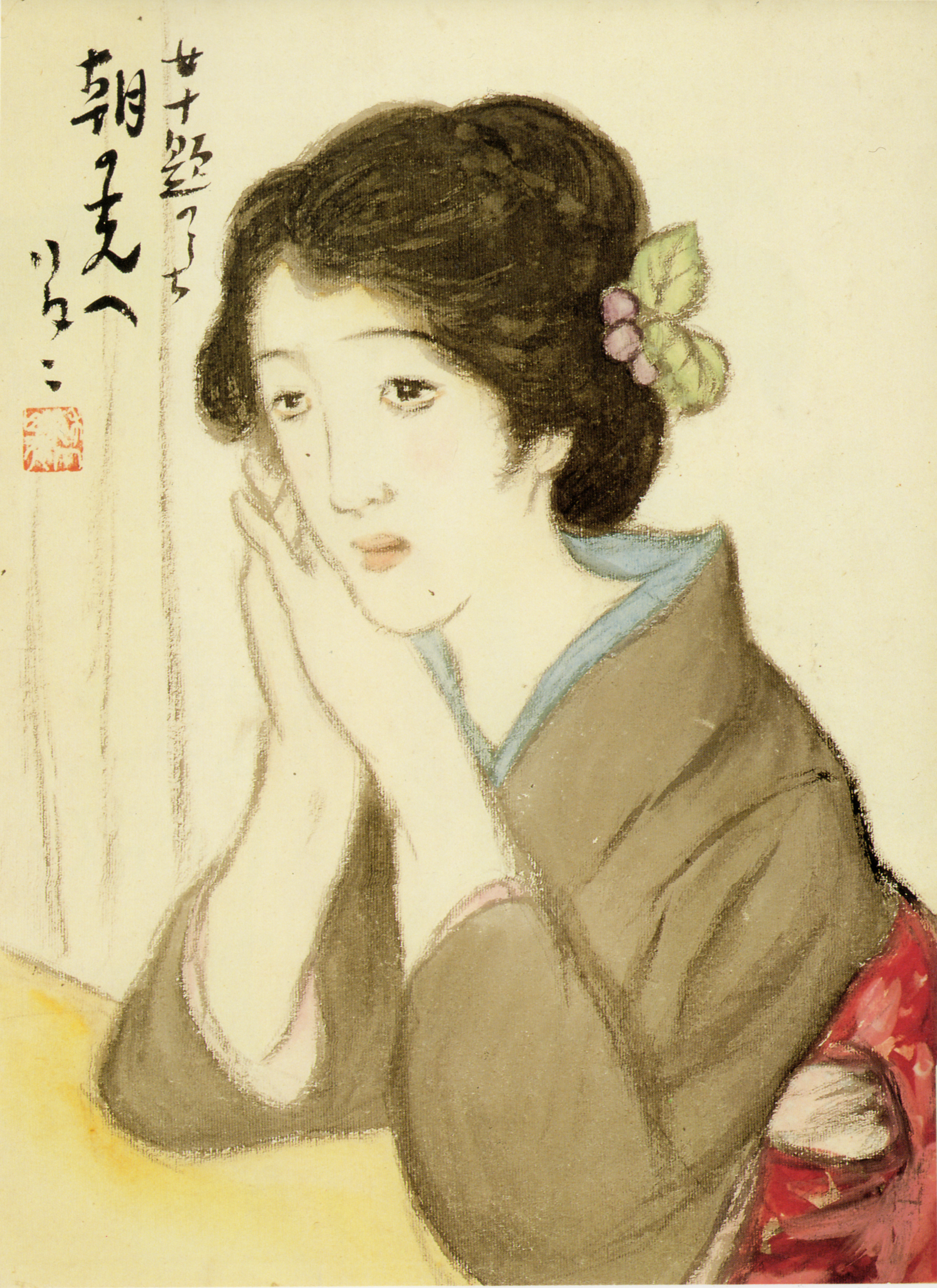
女十題 朝の光へ
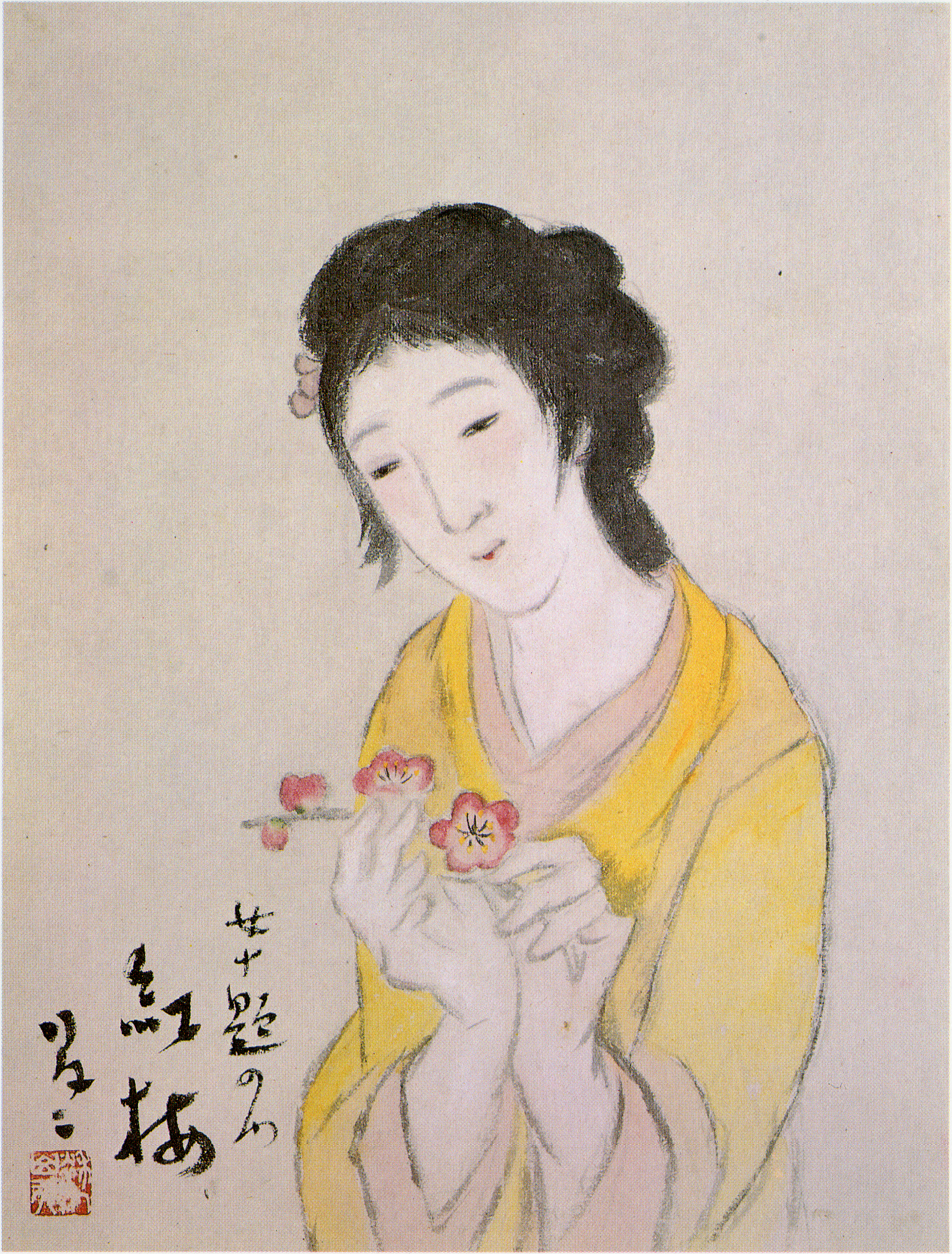
女十題 紅梅
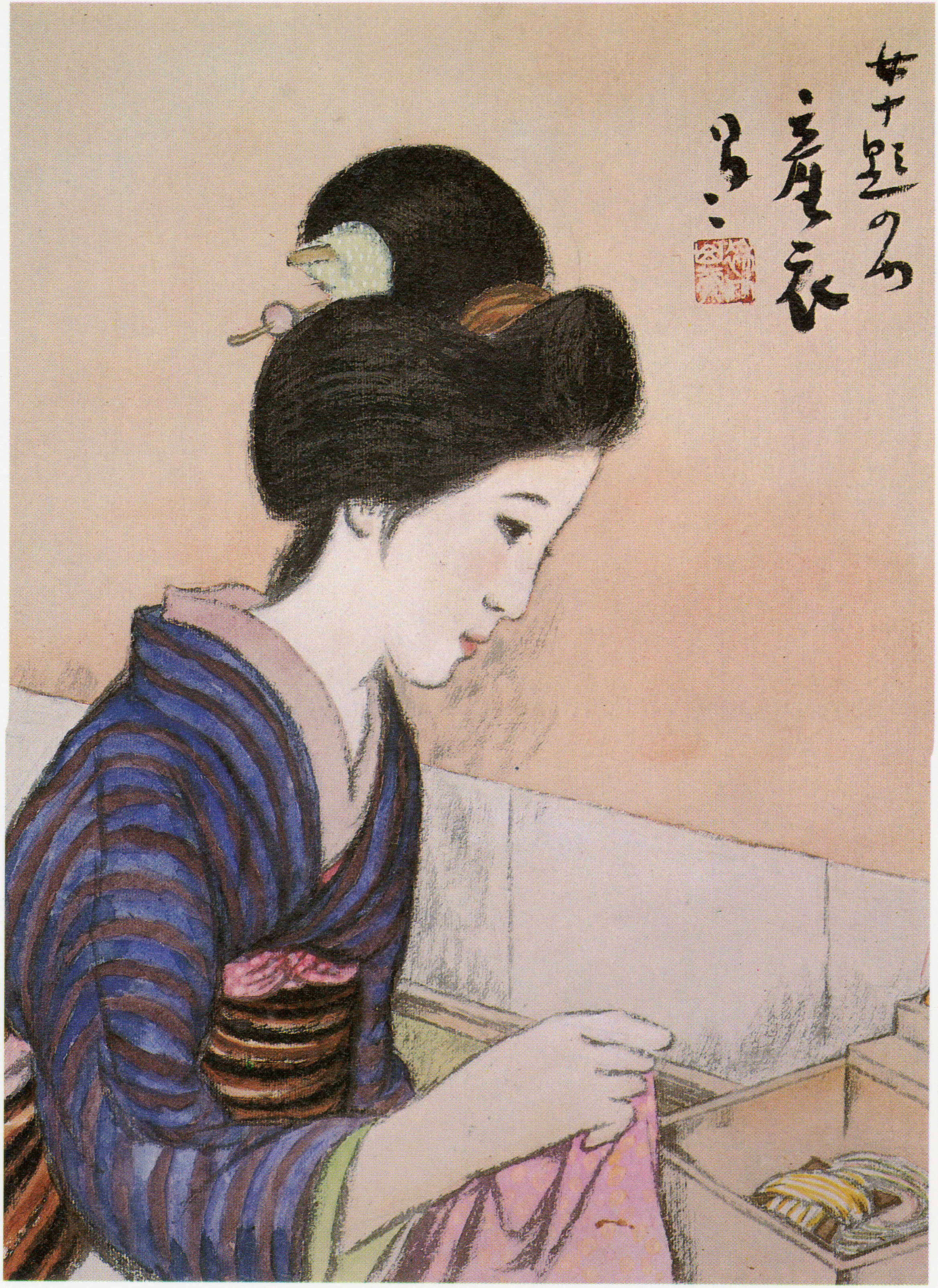
女十題 産衣

### ペン画・デッサン

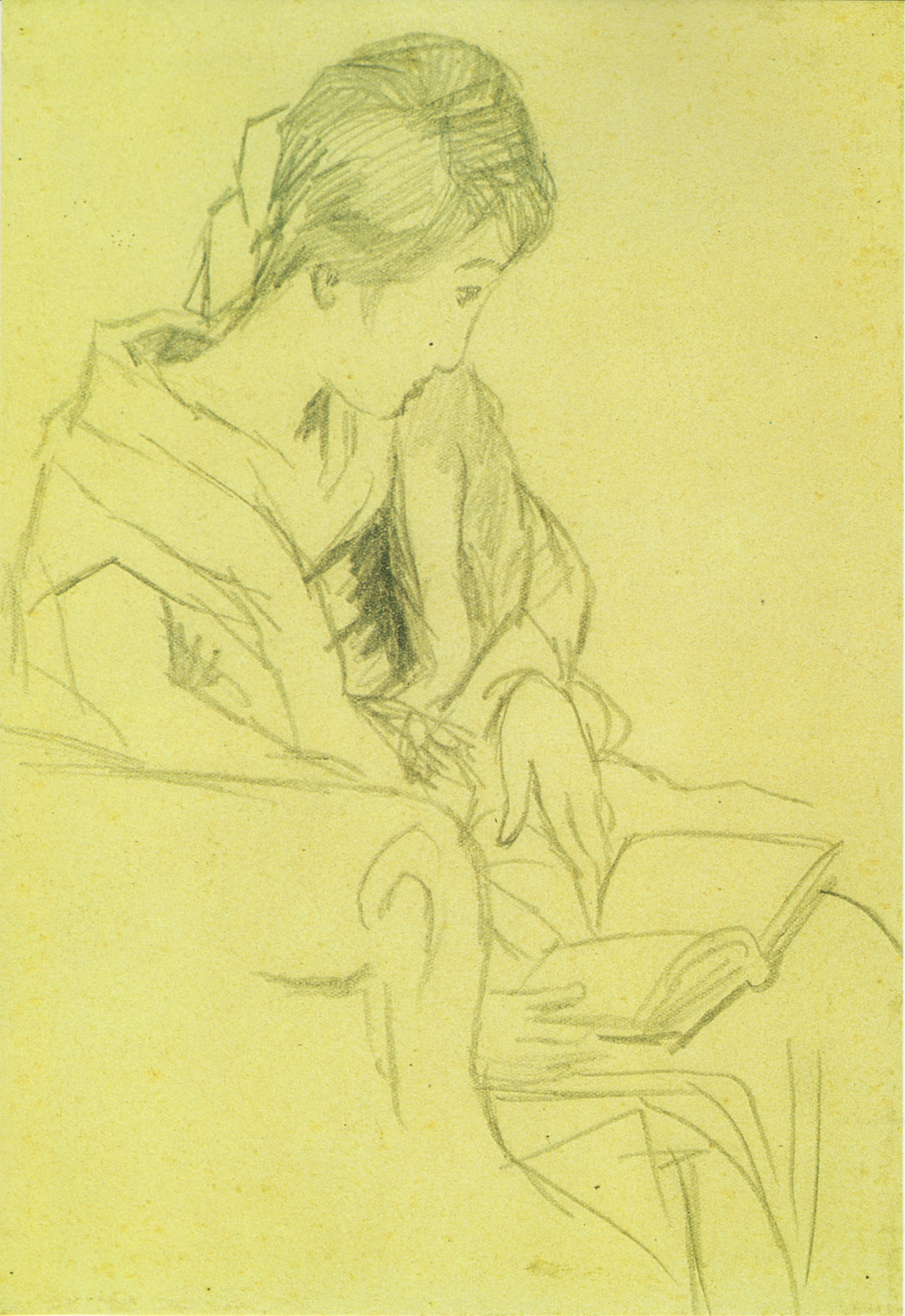
読書（制作年不明）
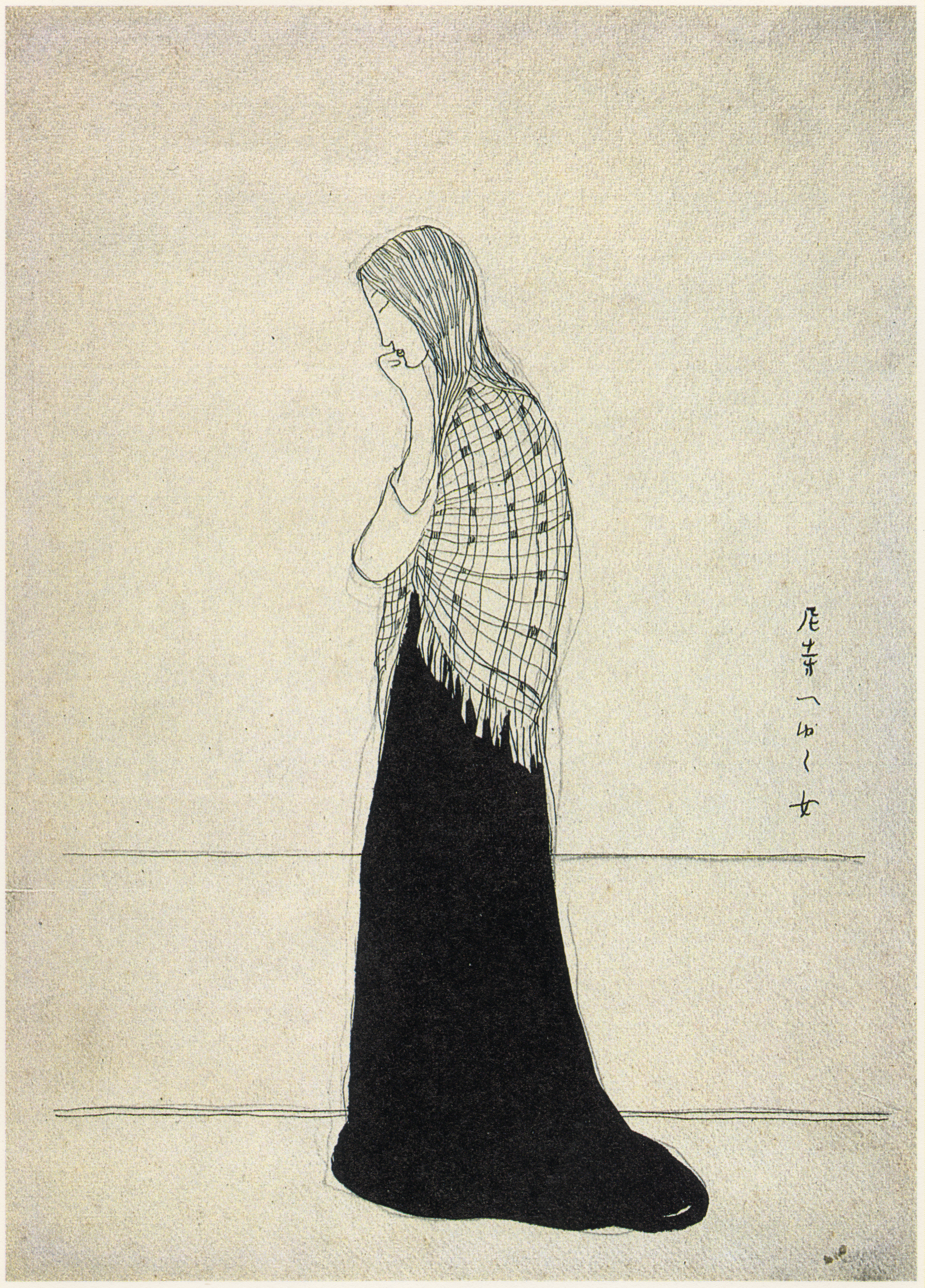
尼寺へゆく女（1915年）
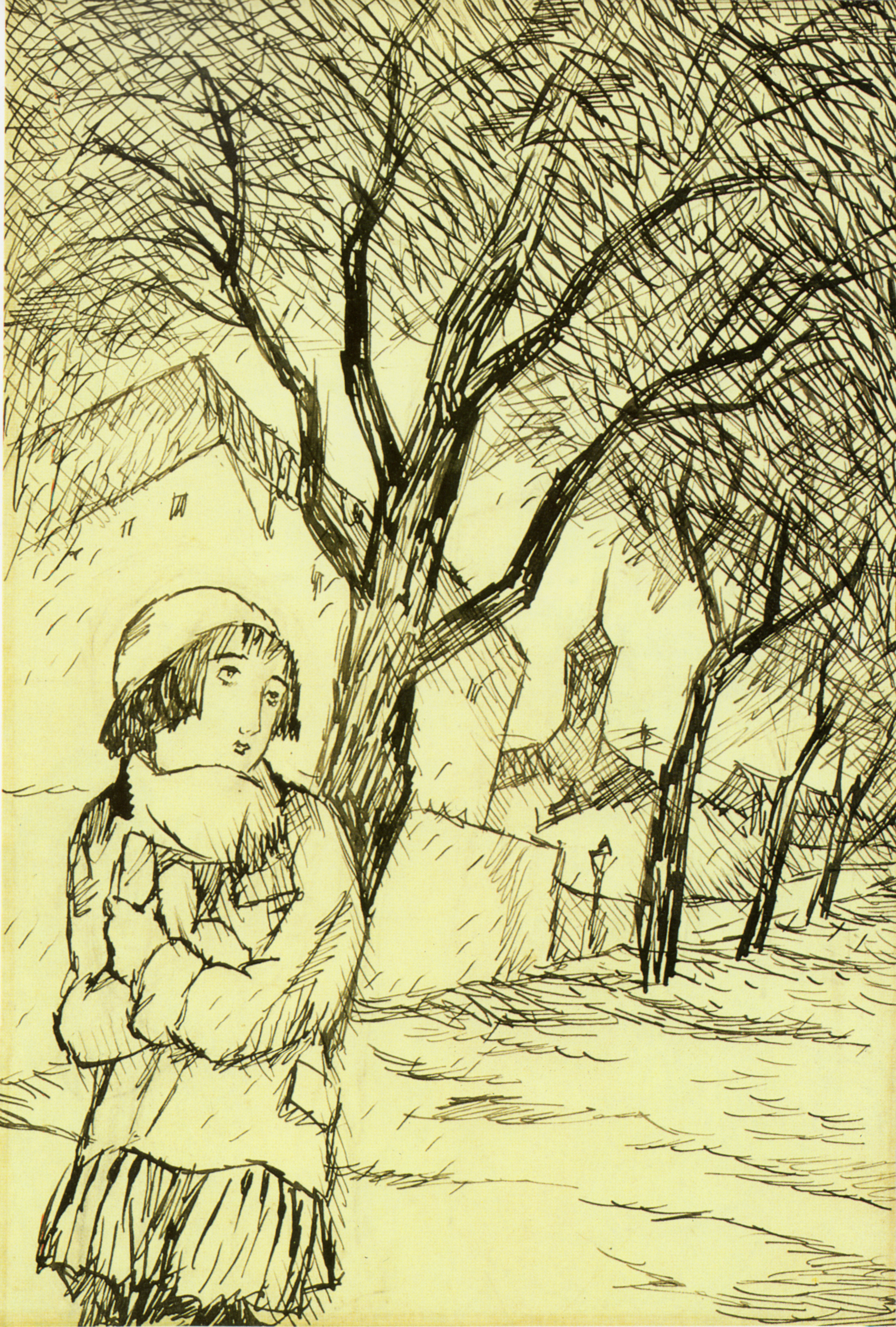
わくら葉（制作年不明）
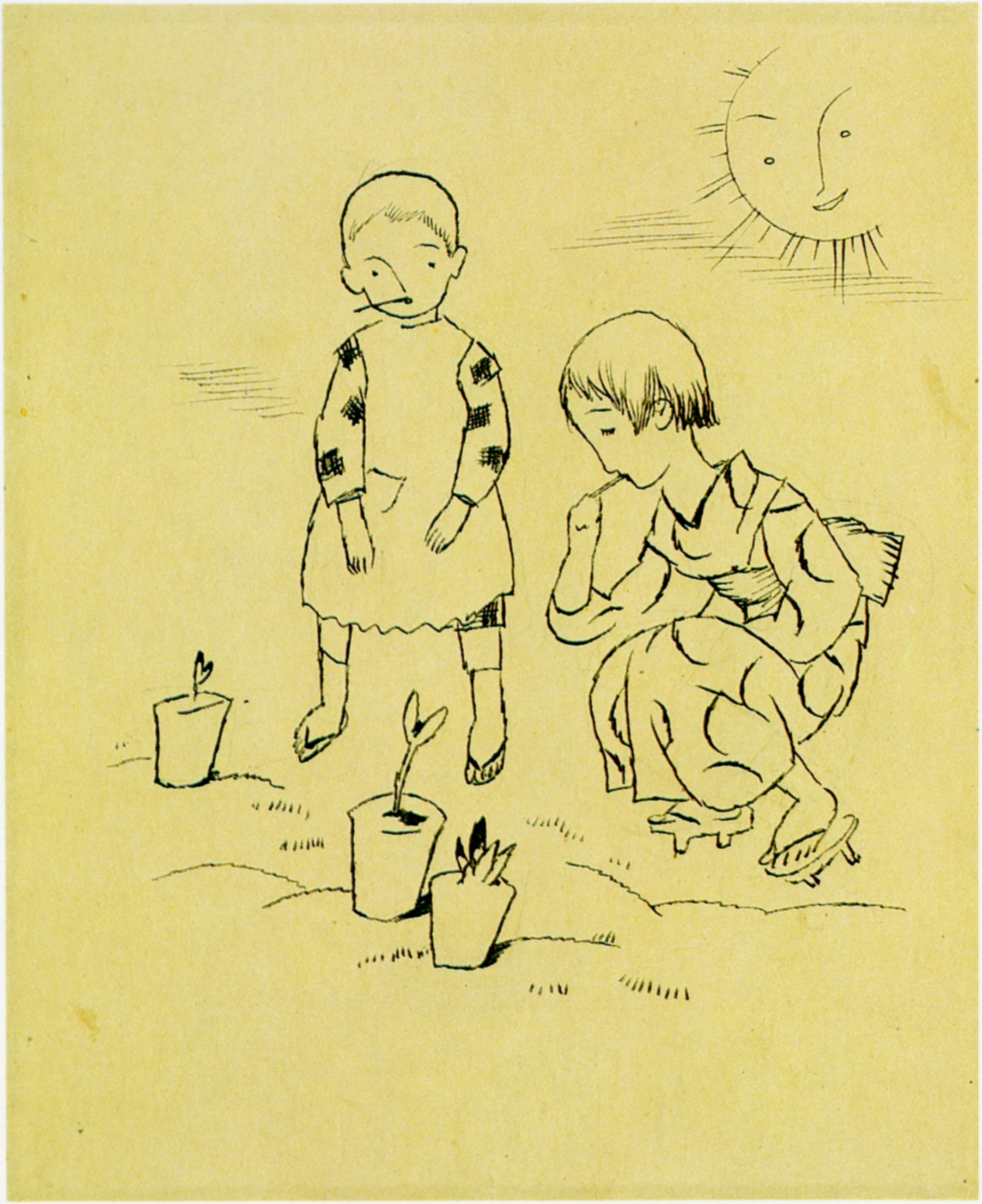
芽生（制作年不明）
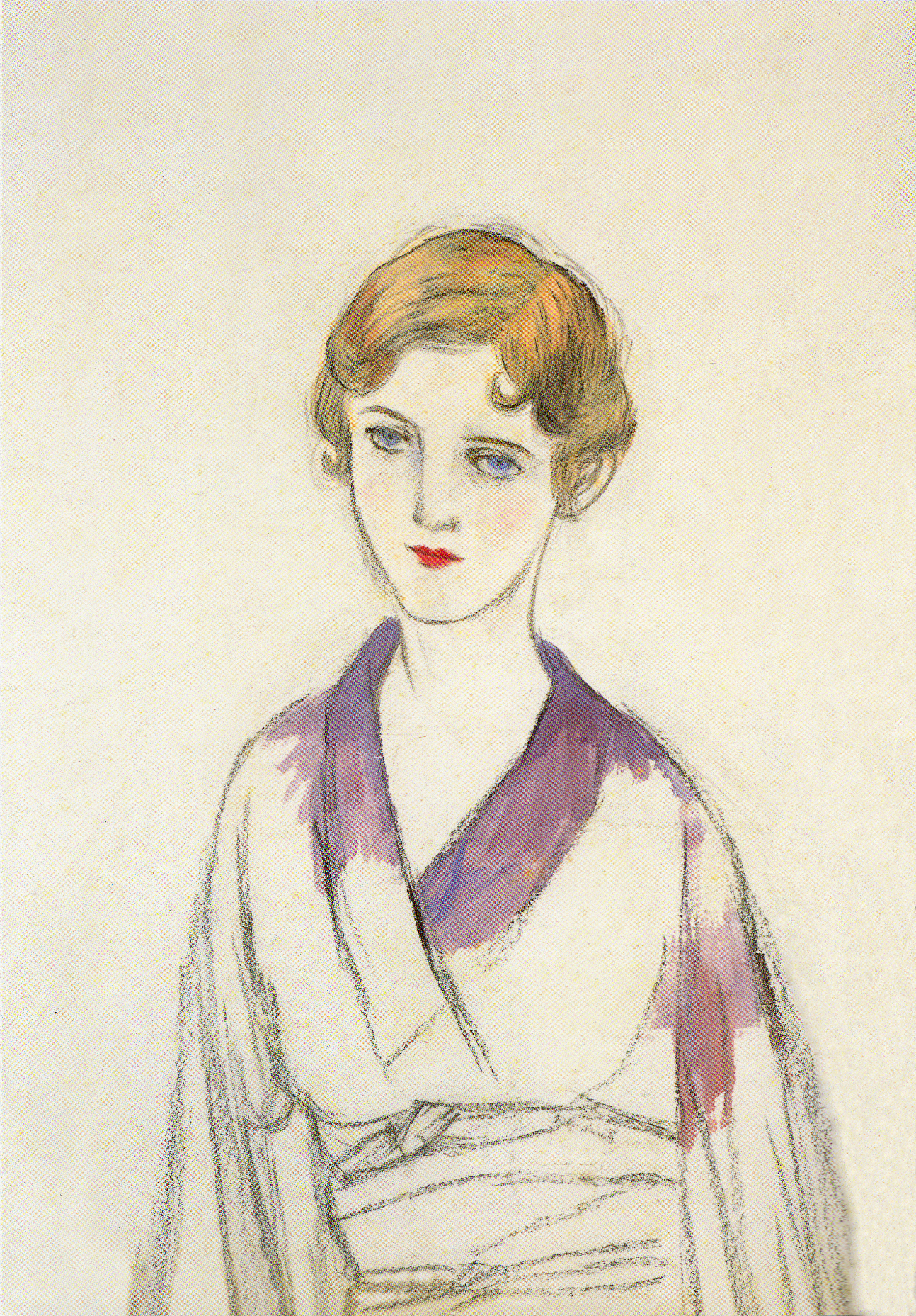
着物の女（1933年、ヨーロッパ滞在中に制作）

### 絵葉書

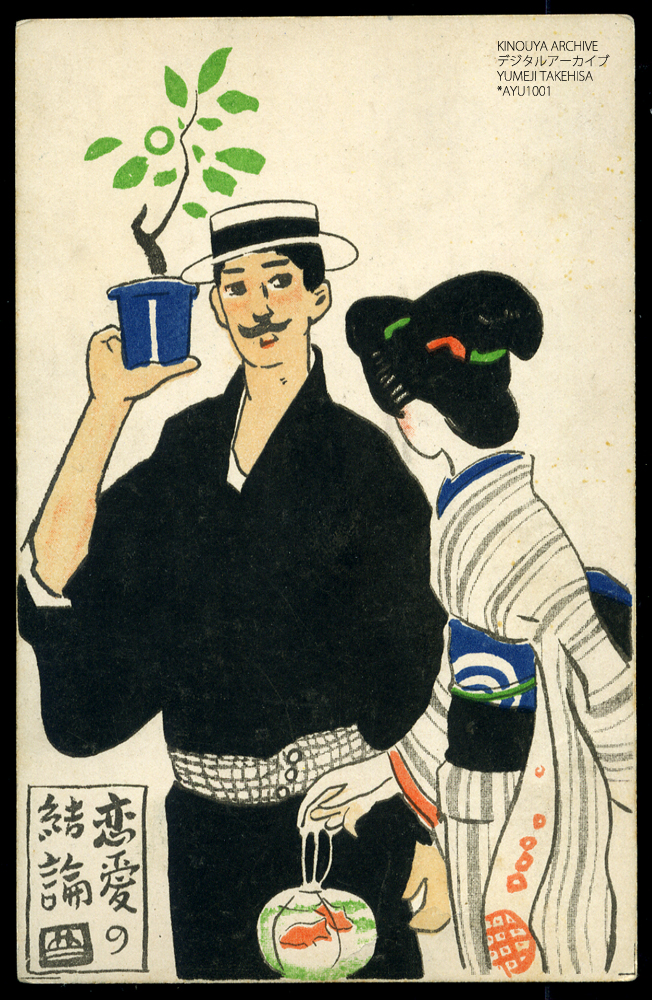
夢二の絵葉書（1910年）
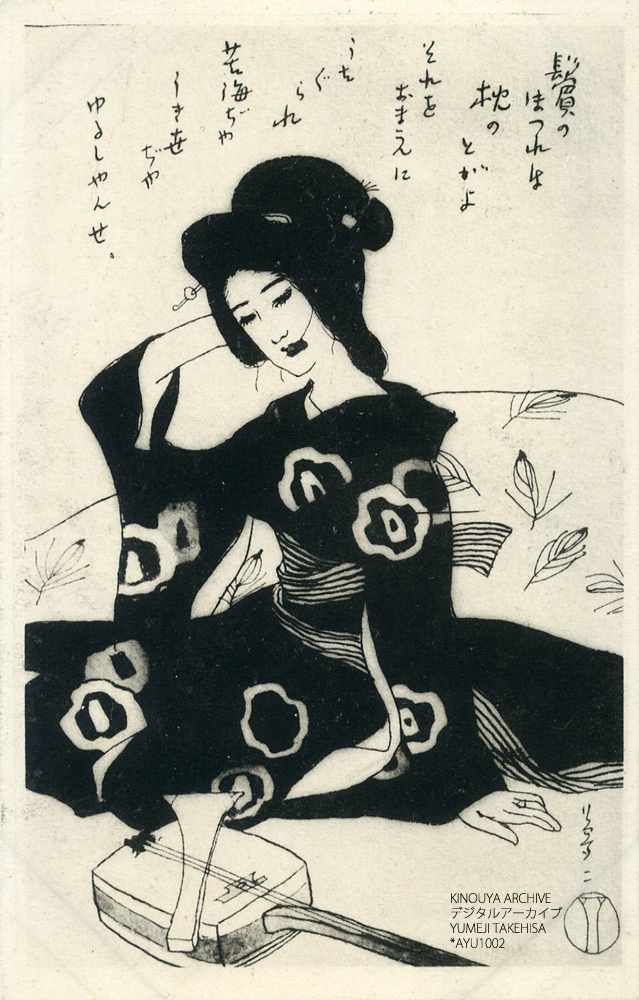
夢二の絵葉書（1912年）
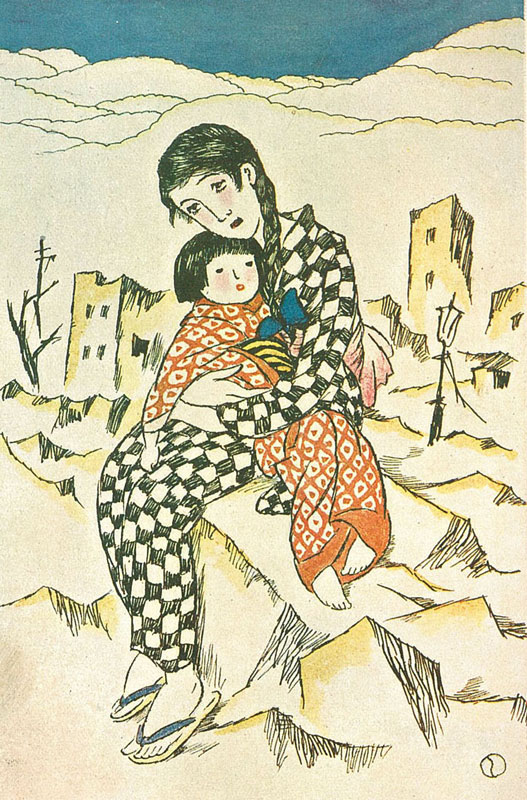
「姉と妹」（1923年）

## 関連書籍（伝記・評論・画集）
- 山本一哉編『惜しみなき青春　竹久夢二の愛と革命と漂白の生涯』ノーベル書房、1969年
- 青江舜二郎『竹久夢二』東京美術、1971年。中公文庫、1985年
- 長田幹雄編『竹久夢二画集』講談社、1972年
- 細野正信『竹久夢二（カラーブックス239）』保育社、1972年
- 美術手帖編集部『特集・竹久夢二』美術出版社、1974年
- 小倉忠夫編『竹久夢二（近代の美術23）』至文堂、1974年
- 「特集・竹久夢二」『本の本（創刊号）』ボナンザ、1975年
- 森本哲郎『夢二の小徑』講談社文庫、1976年
- 木村重圭解説『現代日本美人画全集8 竹久夢二』集英社、1978年
- アサヒカメラ1978年12月増刊号『竹久夢二 その写真の世界』朝日新聞社、1978年
- 栗田勇『竹久夢二写真館「女」』新潮社・とんぼの本、1983年
- 岡崎まこと『竹久夢二正伝』求龍堂、1984年
- 『夢二美術館』（全五巻）学研、1985年
- 『竹久夢二　アサヒグラフ別冊 美術特集 日本編55』朝日新聞社、1988年
- 矢沢寛編『宵待草 竹久夢二 歌の絵本（CD付き）』大月書店、1992年
- 別冊太陽編集部『竹久夢二』別冊太陽 日本のこころ：平凡社、1994年
- 金森敦子『お葉というモデルがいた 夢二、晴雨、武二が描いた女』晶文社、1996年
- 青木正美編『夢二ヨーロッパ素描帖』東京堂出版、1996年
- 『竹久夢二　新潮日本美術文庫33』新潮社、1996年
- 鶴谷壽『夢二の見た亜米利加』新人物往来社、1997年
- 石川桂子・谷口朋子編『竹久夢二 大正モダン・デザインブック』河出書房新社、2003年、新版2011年
- 『竹久夢二 夢二郷土美術館コレクション選』夢二郷土美術館、2007年
- 林えり子『竹久夢二と妻他万喜　愛せしこの身なれど』ウェッジ文庫、2008年
- 野村桔梗『竹久夢二のすべて』駒草出版、2008年
- 小川晶子『もっと知りたい竹久夢二 生涯と作品』東京美術、2009年8月
- 竹久みなみ監修・大平直輝編『竹久夢二 「セノオ楽譜」表紙絵大全集』国書刊行会、2009年8月
- 『近代図案コレクション 夢二のデザイン -和文具と装幀-』芸艸堂、2009年9月
- 石川桂子編『竹久夢二《デザイン》モダンガールの宝箱』講談社、2012年4月
- 劉檸『竹久夢二的世界』印刻出版（台湾）、2012年
- 袖井林二郎『夢二異国への旅』ミネルヴァ書房、2012年
- 竹久夢二美術館監修『竹久夢二 大正ロマンの画家、知られざる素顔』河出書房新社、2014年1月
- 『竹久夢二の世界 描いて、旅して、恋をして　別冊太陽 日本のこころ』平凡社、2014年8月
- 朝日新聞社編『生誕百三十周年 竹久夢二展 ベル・エポックを生きた夢二とロートレック』朝日新聞社、2014年8月
- 逸見久美『夢二と久允 二人の渡米とその明暗』風間書房、2016年4月
- 石川桂子編『竹久夢二詩画集』岩波文庫、2016年9月
- ひろたまさき『異国の夢二』講談社選書メチエ、2023年6月。ほか多数

## 夢二を題材とした作品

### 小説
- 『鬼の栖』作：瀬戸内晴美（1967年、河出書房） - 菊富士ホテルを舞台とした作品。
- 『夢二恋歌』作：榎本滋民（1974年、講談社） - 夢二の生涯を描く評伝小説。
- 『本郷菊富士ホテル』作：近藤富枝（1974年、講談社のち中公文庫）※ノンフィクション。
- 『宵待草殺人事件』作：近藤富枝（1984年、講談社） - 夢二を主人公とした短編ミステリー小説。
- 『待てど暮らせど来ぬひとを 小説竹久夢二』作：近藤富枝（1987年、講談社） - 夢二と彦乃の恋愛を描いた作品。
  - 『夢二暮色』作：近藤富枝（1989年、講談社） - 彦乃亡き後の夢二とお葉の愛を描いた作品。
- 『竹久夢二』作：梅本育子（2002年、双葉文庫）
- 『伊香保殺人事件』作：内田康夫 (2003年、講談社文庫） - 浅見光彦シリーズの一作。
- 『竹久夢二 殺人の記』作：西村京太郎（2004年、講談社文庫） - 十津川警部シリーズの一作。

### 映画
- 『宵待草歌日記』原作：立野信之「宵待草歌日記」、監督：原研吉 （1950年） - 演：若原雅夫 - 夢二と彦乃（桂木洋子）の若かりし日を描く。
- 『竹久夢二物語 恋する』原作：竹久夢二「出帆」、監督：斉藤耕一（1975年） - 演：北大路欣也 - 自伝を原作とし、たまき（梶芽衣子）がいながらも彦乃（中野良子）にひかれる夢二の姿を描く。
- 『夢二』監督：鈴木清順（1991年）「大正浪漫三部作」の3部 - 演：沢田研二
- 『夢二人形』監督：山﨑達璽（1998年） - 演：渋谷育男
  - 『三面夢姿繪 ―みつおもてゆめのすがたえ』監督：山﨑達璽（2000年） - 演：渋谷育男 - 夢二、伊藤晴雨（光宣）、藤島武二（山本清）の3人のモデルを務めたお葉（佐藤雪江）を主人公としたミステリー作品。
- 『およう』原作：団鬼六「外道の群れ」、監督：関本郁夫（2002年） - 演：熊川哲也 - 三人の画家（夢二、伊藤晴雨（竹中直人）、藤島武二（里見浩太朗））のお葉（渋谷亜希）をめぐる愛を題材とした映画作品。原作は晴雨伝だが映画は夢二が主人公。
- 『夢二 愛のとばしり』監督：宮野ケイジ（2015年・2016年7月公開） - 演：駿河太郎 - 夢二の愛に翻弄される二人の女（彦乃（小宮有紗）とたまき（黒谷友香））を描く。

### テレビドラマ
- 『風雪』第64話「夢二えがく」作：榎本滋民（1965年6月24日、NHK総合） - 演：川崎敬三
- 『宵待草』脚本：早坂暁（1969年7月11日 - 8月1日、フジテレビ/おんなの劇場） - 演：岡田英次 - 夢二と彼を生涯愛した女性（佐久間良子）の物語。
- 『夢二慕情』原作：榎本滋民「夢二恋歌」、脚本：横光晃（1975年8月18日 - 10月6日、テレビ朝日/ポーラ名作劇場） - 演：竹脇無我 - 夢二の半生と愛を描く。たまき（浜木綿子）、彦乃（萩尾みどり）
- 『まあええわいな』作：岡本克己（1983年10月23日 - 11月13日、NHK総合/ドラマ人間模様） - 演：根津甚八 - 菊富士ホテルを舞台とした作品。
- ドキュメンタリー・ドラマ『涙で絵具を… 〜愛の旅びと・夢二〜」脚本・演出：米倉斉加年（1983年9月24日、OHK岡山放送開局十五周年記念特別番組） - 演：米倉斉加年
- 『夢恋し』脚本：西澤裕子（1986年3月31日 - 6月27日、TBS/テレビ小説） - 演：篠田三郎 - 彦乃（南夕子）を主人公とし夢二との恋。そして夢二の妻たまき（中尾ミエ）との関わりを描いた作品。
- 『大正ロマンミステリー 宵待草殺人事件』原作：近藤富枝「宵待草殺人事件」、脚本：安倍徹郎（1989年10月3日、日本テレビ/火曜サスペンス劇場） - 演：奥田瑛二
- 『西村京太郎サスペンス 新・十津川警部シリーズ2』 「伊香保温泉殺人事件 竹久夢二の謎!?」（2017年4月3日、TBS/月曜名作劇場）

### 漫画・劇画
- 『夢二 ゆめのまたゆめ』原作：岡崎英生、絵：上村一夫（1978年『コスモコミック』連載 / 2016年、まんだらけ出版） - 夢二の結婚生活を描いた劇画作品。
- 『菊坂ホテル』作：上村一夫（1983年『冒険王』連載 / 1985年、角川書店） - 菊富士ホテルをモデルとし舞台とした劇画作品。
- 『宵待草事件簿』原作：古山寛、画：ほんまりう（1985年、新潮社） - 彦乃を失い菊富士ホテルでお葉をモデルとした夢二らの周りに起こる殺人事件の謎に迫るミステリ劇画作品。
- 『ロマンス』作：高見まこ（1997-2000年） - 夢二をモデルとした主人公を描いた作品。
  - 『美弥の恋』作: 高見まこ（2000-2001年) - おようをモデルとした主人公を描いた作品。
- 『三ツ目の夢二』全2巻 原作：大塚英志、画：ひらりん（2009-2010年、徳間書店RYU COMICS） - 夢二を題材としたホラー漫画。
- 『万華鏡〜抒情と緊縛〜』作：倉科遼、画：ケン月影（2014年、小学館『ビッグコミック』雑誌連載、2014年、小学館単行本） - お兼（およう）を主人公とし夢二と晴雨の三角関係を描いた官能劇画。

### 舞台
※初演のみ
- 夢二・大正さすらい人（1983年、劇団民藝、作：吉永仁郎、演出：渡辺浩子） - 演：米倉斉加年
- 本郷菊富士ホテル（1998年11月、原作：近藤富枝「本郷菊富士ホテル」、芸術座（東宝）、脚本：マキノノゾミ、演出：栗山民也） - 演：岡本健一
- 宵待草（2019年、mosaique-Tokyo特別公演、脚本・演出：中井由梨子） - 演：吉木遼 - 妻・たまき（林田岬優）を主人公とし彦乃（高橋エマ）との特殊な三角関係を描いた30分の短編舞台。
- 夢千鳥（2021年、宝塚バウホール・宙組公演） - 演：和希そら

### 音楽
- 夢二慕情 - 香西かおりの2001年のコンセプト・アルバム。夢二と彼が愛した10人の女性を題材にしている。
- 混声合唱組曲『青い小径』作曲：森田花央里（2014年/カワイ出版）